# Críticas conservadoras al marxismo
El pensamiento conservador es, por definición, una actitud ante el mundo más que una doctrina. Esta se caracteriza por una desconfianza contra toda acción humana deliberada, contra todo cambio que no se establezca gradualmente convirtiéndose en tradición, y esto siempre y cuando sea en concordancia con las tradiciones pasadas positivas, ya que se las considera valiosas, bien sea por su selección histórica y comunitaria, o por sus orígenes religiosos trascendentes contra cualquier humanismo antropocéntrico. Tal toma de posición es intrínsecamente contraria tanto a los movimientos sociales revolucionarios de tendencia igualitaria o radical, como a las teorías de un proceso histórico que defina cuál es el verdadero rumbo hacia el futuro tomando como referencia el progreso de algún elemento histórico (ciencia, tecnología, aumento de la riqueza, fomento de la igualdad, etc.). En este sentido el marxismo es contrario al conservadurismo que per se ya no tolera la sociedad moderna basada en el cambio continuo que le dio origen.
Algunos autores conservadores autoritarios definen como ideal un punto presente de la historia a pesar de que esta ya esté basada en un cambio ahistórico no basado directamente en la tradición sino en su reconstrucción estereotipada, y estos tienden a convertir en valor a conservar los elementos estables que encuentran dentro de la sociedad moderna: la familia burguesa, el Estado-nación, etc.
En su variable reaccionaria, el conservadurismo toma la forma de un pesimismo histórico y un intento de dar marcha atrás hacia un estadio ideal ubicado en el pasado desde el cual se desciende hasta el presente, salvo que consista en una teoría inversa del desarrollo (visión negativa de la tecnología, de los movimientos productivistas, de las tendencias igualitarias, etc.). En los casos en que la actitud reaccionaria se convierta en una versión inversa al progresismo historicista, el marxismo puede llegar a tener puntos en común e incluso de acuerdo: en vez de un estadio ideal abandonado por el ascenso progresivo y acumulativo de un bien (v.g. tecnología) que provoque conflictos revolucionarios hasta una crisis final que retorne a una versión superada de dicho ideal, el historicismo reaccionario tendría un comienzo y un final similar pero con una transición signada por el descenso progresivo hacia el mal mediante conflictos similares.

## Conservadorismo, tradicionalismo, medievalismo y marxismo
Entre los autores conservadores, cuya posición tiene sentido desde el comienzo de la modernidad dentro de un ámbito de cambio constante, se puede contar a Edmund Burke, José Ortega y Gasset, Michael Oakeshott y Russell Kirk. Entre los conservadores filo-nacionalistas a Hilaire Belloc y Ernst Junger. Entre los tradicionalistas e incluso "reaccionarios" a Joseph de Maistre, Louis de Bonald, Chesterton, Dostoyevski, T.S. Eliot, Max Weber, Robert Nisbet, Thomas Molnar, Eugene D. Genovese y Richard Weaver, sin que necesariamente en todos los casos se llegue al extremo milenarista.
De todas estas corrientes, los autores contemporáneos han dedicado alguna parte de su trabajo en analizar críticamente al marxismo con los mismos fundamentos con los que se acusa a la modernidad en general. Su posición sobre la propiedad es pocas veces un elemento a contar entre las motivaciones, ya que solo los conservadores modernos defienden la propiedad capitalista, los tradicionalistas solo la propiedad privada contra la gran propiedad libre, y los reaccionarios la limitada e interdependiente propiedad feudal contra la individuación burguesa.
Siendo las diferencias con el progresismo nucleares al pensamiento conservador, las diferencias con el marxismo son generalmente filosóficas. Para los conservadores y reaccionarios, la idea marxista de que la filosofía se supere a sí misma intentando "cambiar la realidad en vez de entenderla" solo tiene sentido si hay algo fijo en la realidad que evolutivamente posibilite el cambio (que entonces debe ser entendido), y que no pueda ser sometido al voluntarismo revolucionario, aunque más no sea por los medios necesarios para que este se lleve a término. Incluso dentro del marxismo, las "leyes del cambio histórico" ya son constantes que hay que descubrir y a las que hay que someterse para poder cambiar el mundo (el mundo salvo esas mismas leyes, al menos a priori) en el sentido que se supone solo puede dirigirse el hombre en la historia. El conservador diferencia lo contingente del carácter necesario de lo contingente (v.g. diferenciar "poder superar la gravedad y sacar algo de la gravedad de la tierra con otras leyes físicas" de "poder superar la ley de gravedad y cambiarla por otra"), y esto es a la vez un punto de contacto y de conflicto con la filosofía dialéctica que fundamenta el movimiento marxista, y que implica una visión casi panteísta del materialismo.

### Gary North y Paul Johnson: el panteísmo revolucionario y la religión materialista
El teólogo y economista protestante Gary North realizó un agresivo análisis de la persona y la doctrina de Marx, diametralmente opuesto en su actitud al afable análisis de Isaiah Berlin. Su libro La religión revolucionaria de Marx escudriña todos los caracteres que hacen al marxismo una velada religión pagana más que una mera cosmovisión filosófica cerrada, y como toda religión pagana, afirma North, su meta principal es "regenerar el mundo por medio del caos".
En un tono menos recalcitrante, el importante historiador católico y conservador Paul Johnson dedicó un capítulo de su obra Intelectuales a explicar la vida y la obra de Karl Marx como corolarios de la soberbia humanista y la amoralidad entrópica que se corresponderían con la ausencia de un realismo conservador en la vida. Johnson se interioriza en el odio de su ateísmo militante, las falsificaciones de las fuentes en sus obras, y las hipocresías de su vida afectiva para hacer una explicación entre psicológica y cultural de la historia personal que hizo posible en un hombre el ímpetu mesiánico pero megalómano y cínico que el autor le atribuye:

"Estamos encadenados, destrozados, vacíos, asustados/Eternamente encadenados a este bloque de mármol del ser", escribió el joven Marx, "… Somos los simios de un Dios frío". Se hace decir a sí mismo, personificando a Dios: "Bramaré gigantescas maldiciones contra la humanidad", y bajo la superficie de gran parte de su poesía se halla la noción de una crisis mundial en gestación. Le gustaba citar las palabras de Mefistófeles en el Fausto de Goethe. "Todo lo que existe merece perecer"; las utilizó, por ejemplo, en un panfleto contra Napoleón III, El dieciocho de brumario, y esta visión apocalíptica de una catástrofe inmensa y próxima del sistema existente le acompañó durante toda su vida: se encuentra en su poesía, es el trasfondo del Manifiesto Comunista de 1848 y es la culminación de El Capital.

En resumen, Marx es un escritor escatológico del principio al fin. Es posible, por ejemplo, que en la primera redacción de La ideología alemana (1845-46) incluyera un pasaje que recuerda fuertemente a los poemas, que trata del "Día del Juicio", "cuando los reflejos de ciudades en llamas se ven en los cielos… y cuando las armonías celestes consisten en las melodías de la Marsellesa y de la Carmañola con el acompañamiento del tronar de cañones mientras la guillotina marca el compás y las masas enardecidas gritan Ça ira, ça ira, y las inhibiciones penden de los postes de alumbrado." También hay ecos de Culanen en el Manifiesto comunista, con el proletariado asumiendo el manto de héroe. La nota apocalíptica de los poemas de nuevo irrumpe en su discurso tremebundo del 14 de abril de 1856: "La historia es el juez, su verdugo el proletariado": el terror, las casas marcadas con la cruz roja, metáforas catastróficas, terremotos, la lava hirviente que brota mientras se resquebraja la corteza terrestre. La cuestión es que el concepto de Marx de un día del juicio final, ya sea en su versión poética sensacionalista, o en su versión eventualmente económica, no es una visión científica, sino artística. Siempre estuvo presente en la mente de Marx, y como economista político trabajó a partir de ella buscando las pruebas que la hacían inevitable, en vez de llegar a ella a partir de datos examinados objetivamente. Y naturalmente es el elemento poético el que le confiere a la proyección histórica de Marx su carácter dramático y su fascinación para los lectores radicales que quieren creer que el fin y el juicio del capitalismo están por llegar. El don poético se manifiesta intermitentemente en las páginas de Marx, produciendo algunos pasajes memorables. En la medida en que intuía más que razonaba y calculaba, Marx siguió siendo un poeta hasta el final.

Respecto de la Gran Depresión, Paul Johnson prologó el libro homónimo del economista de orientación austríaca Murray Rothbard que refutara las lecturas marxistas y keynesianas de las causas de aquella crisis económica. En su análisis histórico del pensamiento económico marxista, Rothbard haría suya, a pesar de su distancia ideológica, la idea del moderno paleoconservadurismo privatista que sostiene que el comunismo –como forma de organización económica sin división del trabajo– es siempre coactivo y violento: relacionado históricamente con los milenarismos revolucionarios, la  escatología comunista es así considerada, a la manera popperiana, como medular al perfeccionismo terrorista de las revoluciones totales, inspiradas por –y resultantes de– la solución simplificadora del colectivismo igualitarista, entre las que se puede enumerar a la Revolución Francesa y su cénit dirigista durante el terror rojo del régimen jacobino, a su heredera la Conspiración de los Iguales liderada por Babeuf que representaría al primer comunismo clasista, posteriormente en su forma mixta por Blanqui y el anarcocomunismo de la Comuna de París, y finalmente en su forma más acabada en el bolchevismo como ala izquierdista de la Revolución Rusa.
El sacerdote y teólogo José Miguel Ibáñez Langlois hace una éxegesis de las obras de Marx en las que resume el carácter netamente religioso del mesianismo proletario de su doctrina:

La originalidad teórica de Marx no consiste solo en haber buscado una síntesis entre el idealismo dialéctico hegeliano y el materialismo de los siglos XVIII y XIX, sino en haber abordado con esas categorías el conflicto social revolucionario. Este será dialéctico en virtud de la oposición irreconciliable entre burguesía y proletariado, que se relacionan entre sí como el ser y el no ser en la filosofía de Hegel. Y su explicación será materialista porque la lucha de clases no se funda en causas espirituales o en oposiciones pertenecientes al dominio de la moral o la cultura, sino en el elemento material de la base económica –la infraestructura– y de las formas de producción de cada época. 

Así, pues, la configuración dialéctica de la burguesía y el proletariado se origina, para Marx, a partir del hecho primario y radical del maquinismo industrial moderno. A su vez, Marx no consideró esta explicación –ni en general el materialismo dialéctico e histórico– como una mera «teoría» bien pensada, sino como la verdad inmanente a la praxis revolucionaria. Los filósofos –según su célebre frase– se han limitado a explicar el mundo; desde ahora se trata de transformarlo, y la única filosofía o ciencia social o teoría válida al respecto será la teoría inmanente a la propia transformación revolucionaria del mundo o praxis. En otros términos, la verdad no se le ofrece como el objeto de una aprehensión «verdadera» en cuanto medida por la realidad –acto ilusorio, ideológico y siempre cómplice con la clase opresora–, sino como el momento de verdad interior a la consciencia proletaria en el acto mismo de la revolución. Verdad revolucionaria y revolución verdadera son exactamente lo mismo.
Estamos en presencia de una tesis extraordinaria. No se trata de conceder al pueblo en cuanto «pobre» alguna especial «sabiduría de la vida», y ni siquiera una «perspectiva histórica» más favorable que otras para alcanzar la verdad social. Se trata de investir al proletariado con el privilegio epistemológico de ser el órgano mismo de la verdad, o su «lugar social» como diríamos hoy, y esto en cuanto clase intrínsecamente revolucionaria. No se puede acceder a este privilegio desde fuera, sino haciéndose una sola cosa con el proletariado y su revolución. Marx atribuye a su propio pensamiento esta condición. Se notará la premisa hegeliana de esta tesis: para Hegel la filosofía de Hegel era verdad en cuanto al propio universo en el acto de hacerse plenamente autoconsciente: Hegel era la autotransparencia universal. Solo que para Marx esa presunta verdad se reducirá al «universo burgués» pensándose «abstractamente» en la «ideología hegeliana». Ahora se trata del privilegio «concreto» de la clase proletaria revolucionaria que se piensa a sí misma –y dentro de sí al universo– en la consciencia de Marx.
Este privilegio epistemológico no es el único ni el fundamental del proletariado como clase. El proletariado se convierte para Marx en el gran ejecutor de la historia universal. La evolución de la sociedad determinada por la fuerza de producción y regida por la dialéctica de la lucha de clases, conduce al despertar de la consciencia proletaria, que es como el despertar de la humanidad entera adormecida hasta entonces en los espejismos de las superestructuras. A su vez, el despertar del proletariado redentor, única clase nacida sin el pecado original de la explotación, habrá de traer la salvación al mundo. En efecto, después de conquistar el poder, tras una era de violencia y sangre y fuego, piensa Marx que el proletariado dará a luz una sociedad sin clases, el paraíso terrenal del comunismo, la tierra de promisión, la nueva era histórica redimida de toda explotación. La raíz de este privilegio universal es una propiedad que el proletariado hereda de la dialéctica hegeliana: su condición de «no ser», su proximidad a la nada, que le permite el salto dialéctico hacia el todo. Por ser el proletariado la clase esencialmente despojada, el despojo absoluto, sin patria ni leyes ni moral ni religión (bienes opresores todos ellos), al cobrar consciencia de sí y alzarse, no podrá menos que hacer saltar todas las estructuras que la oprimen, y arrastrar a 
En su oportunidad diremos una palabra sobre esta «nada» hegeliana o privilegio dialéctico-metafísico del proletariado. 

Recordamos ahora lo que muchas veces se ha observado: que, muy por encima de la realidad empírica de los proletarios, son ciertos atributos no solo metafísicos sino también y sobre todo «místicos» los que permiten a Marx cifrar en esta clase tales designios futuros de salvación universal. Se ha hablado del mesianismo que vendría a Marx de su ancestro judío, y que le haría ver en el proletariado, más allá de toda «ciencia social», una versión secularizada y atea del pueblo elegido para la redención del mundo, el nuevo pueblo de la promesa. Más aún: cabe hablar de una extraña pero efectiva simetría inversa que obra entre el proletariado mesiánico y Cristo Salvador. Cristo es el Mesías abatido y crucificado por los pecadores, que en virtud de su naturaleza divina se hace capaz de una humillación ilimitada –anonadamiento– y con su propia muerte abre las puertas de la reconciliación universal y del Reino glorioso. Es difícil pensar fuera de este esquema mesiánico salvífico la misión que Marx atribuye al proletariado, especie de «nada concreta» o puro despojo social, de cuyo mismo abatimiento ilimitado procedería el acto liberador supremo que en su universalidad abre a la humanidad futura –de la cual es germen– las puertas del reino y la efusión del logos social, es decir, de la racionalidad inmanente a la historia dialéctica. No es el momento de profundizar en esta síntesis singular del socialismo, la dialéctica, el materialismo y el esquema judeocristiano de la historia de la salvación. Bástenos concluir, por el momento, que los designios de Marx para el proletariado redentor superan con mucho la lectura empírico-científica que pudiera practicar una sociología positiva sobre el fenómeno proletario real de mediados del siglo XIX –o fines del nuestro, tanto da–: ninguna experiencia social se basta para fundar tal utopía «profética», tal escatología del Reino sobre la tierra.

### Joseph Ratzinger y Michael Novak: la salvación y la libertad frente a la Teología de la Liberación
El extremo de esta interrelación entre marxismo y religiosidad alcanzó su clímax con el intento de conciliar al cristianismo con el marxismo. La confusión entre el comunismo cristiano monástico o voluntario (que, para todas las variantes conservadoras, es resultado indirecto del desprecio a la riqueza y de la "huida del mundo") y el comunismo marxista revolucionario (visto como fin social de una lucha de clases egoístas contra quienes poseen más riqueza para apoderarse de ellas) es otra cuestión que los conservadores debieron enfrentar con el surgimiento del movimiento Teología de la Liberación que acompañó en nombre del cristianismo la lucha armada de guerrillas y gobiernos marxistas en América Latina, apoyando así a la praxis marxista aun cuando no coincidían con ella como teoría. Esta distinción sirvió para que los conservadores pudieran demostrar empíricamente que el marxismo mismo como forma de interpretar el mundo era antes una ideología de sus propios fines de poder como movimiento político. La comprensión teórica del contexto social, que es un prerrequisito que posibilita encontrar la forma de tomar el poder, entra en conflicto con la acción revolucionaria en cuanto esta comprensión teórica no provee de motivos suficientes para dicha toma del poder, y es así que debe generarlos en sus agentes de cambio no intelectuales. Para Engels, por ejemplo, la utilización del ascetismo católico en función de un ascetismo espartano, es indispensable para los movimientos proletarios, tanto en la Edad Media como en la moderna:

Un joven pastor y músico, Juan Boheim de Niklashausen llamado también "timbalero" y Pfeiferhanshlein se hizo profeta en el valle del Tauber. Contaba que la virgen María se le había aparecido y que le había ordenado quemase el timbal y dejase el baile y los placeres sensuales para exhortar al pueblo a la penitencia. Cada cual debía renunciar a sus pecados y al vano placer de este mundo, deshacerse de joyas y adornos y emprender una peregrinación a la virgen de Niklashausen para obtener el perdón de sus pecados.
En este primer precursor del movimiento nos encontramos con el mismo ascetismo que caracteriza todas las insurrecciones medievales de tipo religioso, como también en tiempos recientes el comienzo de todo movimiento proletario. Esta austeridad ascética, este postulado del renunciamiento de todos los placeres y diversiones, establece frente a las clases dominantes el principio de la igualdad espartana y constituye una etapa de transición necesaria, sin la cual la capa inferior de la sociedad nunca se podrá poner en marcha. Para desplazar su energía revolucionaria, para tener la conciencia de su posición hostil frente a los demás elementos de la sociedad, para concentrarse como tal clase, debe empezar por deshacerse de todo lo que pudiera reconciliarla con el orden establecido y renunciar a los pocos placeres que todavía le hacen soportable su vida mísera y que ni la presión más fuerte le podrá arrebatar. Por su forma fanática y violenta así como por su contenido, este ascetismo plebeyo y proletario se distingue fundamentalmente del ascetismo burgués, tal como lo predicaban la moral burguesa, luterana y los puritanos ingleses (que difieren de los Independientes y otras sectas mas avanzadas) y que en el fondo no es más que la parsimonia burguesa. Claro está que este ascetismo plebeyo y proletario pierde su carácter revolucionario en la medida en que el desarrollo de las fuerzas productivas modernas incremente —hasta el infinito— el material disfrutable haciendo innecesaria la igualdad espartana, y al mismo tiempo la posición del proletariado en la vida social así como su carácter será más y más revolucionario.

Esta situación quedaría evidenciada a nivel teórico con el surgimiento de la Teología de la Liberación y su aceptación por parte de los regímenes marxistas como funcional a sus objetivos a pesar de contradecir los fundamentos ateos del materialismo dialéctico, ya que en estos las aspiraciones de las religiones se transforman en deseos realizables en la etapa superior del comunismo, de forma que la alienación del hombre con la naturaleza pueda reducirse a un problema social. La utilización del cristianismo por parte del marxismo requiere, por ende, vaciar de sentido a uno de los dos términos:

Varios de los principales observadores y críticos del movimiento liberacionista han expuesto con precisión sus claves marxistas. En primer término la Instrucción de la Sagrada Congregación para la Doctrina de la Fe en agosto de 1984, que critica las siguientes contaminaciones marxistas de la TL:

— La falta de crítica con que asume el análisis marxista.

— La contradicción de querer integrar en la teología un análisis
como el marxista, cuyos criterios de interpretación dependen de una
concepción atea.

— La imposibilidad de asumir, como pretende la TL, un análisis
no separable de la praxis y por tanto de la concepción marxista de la
historia.

— La necesidad objetiva de entrar en la lucha de clases, que al ser
ley fundamental de la historia implica que la sociedad está fundada
sobre la violencia.

— La Eucaristía transformada en celebración del pueblo en lucha.

— La identificación del Reino de Dios con el movimiento de liberación
humana.

— La amalgama ruinosa entre el pobre de la Escritura y el proletario
de Marx.

— La Iglesia concebida como Iglesia de clase.

Está claro que la Instrucción habla del marxismo como una doctrina genérica —en el sentido en que la hemos tratado de exponer nosotros— y que sus atribuciones del marxismo desde la TL son objetivas y correctas; la principal identificación marxista de la TL es el principio de la lucha de clases, que divide a la Iglesia y la desvirtúa.
El cardenal López Trujillo, después de exponer con amplitud y precisión las claves del marxismo en su libro de 1974 Liberación marxista y liberación cristiana aborda desde su perspectiva de 1985 en Caminos de evangelización las connotaciones marxistas de la TL. [...] Para López Trujillo los dos principios marxistas introducidos en la TL son la lucha de clases a través de la aceptación del análisis marxista y la aplicación de la teoría de los modos de producción marxista a la teología. [...] Y concluye con razón que este marxismo genérico, formado por un pequeño conjunto de principios conexos, está en el corazón de todos los marxismos, que no comprenden cómo alguien puede intentar disociar unos principios de otros.

Michael Novak, un profundo observador norteamericano de la TL, apunta con claridad que la pretensión de los liberacionistas es asumir al marxismo dentro del cristianismo, como Santo Tomás hizo con Aristóteles; así lo propuso expresamente Dom Hélder Câmara en la Universidad de Chicago sin advertir —añadimos nosotros— que el motor inmóvil de Aristóteles podía «cristianizarse» con facilidad porque era ya lo que san Pablo llamaría «el Dios desconocido»; pero el marxismo, al ser esencialmente ateo, no puede integrarse con una religión, ni menos con la cristiana a la que Marx buscó descalificar teóricamente como nacimiento de su crítica social e histórica. «Ninguno de los teólogos de la liberación —dice, duramente, Novak— demuestra haber estudiado a Marx». Sin embargo son marxistas. «Si bien es difícil tomarles en serio como teóricos del marxismo, puede afirmarse que son marxistas populistas, que usan los lemas marxistas para airear alguna de las frustraciones y agresiones del pueblo cuyas aspiraciones se han coloreado desde hace tiempo con una propaganda externa.» Pero son marxistas en otro sentido además. «El marxismo en América Latina no es solamente una teoría. Es una institución bien financiada, bien organizada, una institución política con partidos, dirigentes, imprentas, agentes secretos, ejecutivos, simpatizantes, intelectuales, conexiones internacionales, y políticos designados. Ser marxista, como dicen los teólogos de la liberación, no es simplemente aceptar una teoría sino entregarse a una praxis. Y la inocencia con la que los teólogos de la liberación se entregan a la praxis marxista habla más que muchos libros. Como las contradicciones del marxismo nunca aparecen en la TL, parece como si estos teólogos abrazasen el marxismo como una fe, como una religión».

La "filosofía de la praxis" debe, entonces, actuar como la más pura de las ideologías en términos marxistas, al menos respecto de sus intelectuales: distorsionar y encubrir en un autoengaño los verdaderos motivos de poder de la lucha revolucionaria, dejando a sus actores sin pruebas de su conexión con los procesos sociales que dicen representar, en tanto que las mismas pruebas que provee la teoría pueden y deben alterarse para fines de propaganda:

La organización totalitaria representa, en tanto voluntad del monopolio del sentido de lo real, la vocación de destrucción del carácter común de lo público, de la eliminación de su naturaleza contingente y plural, y la sustitución de esta naturaleza por una realidad pasible de ser construida a voluntad por quien posee los medios para hacerlo. La vocación por manipular la realidad fáctica –por inscribir hechos falsos y por borrar hechos verdaderos en nuestro mundo común– pone en escena la ambición de erigir un mundo cuyo sentido puede ser manipulado a su antojo por parte de quienes poseen el control sobre él. Una vez más, Arendt está allí para recordarnos que "solo en un mundo por completo bajo su control pueda el dominador totalitario posiblemente hacer realidad todas sus mentiras y lograr que se cumplan todas sus profecías".

La teoría marxista muestra entonces su faz más oscura: no desea interpretar las condiciones de la praxis en el supuesto movimiento necesario de la historia para ser parte de ella como cabeza directiva, sino que es causa de parte del movimiento de la historia redirigida a su favor, y evalúa las condiciones de la praxis solo para entender cuáles son las verdaderas condiciones de posibilidad de la toma del poder, mientras que la interpretación de estas condiciones como resultado –y prueba– de una necesaria lucha de clases (o sea, la teoría marxista de la historia) ya no puede ser demostrada puesto que, primero y antes que nada, toda filosofía debe ser una deliberada creación de argumentos y consignas funcionales al proselitismo (la teoría del valor-trabajo, la solución inexorable del Estado socialista, etc.) que provee de material humano al movimiento que esta lidera, y por ende sin relación necesaria –ni mucho menos buscada– con el conocimiento verdadero de la realidad social:

En nombre de la flexibilidad táctica, el socialismo es impuesto a las sociedades prefeudales; los partidos comunistas sirven como "vanguardia del proletariado" en naciones sin proletariado, sin capitalistas, sin industria; la conquista militar, la subversión y los golpes de estado sustituyen a las revoluciones proletarias; pequeñas élites de intelectuales ambiciosos sustituyen a las masas trabajadoras. 
Entretanto, el marxismo clásico es invocado para rodear la búsqueda de poder con una aureola de moralidad y ciencia. Ocasionalmente es enriquecido, pero en general es simplemente invocado: sus postulados básicos no son examinados a la luz de la historia ni de la práctica bolchevique. [...] Para los no comunistas ha resultado extremadamente difícil asimilar el hecho y las implicaciones de la irrelevancia de la filosofía marxista del desarrollo histórico para la conducta del movimiento. De hecho, el movimiento comunista no tiene base económica ni ninguna relación específica con ninguna clase económica. De hecho, los partidos comunistas no tienen lazos previsibles, determinados o integrales con ningún grupo social o económico particular. [...] La pertenencia tribal, los intereses regionales, el idioma, las rivalidades personales, el nacionalismo, el color y otros factores a menudo sirven como base para separar a los enemigos de los amigos, no su relación con los medios de producción. En las zonas subdesarrolladas, vemos una y otra vez los esfuerzos de los dirigentes comunistas occidentalizados para encontrar o crear la base social para un partido reducido. Sus esfuerzos se concentran en cualquier grupo que esté más distanciado de la autoridad existente o menos integrado a la estructura de autoridad existente. En China, resultaron ser los intelectuales y campesinos; en la India, ciertos grupos regionales y de casta; en Estados Unidos, ciertos sectores de la clase media; en Gran Bretaña, ciertas minorías étnicas; en Francia, los obreros industriales y la intelligentsia; en Africa, ciertas tribus. Y así sucesivamente.

A pesar de estas críticas, cabe mencionar que la síntesis cristiano-marxista de los teólogos de la liberación ha influido sobre el marxismo (o bien ha recordado a los marxistas) que se ha descontextualizado la referencia marxista a la religión como "opio del pueblo", siendo que el opio no es un estupefaciente ni tampoco un alucinógeno, sino un narcótico analgésico. La tesis marxista jamás pretende que la religión se considere una forma de degradación intelectual ni tampoco una mera ilusión generada por las clases dominantes, sino que la religión es el anestésico necesario de la sociedad entera ya que la religiosidad también se da entre las clases dominantes e intermedias aunque pueda vivirse de diferentes maneras. Que la religión pueda o no funcionar como anestésico frente a la alienación social no implica que no pueda tomar acción contra la "enfermedad social" que la causa, sino generalmente todo lo contrario. Por otro lado si en nombre del marxismo se da por verdadero el supuesto de que la religión es causal de adaptación social en perjuicio de las "clases explotadas", entonces las clases dominantes impregnadas del mismo espíritu religioso deberían ser también conformistas respecto de su existencia material, atenuando por tanto sus supuestos intereses explotadores, e incluso siendo pasivas frente a los conflictos con la clase social explotada, cosa que pocas veces sucede: por el contrario, la reacción frente a las ofensivas revolucionarias se acrecienta a mayor religiosidad existente entre las clases atacadas (si estas son burguesas la vida religiosa más compatible para que se desarrolle una posición activa es el calvinismo).
Desde Comte hasta Durkheim el papel de la religión ha sido enaltecido más allá de la forma teísta que usualmente ha tomado: el marxista peruano José Carlos Mariátegui reafirmaría el carácter socialmente autónomo de la religiosidad y describiría incluso el "espíritu revolucionario" comunista ateo como "una fuerza religiosa, mística, espiritual, opuesta a la crítica racionalista de los burgueses intelectuales", dando así gran parte de razón a sus críticos conservadores que consideran al ethos marxista como contradictoriamente religioso.
Ya en réplica al marxismo ortodoxo, los partidarios de la Teología de la Liberación reiteran un argumento cristiano que es compartido por quienes no pertenecen a la misma: si se entiende como causa de la alienación social la división de la sociedad en clases y que la consecuencia de la misma es la explotación de unas clases por otras, la utilización de la religión como anestésico por parte de las clases oprimidas frente a sus condiciones materiales de existencia no implica necesariamente que esta haya sido generada con dicha función. Si se considera que una religión cualquiera puede ser independiente de dicha alienación material entonces se admite que se la puede considerar verdadera, incluso si acaso su uso como opiáceo social pudiera ser funcional a la situación existente. Que no lo sea y la religión ayude a la transformación social de la estructura de la sociedad de clases dependerá entonces no de cambiar el carácter de una religión particular en sí misma sino de lo que se haga durante su acción como opiáceo social, pudiendo aprovecharse su actividad anestésica y su "suspiro" del corazón dentro de un "mundo sin corazón" como activa "protesta contra la miseria real".
Los conservadores cristianos replican que la utilización política de la religión, y en particular en esta dirección, puede llevar a confundir la mera alienación social con la alienación biológica producto del pecado original: la religión cristiana no provee de una "dicha ilusoria" ante una situación miserable que sin esta podría ser cambiada y convertida en "dicha verdadera", sino que promete el cambio hacia una dicha verdadera reconociendo la existencia de una situación miserable que va mucho más allá de las modificables condiciones sociales del hombre: está relacionada con la naturaleza física y biológica del hombre mismo y por lo cual no puede ser transformada por ninguna acción humana, sea constructiva o revolucionaria, sino por ende solo mediante la intervención divina. La religión cristiana no es entonces, como Marx pretende, una "aureola de religiosidad" para "un valle de lágrimas", sino que es en sí misma la crítica a ese "valle de lágrimas", o sea: la renuncia a la religión no es la renuncia a "una ilusión" que luego haría necesaria la renuncia a una "situación que necesita de ilusiones" sino que es la renuncia a la única esperanza que existe, y que es necesaria frente a una situación que necesita de esperanzas ya que no se puede renunciar a esta, ni cambiándola ni escapándole:

Si se piensa en la profunda incompatibilidad doctrinal y práctica entre marxismo y cristianismo, parecerá extraño que cierto número de creyentes esté dispuesto a la "doble militancia". El fenómeno se comprende, sin embargo, a la luz de la crisis interna –de fe, de esperanza teologal, de autoridad, de conciencia moral– por la que atraviesan hoy, no pocos cristianos. Cuando, heridos ya en el corazón de su fidelidad religiosa, entran a la lucha política con tanta generosidad como anemia espiritual, difícilmente escapan a la seducción del marxismo como método teórico y como praxis revolucionaria. El marxismo les ofrece, como al alcance de la mano y con seguridad "científica" esa justicia que –según el marxismo– la Iglesia no ha conseguido nunca instaurar sobre la tierra. Las pálidas representaciones de una fe borrosa no les ofrecen tanto. Pero estos cristianos fuera de práctica no se entregan del todo al marxismo, pues saben que no tiene respuesta alguna para los supremos misterios del amor, del dolor, de la muerte, ni para las aspiraciones más íntimas del corazón humano, que todavía esperan colmar en el Evangelio. [...] La atracción que sobre ellos ejerce el marxismo es inversamente proporcional a los siguientes factores: una fe intensa e ilustrada; una práctica metódica de la vida de oración; una experiencia sacramental viva; una formación objetiva de la conciencia moral; un conocimiento serio de la historia universal y de la Iglesia; una información seria sobre el estado de cosas en los países socialistas. 
[...] Nada más falaz que [...identificar] al marxismo con la cuestión social, con la realidad misma de la historia. El marxismo [...] es sólo una alternativa del cambio social, y erizada de problemas doctrinales y prácticos, en sus fines y medios, para la conciencia cristiana y aún para la simple conciencia humana de la justicia.
La raíz de este complejo frente al marxismo debe ser buscada, más bien, en la crisis de identidad y en la pérdida de sentido sobrenatural de la vida, que sufren hoy muchos cristianos. Cuando se padece esta crisis, el inconveniente del ateísmo marxista parece una cuestión menor, un detalle doctrinario. Pero un cristiano que vive de veras ante la realidad absoluta de Dios sabrá bien qué significa negar a Dios, y a qué negación más total del hombre y de la vida ha de conducir el rechazo a Dios, la impresionante mentira del ateísmo, en las personas y en el sistema social.
[...] Si bien el mundo nuevo al que aspiran cristianos y marxistas no es el mismo ¿importa tanto –se preguntan algunos cristianos– ponerse de acuerdo sobre la llegada cuando recién se trata de partir? ¿Sobre lo qué construiremos cuando primero se trata de demoler? ¿No vale más aunar los esfuerzos para superar el orden probablemente malo del presente, aunque no estemos de acuerdo en los matices del futuro? 
Una lógica elemental, así como una elemental experiencia histórica, aconsejarían una clarificación de los fines, antes de desatar procesos cuyo resultado objetivo puede ser enormemente ajeno a la voluntad original, como ha ocurrido en tatas y tantas revoluciones: "¡No era esto, no era esto!".
No se trata de un problema lejano y futuro. La naturaleza de los fines está ya implicada en la naturaleza de los propios medios. En cierto modo los medios contienen ya el fin; los procedimientos anuncian el resultado. Predicar, matar, conmover, forzar, orar, no son medios neutros que sirvan para cualquier fine: cada uno lleva implícito su resultado.
Los medios cristianos para la transformación del mundo no pueden ser sino los de Cristo: la conversión del corazón humano que, en la medida de su liberación interior, se expresará socialmente en instituciones justas; la transformación moral de sí mismo y de los demás, de las costumbres, de la mentalidad, del hombre mismo. Desde dentro hacia afuera; desde la persona hacia las estructuras; desde el fondo de la conciencia personal y colectiva hacia los sistemas objetivos que la manifiestan.
[...] El marxismo ofrece la vía inversa. Piensa que el interior del hombre, su espíritu y sus valores, son el reflejo de los acondicionamientos materiales, de las formas de propiedad y de producción de cada tiempo. Tratará, entonces, de ejercer una presión externa, física, normalmente violenta, sobre las estructuras y los grupos que las sustentan. El hombre, el hombre nuevo, se producirá a partir de esta segura manipulación técnica sobre la objetividad del sistema económico. Nada de moralismos ni de utopías. Decía Engels: "El marxismo no es una ética: es necesario no ceder a la indignación moral". [...]
La vía cristiana es lenta, arriesgada, carece de recetas y su resultado será siempre imperfecto, porque no hay paraísos en esta tierra. [...] El conflicto social sólo puede revestir formas dignas y humanas (nunca desaparecer) allí donde el corazón se ha convertido a Dios y al prójimo. Conversión que no se ha conseguido jamás por el odio y la violencia.
[...] Algunos cristianos de buena voluntad piensan que estos arranques del ateísmo marxista fueron una simple y circunstancial reacción frente al conservadurismo político-social de la Iglesia: si la fe en Dios se enfrenta al marxismo, el marxismo querrá excluir a Dios. El ateísmo sería, entonces, la forma histórica y pasajera que tomó, en el marxismo original, la afirmación del hombre y su liberación social. Se abriría así una posibilidad religiosa al marxismo, a medida que la religión, a su vez, se abriera a la construcción de la sociedad socialista: si Dios acepta al marxismo, el marxismo podrá aceptar a Dios. 
Semejante hipótesis es una especie de insulto al marxismo. No hace justicia ni a su coherencia interna ni a su desarrollo histórico. Si el marxismo dejara de ser ateo, difícilmente podríamos llamar todavía "marxismo" a lo que resultara de esa mutación.
El ateísmo marxista quisiera recuperar para el hombre los poderes de los que el hombre se habría "alienado" al proyectarse en la idea de Dios. Esta idea sería una pura ilusión de la conciencia que se pierde fuera de sí misma. Por eso el marxismo no puede –sin negarse del todo– conceder la menor realidad objetiva a Dios, vida eterna, salvación. Ya el otorgarles la mínima posibilidad real anula de raíz toda teoría y toda praxis marxista. [...]
Sin embargo, no pocos marxistas piden a los cristianos una colaboración revolucionaria que antes no se concebía, y de hecho la obtienen a veces. ¿Se trata de una mutación substancial del marxismo, o de simple estrategia? Recordemos una distinción sugerida por Gramsci y profundizada por Althusser, entre el marxismo en sí y las ideologías que el marxismo como político utiliza. [...]

Contra el progresismo liberal y socialista, los conservadores recuerdan tanto el carácter anti-burgués y no-productivista como el carácter anti-utópico y contrarrevolucionario del cristianismo: la concreción del "Reino de Dios en la Tierra" (el fin de la enfermedad y la muerte y la visión del sentido de todo lo existente) no se puede reducir ni a la abundancia a través del gradual incremento en la generación de bienes materiales, ni es conquistable por la mera lucha por una emancipación frente a una particular opresión económica –emancipación que el conservador no excluye como justo objetivo si acaso la opresión realmente existe, pero de cuya liberación no deben derivarse esperanzas sobre una resolución de los problemas generales de la condición humana –siquiera de las privaciones materiales en forma automática–, ni tampoco de la causa del mal en el mundo en todas sus diferentes formas, del cual los oprimidos no dejan de ser partícipes por emanciparse (y muchas veces hasta en mayor medida gracias a las posibilidades que ofrece la libertad, sea contra sus miembros o contra otras clases). Toda confusión entre el mal en general y la injusticia como nombre para un mal humano particular (en el marxismo sería analogable a la "alienación"), que lleve a que en nombre de la lucha contra las injusticias se censure la esperanza de superar el mal de la condición humana, comete, para el conservador, la peor y más alienante de las injusticias para el hombre mortal. En rigor, para el cristiano, Dios es el que encarnaría la liberación humana respecto del pecado y no el hombre pecador liberado el que representaría a Dios, por esto es que solo puede haber propiamente teología de Dios y no teología de un esfuerzo social, no importa sea este esfuerzo la producción capitalista liberal o la expropiación socialista popular.
Por otro lado, si acaso existe una opresión, la mera apología de la lucha de clases por parte de los liberacionistas utiliza –para los conservadores– la idea de emancipación social para ocultar que preexiste a esta una particular interpretación de la opresión social: la marxista (o sea, que toda división de la sociedad en clases implica explotación de las subalternas por las dominantes), y con esta que su solución será la erradicación socialista de las clases privadas (que no excluye la opresión colectivista de un socialismo de Estado) mediante una organización marxista atea en el poder:

Cuando los teólogos de la liberación hablan de "socialismo" se acercan [...] a un viejo estilo de pensamiento. Por ello, resulta particularmente revelador que Shafarevich en su estudio de la idea socialista en la historia [The Socialist Phenomenon] incluya capítulos o pasajes de varios de [sus] precursores [...]: el socialismo de la antigüedad; el socialismo milenarista de la Edad Media; las grandes utopías de la filosofía del iluminismo; el socialismo local de América Latina; la novela socialista; el significado de "justicia social". Además, Shafarevich observa atentamente la "formación asiática" de la cual Marx tomó nerviosamente nota, es decir, los socialismos de la antigua Mesopotamia, el antiguo Egipto y la antigua China. A fin de alcanzar el socialismo de Estado no era necesario esperar la "abolición de la propiedad privada de los medios de producción" y el "triunfo del proletariado". Los estados socialistas ya existían en el antiguo mundo de Asia "ante el cual el pensamiento marxista contemporáneo queda desconcertado al percibir su propia expresión horrible en el espejo milenario". (Solzhenitsyn) 

[...] Fue precisamente en el Perú en el año 1531 donde fue encontrado uno de los grandes experimentos socialistas de todos los tiempos por una pequeña expedición de 200 españoles: el imperio de los incas. Este imperio era un precursor del Estado socialista construido por los jesuitas unos 100 años después en Paraguay (1609-1767). Estos experimentos socialistas latinoamericanos impactaron profundamente la imaginación europea. Muchos de los detalles de utopías y comunas socialistas posteriores provenían de ellos. A través de ellos, el socialismo moderno posee un linaje latinoamericano. Dicho socialismo latinoamericano es por lo menos tan antiguo como el socialismo milenarista de Europa Central (Joachim da Fiore y Thomas Munzer, por ejemplo) al cual Marx recurrió asiduamente. Shafarevich dedica veinte páginas a dichos modelos latinoamericanos, citando extensamente a L. Baudin: Les Incas du Pérou (Los incas del Perú); R. Karsten: Das Alteperuanische Inkareich (El Imperio Inca del Alto Perú); y a Garcilaso de la Vega: Comentarios reales de los Incas, citando volúmenes paralelos sobre Paraguay. [...]

Irónicamente la Utopía de Tomás Moro, escrita en 1516, contenía muchos detalles sobre el estilo de vida descubierto por primera vez en 1531. Había llamado a su Estado imaginario "Ningún lugar", pero dicho lugar realmente existía. Dado que las historias de los incas se difundieron después de 1531, esta coincidencia despertó la imaginación occidental.

En cualquier caso, un punto de acuerdo entre los religiosos conservadores y progresistas es que para ambos la religión –y en particular la cristiana– siempre exige una prédica evangelizadora en el mundo que implica la creación de una comunidad religiosa cuyos criterios de justicia deben ser defendidos al menos de forma defensiva: comunidad con o sin clases, con o sin estamentos, dependiendo de cómo se la entienda políticamente.

### Thomas Molnar y François Furet: el colectivismo genérico como sustitución del organicismo católico
Existen pocos representantes de la postura tradicionalista y por esto no es tan conocida su crítica al marxismo como una inversión distópica del ideal orgánico de orden natural estable y permanente. La monarquía es tomada por estos autores como modelo y expresión de gobierno atemporal al representar el ideal olvidado de estratificación jerárquica de tipo privado y por ende aplicable a todo el orden social y político como acontece en las monarquías feudales, a diferencia de las monarquías antiguas y las monarquías absolutas. En algunos casos esta línea del pensamiento conservador pretende imitar el mundo feudoburgués y post-cristianofeudal de la Baja Edad Media mediante una conciliación entre el actual mundo capitalista y una restitución actualizada de los estamentos superiores de la nobleza y el clero propios de la sociedad cristiana. Entre ellos se puede contar al controvertido político y periodista Plinio Corrêa de Oliveira con su defensa del mercado libre para las clases que forman el tercer estamento del pueblo llano y su crítica al socialismo autogestionario francés como paso al "comunismo anárquico" marxista; el economista Thomas E. Woods, Jr. que revisa los mitos históricos y condicionamientos epistémicos sobre los que se habría cimentado la idea de una Modernidad secular y desde ella el marxismo, continuando la actual revisión del "caso Galileo" en su estudio Cómo la iglesia católica construyó la civilización occidental. y el conocido y ecléctico intelectual Ricard Weaver cuyo análisis del comunismo marxista como punto final de una tendencia histórica (desde el sumo orden jerárquico establecido por los tres órdenes de la Edad Media hasta el igualitarismo radical maoísta) coincide con la posición del sociólogo Robert Nisbet.
Una vertiente más tradicionalista y crítica a la vez de la modernidad liberal como de la socialista, es la del intelectual Thomas Molnar, cuya tesis principal es sintetizada en su escrito El utopismo: la herejía perenne en el que resume la posición tradicionalista clerical sobre el tópico: el humanismo autónomo convertido en prometeico es la raíz intelectual de las utopías (entre las cuales se inscribe al marxismo) y su consecuencia es que la artificialidad inhumana de la tecnificación de la vida social sea llevada hasta el paroxismo por una élite de planificadores revolucionarios:

La idea de lograr aquí en la tierra una sociedad ideal y perfecta late siempre entre los hombres, por más que la historia no comparta ese optimismo y demuestre que la sociedad está siempre inconclusa y en trance de tranformarse, más allá de las ilusiones o fantasías de la ingeniería social. La presente obra evoca a algunos precursores antiguos, pero la atención del autor se detiene sobre todo en los modernos, como Marx y Teilhard de Chardín.

Thomas Molnar sostiene que el utopismo no es solo una manera de experimentar con posibilidades sociales. Es mucho más: configura un sistema de pensamiento, una filosofía con bien establecidos conceptos acerca de Dios, el hombre, la naturaleza y la comunidad. La historia del pensamiento utopista, presente en las herejías religiosas, en varias doctrinas gnósticas, en el marxismo, en el evolucionismo idealista y en otras corrientes similares, prueba que se trata de un tipo de pensamiento perennemente entroncado en toda meditación acerca de aquellos temas, y tan imposible de extirpar como la filosofía realista misma. Como es una doctrina recurrente, los ropajes de que se ha revestido han mostrado una variedad proteica. Pero todas esas variedades obedecen a un molde único.

Aunque solo podría hablarse de herejía en los casos en que los utopistas posean alguna fe religiosa, en realidad todos los pensadores de esta corriente se ajustan poco más o menos a un mismo esquema: liberar al hombre de la heteronomía, es decir, de la guía y providencia de un Dios personal, en nombre de la autonomía, o sea un gobierno propio en lo moral. Pero, como esto último lleva fatalmente a la anarquía, entonces el utopista emancipado se ve obligado a efectuar la inmersión del individuo en su colectividad, la cual asumirá en adelante la tarea de guía y providencia. Para cumplir el gran objetivo de establecer una comunidad ideal, la colectividad trata de usurpar las prerrogativas y atributos de la divinidad.

En su obra La decadencia del intelectual, Molnar resume el desarrollo de una "clase" o grupo social que es la intelectualidad, la cual se autonomiza del orden social medieval que le diera origen, y comienza una relación dual, de apego y rechazo, a la clase media burguesa que pasará a ser su seno social siendo representante de un orden social sin unidad ni autoridad, en la cual el intelectual se encontraría libre de los estatus tradicionales y podría hacer el papel de "iglesia" tuteladora de la política. La autoridad sustitutiva de los "filósofos" de la Ilustración sería clave para legitimar la disgregación de la organicidad de la sociedad estamental en una mercantilización general de la sociedad y una centralización estatal de la política, y posteriormente también en adoptar dos posiciones siempre encontradas respecto a estos remanentes burgueses y burocráticos, encontrando refugio para sus intereses entre los primeros y espacio para sus pretensiones entre los segundos (republicanismo burgués y despotismo ilustrado, girondinismo y jacobinismo, liberalismo y socialismo). Los intelectuales serían la punta de la lanza de una secularización social de dos caras, una espontánea pero fuera de su propio control, y otra construida por estos pero artificial. En ambos casos y sin importar cuál de los dos elementos tuviera mayor relevancia, ambos elementos se refuerzan mutuamente: si la burocracia impone sus intereses la sociedad se atomiza aceitando el futuro funcionamiento de la base social individualista limpiándolo de cuerpos intermedios, y en cuanto la burguesía impone los suyos el poder se centraliza y su potencial amenaza totalitaria aumenta en caso de que el Estado pueda ser engrandecido por una facción política. Se recrean así, constantemente y agravadas, las condiciones para futuros conflictos dentro del marco de una sociedad donde tanto la igualdad como la desigualdad tendrían un carácter democrático y finalmente ideológico y de masas:

¿Acaso la sociedad medieval no había sido concebida, tanto en esencia como en teoría, como una familia, o, según vimos, como el cuerpo humano, en el cual todas las partes, igualmente caras a los ojos de Dios, trabajaban para Su gloria, como lo hacen las manos, los pies y la cabeza de un ser corpóreo?
Tal situación, y la sensación de unidad a que había dado lugar, se estaban desvaneciendo. Numerosos escritores remontan hasta el Renacimiento la llamada “atomización” de la sociedad: el aislamiento del individuo de grupos reducidos, de los cuales podía haber sido miembro activo, y su súbito enfrentamiento con el terrorífico semblante de la máquina del Estado, con la cual no tiene vínculo existencial, pero que no obstante lo domina. 
También, para usar expresiones de Romano Guardini, el “servidor de la Creación” –como solía serlo el hombre medieval– se convirtió en el “dueño de la naturaleza”, con cada invención y descubrimiento nuevos, desgarrado empero entre la exaltación que surgía en él ante la creciente conciencia de su poder y la angustia ante los abismos infinitos de la infinitud que ese mismo poder hacía visibles de repente. Por otra parte, tanto el protestantismo como el catolicismo posterior al concilio de Trento deformaron en cierta medida el concepto original que el hombre tenía de sí mismo en su relación con Dios al hacerle sentir la carga de la fe. [...] 
Tal vez se podría afirmar que, durante tres siglos –los que transcurrieron entre la Reforma y la Revolución Francesa– los pensadores de mayor trascendencia trataron de solucionar los problemas que trajo apareada la fragmentación espiritual y social de la cristiandad.

Molnar analiza en qué forma esta mutación metafísica fue acompañada de un proceso socioeconómico y sociopolítico cuyo desarrollo dependió de aquella. Al igual que Nisbet, descubre cómo los antiguos y diversos criterios yuxtapuestos de justicia para diferentes roles sociales relacionados hombre-a-hombre en una sociedad reglamentada por la tradición fueron necesariamente reemplazados por un uniforme derecho romano para individuos convertidos en mercaderes de funciones sociales impersonales. El regreso a una mercantilización romana de la vida legitimará con su doctrina legal solo a las relaciones contractuales basadas en el asentimiento individual expreso que así pueden ser sancionadas por un Estado central, destruyendo para esos mismos individuos la posibilidad de organizar culturalmente su vida social y económica como parte de una sociedad de relaciones de mutua dependencia que no encontraran al poder como algo separado de sí mismas, cosa que terminaría sucediendo en la sociedad mercantil moderna:

¿Qué ambicionaba la burguesía y en qué situación la encontraron los albores de la Edad Moderna? La nobleza declinaba en forma irreversible como clase poderosa e influyente. Para sus transacciones financieras y políticas, los reyes tenían que entenderse con los burgueses, lo cual permitía que éstos entraran a la vida del Estado por la puerta de servicio. Con todo, la burguesía, salvo en períodos breves como el protectorado de Cromwell, no aspiró al poder político. Estaba demasiado ocupada dando expansión al comercio, asegurando las rutas comerciales, acumulando capitales e invirtiéndolos. Esperaba que el monarca gobernara, que organizara la justicia y la policía, que frenara los apetitos todavía voraces de los señores feudales, pero que no interviniera de otra manera en la actividad comercial. [...] En la segunda mitad del siglo XVI, Jean Bodin concebía un poder real casi tiránico cuando se trataba de una legislación que abolía los obstáculos medievales enraizados en tradiciones, privilegios y costumbres, pero severamente limitada y fiscalizada por la ley cuando el punto en disputa invadía los derechos de la propiedad privada.
En los dos siglos siguientes, esta tendencia cobró enorme impulso hasta transformar desde dentro la estructura conceptual de la sociedad y el significado mismo del cuerpo político. La liza de la vida política fue evacuada lentamente, hasta que sólo quedaron frente a frente dos antagonistas, el rey y la clase media. “No había posiciones intermedias entre la humanidad, montón de arena de organismos independientes y el Estado, un poder exterior que los mantenía unidos en forma precaria. Desapareció toda la rica variedad de las asociaciones” (Sabine). El filósofo por excelencia de este “montón de arena de organismos independientes” fue Hobbes.

Richard Weaver llega a las mismas conclusiones dentro del análisis cultural que desarrollaría en Las ideas tienen consecuencias:

Cuando las masas han alcanzado un estadio en el que tan fácilmente impera el egoísmo, ¿qué podrá librarlas de la perdición política? Se han deshecho de lo único que las protegía de las fuentes de control exterior: una disciplina aprendida y llevada a la práctica. Incapaces de respetar su comunidad y de someter sus esfuerzos a empeños comunes, están destinadas a perderse. [...] Egoísmo es precisamente lo que incapacita a las masas para la misma anarquía filosófica a la que declaran aspirar. Un viejo axioma político enseña que un pueblo malcriado requiere un poder despótico. A su incapacidad para imponer disciplina en sus propias filas, tarde o temprano responde alguna forma de organización racionalizada, al servicio de una sola voluntad de poder. En este punto al menos, la historia, tan pródiga en volúmenes, parece empeñada en escribir siempre la misma página.

Casi todos los autores liberales que estudiaron de cerca los proyectos sociales revolucionarios de ingeniería social jacobinos y marxistas, desde Alexis de Tocqueville a François Furet, han terminado teniendo una visión más cercana a la conservadora en cuanto a su visión del desarrollo histórico. Casi todos estos autores terminarían notando que el surgimiento de los mismos se había dado en sociedades que combinaban, a la vez, un incipiente espíritu libertario individualista y burgués, con un igualitarismo socioeconómico promovido por versiones del absolutismo que debilitaban la jerarquización social frente a aristocracias que ya no tenían un pasado feudal, como en Francia, o que jamás lo habían tenido, como en Rusia:

[...E]l "modo asiático" [de producción] se distingue por su carácter estancado, donde el poder gobernante tiene virtualmente subyugado al grueso del país, tanto en lo referente a la propiedad como al empleo [...] Tal es la antítesis del feudalismo, la etapa de la que evoluciona inevitablemente el capitalismo moderno, y por ende el socialismo y el comunismo, según Marx. Ahora bien, si Rusia en su etapa prerrevolucionaria pertenece más propiamente al "modo asiático" que al feudalismo -como creyó Marx durante algún tiempo y como puede discutirse convincentemente-, se pone en peligro todo el análisis marxista o cuasimarxista de todo lo ocurrido desde 1917. Stalin se dio cuenta de esto tras una discusión del "modo asiático" de producción sostenida (en secreto) en Leningrado en 1931, y entonces eliminó virtualmente el "modo asiático" del canon del marxismo, en lo tocante al pueblo soviético. Toda esta historia fascinante se narra en detalle en [el trabajo de] Wittfogel.

Para estos autores el jacobinismo y el bolchevismo aparecieron como interrupciones abruptas que en realidad ocultaban ser parte de una continuidad revolucionaria, que antecede a las revoluciones políticas mismas y cuyo origen está en la forma adoptada por características especiales de un Antiguo Régimen volcado, por influencia de la Ilustración, hacia la ilegitimación de las relaciones jerárquicas, a la separación de estas respecto a individuos particulares debido a la implantación de nuevos derechos de propiedad alienables, y por tanto, finalmente, a la imposibilidad de contener culturalmente el poder político burocrático mediante un dominio patrimonial sometido a una legitimación social por fuera del poder del Estado (la monarquía) que en última instancia debía derivar en una sociedad religiosa católica de la obediencia a las leyes de la autoridad divina. En reemplazo de esta, las nuevas organizaciones impersonales revolucionarias disputarían el poder recurriendo a una legitimación inversa sobre la base de abstracciones colectivas divinizadas que, superando a aquellos colectivos que habían creado las justificaciones individualistas de Hobbes y Locke para legitimar al poder público, el pensamiento radical igualitario fusionaría a los propios súbditos como sería caso de la "voluntad general" en Rousseau y que más tarde tomaría la forma de "consciencia de clase" en el comunismo marxista-leninista. Para los conservadores la historiografía de este nuevo credo y movimiento post-babeufiano intentaría monopolizar la interpretación de todos los procesos revolucionarios:

He dado mi opinión sobre este punto en uno de los ensayos que se incluyen en este libro: esta racionalización no existe en las obras de Marx, que no contienen una interpretación sistemática de la Revolución Francesa; aquélla es el producto del confuso encuentro entre bolchevismo y jacobinismo que se nutre en una concepción lineal del progreso humano, marcada por estas dos «liberaciones» sucesivas, incluida una en la otra como muñecas encajadas. En la vulgata «marxista» de la Revolución Francesa, el aspecto irremediablemente confuso es el de la yuxtaposición de la antigua idea del advenimiento de una época nueva, idea constitutiva de la propia revolución, y de la ampliación del campo histórico, consustancial al marxismo. En efecto, el marxismo —digamos aquel marxismo que invade con Jaurès la historia de la Revolución— desplaza hacia lo económico y lo social el centro de gravedad del problema de la Revolución. Intenta relacionar la lenta promoción del Tercer Estado, tan grata a la historiografía de la Restauración, y la apoteosis de 1789, con los avances del capitalismo. Al hacer esto, extiende al mismo tiempo el mito de la ruptura revolucionaria a la vida económica y al conjunto de lo social: antes, el feudalismo; después, el capitalismo. Antes, la nobleza; después, la burguesía. Pero como estas proposiciones no pueden demostrarse ni son, por otra parte, verosímiles y de todos modos anulan el cuadro cronológico canónico, este marxismo se limita a yuxtaponer un análisis de causas, realizado a partir de lo económico y social, al relato de los acontecimientos escrito a partir de lo político e ideológico. Pero esta incoherencia posee al menos la ventaja de subrayar uno de los problemas esenciales de la historiografía revolucionaria, el del empalme de los niveles de interpretación con la cronología del acontecimiento. Si se pretende conservar a todo precio la idea de una ruptura objetiva del tiempo histórico y hacer de esta ruptura el alfa y el omega de la historia de la Revolución, se cae en efecto, trátese de la interpretación que se trate, en absurdidades. Pero estas absurdidades son tanto más necesarias cuanto que la interpretación es más ambiciosa y da cuenta de más niveles: se formado brutalmente todo el sistema político francés porque desapareció la antigua monarquía. Pero es mucho menos verosímil la idea de que entre estas mismas fechas se renovó completamente el entramado social o económico: la «Revolución» es un concepto que no tiene mucho sentido en relación a afirmaciones de este tipo, aun en el caso de que pueda tener causas que no son absolutamente de naturaleza política o intelectual.
En otras palabras, cualquier intento de conceptualizar la historia revolucionaria comienza por la crítica de la idea de Revolución tal como fue vivida por los actores y trasmitida por sus herederos, es decir, como un cambio radical y como el origen de una nueva época. En la medida en que esta crítica permanezca ausente de una historia de la Revolución, la superposición de una interpretación que tiende más a lo económico o a lo social a una interpretación puramente política no modifica en nada lo que estas historias poseen en común: el hecho de ser fieles a las vivencias revolucionarias de los siglos XIX y XX. La única ventaja que tal vez ofrece la sedimentación económica y social dada por el marxismo es la de hacer aparecer con claridad, por el absurdo, las aporías de cualquier historia de la Revolución que se funde en la experiencia interior de los actores de esta historia. Aquí es donde encuentro a Tocqueville y valoro su genio. [...] Tocqueville ha elaborado, pues, una crítica radical de cualquier historia de la Revolución que se funde en la vivencia de los revolucionarios. Esta crítica es tanto más aguda en cuanto que permanece en el interior del campo político —las relaciones entre los franceses y el poder—, campo que parece ser precisamente el más transformado por la Revolución. El problema de Tocqueville es el de la dominación que el poder administrativo ejerce sobre las comunidades y sobre la sociedad civil luego de la expansión del estado centralizado; este poder de la administración sobre el cuerpo social no sólo es el rasgo permanente que anuda el «nuevo » régimen con el «antiguo», Bonaparte con Luis XIV. Explica también, a través de una serie de mediaciones, la penetración de la ideología «democrática» (es decir, igualitaria) en la antigua sociedad francesa: en otras palabras, la «Revolución» en lo que para Tocqueville son sus elementos constitutivos (Estado administrativo que gobierna sobre una sociedad con una ideología igualitaria) había sido ampliamente realizada por la monarquía antes de ser consumada por los jacobinos y el Imperio. Lo que se denomina la «Revolución Francesa», aquel acontecimiento fechado, catalogado, glorificado como una aurora, no es nada más que la aceleración de la evolución política y social anterior, que al destruir no la aristocracia sino el principio aristocrático de la sociedad, suprimió la legitimidad de la resistencia social al estado central. Los que dieron el ejemplo fueron Richelieu y Luis XIV.

Furet, así como los tradicionalistas Molnar, Nisbet y Weaver, llegan a las mismas conclusiones que los pensadores políticos neoconservadores como Samuel Huntington, respecto a las tendencias modernizadoras de la estructura de poder por parte de las monarquías centralizadas dentro de los sistemas tradicionales, y la relación entre la emergencia de una intelectualidad de clase media y un proceso revolucionario con capacidad de reclutar miembros en sectores campesinos pobres o en sectores obreros sin expectativas de mejora económica, que termina corroborando la tesis leninista contra la marxista respecto al papel de la vanguardia intelectual en la política ideológica:

El Estado absolutista ha creado los artífices de su ruina. A mi parecer la clave esencial de la crisis político-social del siglo XVIII no es pues un hipotético encierro de la nobleza en sí misma ni su hostilidad global a la burguesía, en nombre de un «feudalismo» imaginario. Se trata, por el contrario, de su apertura, demasiado amplia para que el orden pueda seguir manteniendo su cohesión y demasiado estrecha frente a la prosperidad del siglo. Las dos grandes herencias de la historia de Francia, la sociedad de órdenes y el absolutismo, entran en un conflicto sin salida. Aquello que en la Francia de fines del siglo XVII se percibe como «despótico» no son nada más que los propios progresos de la monarquía administrativa. Desde fines de la Edad Media, por intermedio de la guerra con el extranjero y el establecimiento del impuesto permanente, los reyes de Francia hicieron un Estado del conjunto de territorios que sus antepasados habían pacientemente reunido. Para lograr esto combatieron las fuerzas centrífugas, sometieron a los poderes locales, particularmente el de los grandes señores, y construyeron una burocracia de servidores del poder central. Luis XIV es el símbolo clásico del triunfo real en Francia: bajo su reinado es cuando el intendente, representante de la burocracia de Versalles y delegado de la autoridad del soberano, elimina en las provincias los poderes tradicionales de los municipios o de las grandes familias. Bajo su reinado es cuando se domestica a la nobleza gracias al ceremonial de la Corte, se la confina a la actividad militar o se la integra en la administración del Estado. La monarquía absoluta no significa otra cosa que esta victoria del poder central sobre las autoridades tradicionales de los señores y de las comunidades locales. Pero esta victoria es un compromiso. La monarquía francesa no es «absoluta» en el moderno sentido de la palabra que evoca un poder totalitario. Primero, porque se apoya en las «leyes fundamentales» del reino, que ningún soberano tiene el poder de cambiar: las reglas de sucesión al trono y las propiedades de sus «subditos» están por ejemplo fuera de su alcance. Pero sobre todo los reyes de Francia no desarrollaron su poder apoyándose en las ruinas de la sociedad tradicional. Lo construyeron, por el contrario, a costa de una serie de conflictos y dé transacciones con esta sociedad que al fin de cuentas se vio comprometida por medio de múltiples lazos con el nuevo Estado. Esto se explica por razones ideológicas que derivan del hecho de que la realeza francesa nunca rompió completamente con la vieja concepción patrimonial del poder: el rey de Francia sigue siendo el señor de los señores cuando se ha transformado al mismo tiempo en el patrón de las oficinas de Versalles. [...] La monarquía llamada «absoluta» significa así un compromiso inestable entre la construcción de un Estado moderno y el mantenimiento de los principios de organización social heredado de los tiempos feudales. Régimen en el que se mezclan lo patrimonial, lo tradicional y lo burocrático, según la terminología de Max Weber, y que teje permanentemente una dialéctica de subversión en el interior del cuerpo social. En la primera mitad del siglo XVII, el rápido crecimiento del pecho —impuesto directo del que están eximidos la nobleza, el clero y muchas ciudades— provocó numerosas rebeliones campesinas, apoyadas en secreto por los notables tradicionales. Pero estas revueltas salvajes no tienen futuro y el Estado y los propietarios se unen contra ellas, en un plazo más o menos corto. Lo más grave para el «Antiguo Régimen», tal como aparece constituido bajo Luis XIV, es que el nuevo poder del Estado que está entonces en su apogeo, nunca encuentra un principio de legitimidad capaz de unificar a las clases dirigentes de la sociedad. Mantiene e incluso transforma en castas la sociedad de órdenes y, al mismo tiempo, la desarticula. Unifica el mercado nacional, racionaliza la producción y los intercambios, destruye las viejas comunidades agrarias que se basan en la autarquía económica y en la protección señorial y, al mismo tiempo, resguarda más cuidadosamente que nunca las tradicionales distinciones del cuerpo social. Multiplica por ejemplo los edictos de reforma de la nobleza y expulsa a los falsos nobles del orden para someterlos nuevamente al impuesto y luego negocia con ellos su readmisión. De este modo, complica y desprestigia un mecanismo de promoción social que, a través de la adquisición de señoríos o de oficios, había asegurado desde el siglo XV la renovación profunda de la nobleza francesa. Bajo Luis XIV, la nobleza francesa, —consultar Saint-Simon— se crispa tanto más sobre sus prerrogativas, cuanto pierde sus funciones y hasta su principio: pues si la «sangre» nunca ha sido más importante en el orden honorífico, al mismo tiempo se «asciende» más rápido por medio del Estado o del dinero que por el nacimiento. El Antiguo Régimen es así demasiado arcaico para todo lo que posee de moderno, y demasiado moderno para lo que conserva de arcaico. Esta es la contradicción fundamental que se desarrolla en el siglo XVIII, a partir de la muerte de Luis XIV. Sus dos polos antagónicos, Estado y sociedad, son cada vez menos compatibles.

La ideología como causa de la cual depende el poder tiene su primera aparición durante la primera etapa de la Revolución Francesa, se vuelve ejercicio del poder durante la segunda etapa, y tomaría su más alta expresión en las guerras civiles ideológicas entre facciones rivales durante el desarrollo de los movimientos socialistas, comunistas y anarquistas en el siglo XIX, y luego entre doctrinas que caracterizaron los movimientos totalitarios del siglo XX en las diferentes variantes del marxismo-leninismo y el fascismo:

No cabe duda de que a partir de la primavera del 89 el poder ya no está más en aquellos Consejos y en aquellos despachos del rey de Francia de los que habían surgido, durante tantos siglos, las decisiones, los reglamentos y las leyes. Pero súbitamente el poder ha perdido todo punto de apoyo; no se encuentra en ninguna institución: pues aquellas que la Asamblea intenta reconstruir son arrasadas, rehechas y destruidas de nuevo como un castillo de arena invadido por la marea. ¿Cómo podría el rey del Antiguo Régimen aceptarlas cuando se ha generalizado la desconfianza hacia su persona y la voluntad de desposeerlo? ¿Cómo podrían, además, una obra tan reciente y un estado tan nuevo, reconstruido, o mejor, vuelto a pensar, sobre un terreno tan movedizo, suscitar rápidamente un mínimo de consenso? Aunque todo el mundo lo afirma nadie lo cree puesto que todos hablan en nombre del pueblo. Nadie posee el poder, ni siquiera aquellos que podemos llamar «los hombres del 89» que están de acuerdo sobre el tipo de sociedad y de régimen político que desean. Existe una inestabilidad esencial de la política revolucionaria que le es consustancial y en relación a la cual las profesiones periódicas de fe sobre la «estabilización» de la Revolución ofrecen infaliblemente la ocasión para una nueva reactivación. Los hombres y los grupos pasan su tiempo queriendo «detener» la Revolución, pero cada uno en beneficio propio, en su momento preciso y contra su vecino. Mounier y los monárquicos, partidarios de una especie de whiggismo francés, lo hicieron desde agosto del 89. Luego Mirabeau y La Fayette, a lo largo del año 1790, simultáneamente pero cada uno por su cuenta. Por último, el triunvirato Lameth—Barnave—Du Port, último partidario, después de Varennes, de una política moderada de realismo constitucional. Pero estas adhesiones sucesivas sólo se produjeron después de una demagogia revolucionaria destinada a preservar el control del movimiento popular y a desacreditar a los rivales; por no poder alcanzar el primer objetivo, logran realizar tan bien el segundo que el arma utilizada se vuelve contra ellos mismos y contra todo «moderantismo». De este modo, incluso durante el período aparentemente «institucional» de la Revolución, en el que Francia posee una Constitución ampliamente aceptada, de La Fayette a Robespierre, cada líder, cada grupo toma el riesgo de extender la Revolución con el fin de eliminar a sus rivales, antes que unirse para rehacer las instituciones nacionales. Este comportamiento aparentemente suicida tiene motivos circunstanciales que explican el enceguecimiento de las voluntades: que los constituyentes del 89 no hayan tenido como imperativo fundamental «clausurar» la Revolución es lo que los diferencia de los del 48; pero 1848 tiene permanentemente la mirada puesta en 1789. 1789 no tiene precedentes. Los hombres políticos de aquella época tenían, al decir de Mirabeau, «ideas avanzadas»; pero debieron improvisar todo lo que se refería a las modalidades de la acción política. Estos hombres se encuentran encerrados dentro de un sistema de acción inédito que tiene presiones muy estrictas. La Revolución se caracteriza por una situación en la que el poder le aparece a todos vacante, libre, intelectual y prácticamente. En la antigua sociedad ocurría lo contrario; el poder estaba ocupado desde la eternidad por el rey; si quedaba libre era sólo a causa de una acción a la vez herética y criminal; el rey era además propietario de la sociedad y arbitro de sus fines. He aquí que ahora no está solamente disponible sino que es propiedad de la sociedad, la que debe investirlo y someterlo a sus leyes. Como el poder es el gran culpable del Antiguo Régimen, sede de lo arbitrario y del despotismo, la sociedad revolucionaria conjura la maldición que pesa sobre él mediante la sacralización inversa: ahora el pueblo es el poder. Pero de golpe, la sociedad revolucionaria se condena a que esta ecuación exista sólo gracias a la opinión. La palabra sustituye al poder como única garantía de que el poder sólo pertenece al pueblo, es decir, a nadie. Y contrariamente al poder, que tiene el vicio del secreto, la palabra es pública y está por lo tanto sometida al control del pueblo. La sociabilidad democrática, característica de uno de los dos sistemas de relaciones políticas que coexistieron en el siglo XVIII, puesto que en tanto paralelas no se reencontraron jamás, invade en esta ocasión la esfera del poder. Pero la ocupa únicamente con el tipo de material que sabe producir, con aquella cosa ordinariamente blanda y plástica que se llama la opinión, la que súbitamente se transforma en el objeto de una meticulosa atención normativa, ya que está en el centro y es el nervio de toda la lucha política. Transformada en poder, a la opinión sólo le queda identificarse con el pueblo; la palabra no debe ya ocultar las intrigas sino reflejar los valores como un espejo. En este delirio colectivo sobre el poder, que a partir de entonces dirige las batallas políticas de la Revolución, la representación está excluida o aparece perpetuamente controlada; el pueblo, como piensa Rousseau, no puede por definición, enajenar sus derechos a intereses particulares; en ese preciso instante dejaría de ser libre. Desde entonces la legitimidad (y la victoria) pertenece a aquellos que representan simbólicamente su voluntad y que logran monopolizarla. Esta es la paradoja inevitable de la democracia directa que sustituye la representación electoral por un sistema de equivalencias abstractas a través de las cuales la voluntad del pueblo sigue coincidiendo con el poder y la acción se identifica exactamente con su principio de legitimidad. Si la Revolución Francesa vive de esta manera, en su práctica política, las contradicciones teóricas de la democracia, es porque inaugura un mundo en el que las representaciones del poder son el centro de la acción y en el que el circuito semiótico es el amo absoluto de la política. Se trata de saber quién representa al pueblo, si la igualdad o la nación: la victoria se define por la capacidad de ocupar esta posición simbólica y de conservarla. Desde este punto de vista, la historia de la Revolución entre 1789 y 1794, durante su período de desarrollo, puede ser considerada como el rápido desvío de un compromiso con el principio representativo hacia el triunfo absoluto de esta magistratura de la opinión: evolución lógica puesto que desde un principio la Revolución creó el poder con la opinión. La mayor parte de las historias de la Revolución no tienen en cuenta el alcance de esta transformación; ninguno de los hombres que dominan sucesivamente la escena revolucionaria ejerce el poder como los demás, da órdenes a un ejército de funcionarios y dirige una maquinaria de ejecución de leyes y de reglamentos. En realidad el régimen que se establece entre 1789 y 1791 se preocupa particularmente de alejar a los miembros de la Asamblea de cualquier poder ejecutivo e incluso de protegerlos de cualquier contaminación al respecto: la sospecha de ambiciones ministeriales que pesa permanentemente sobre Mirabeau y el debate parlamentario sobre la incompatibilidad de las funciones de diputado y de ministro ilustran este estado de conciencia. Este no depende solamente de la coyuntura política y de la desconfianza de la Asamblea ante Luis XVI, sino que se inscribe en una idea del poder: la Revolución considera a todo poder ejecutivo como corrupto y corruptor por naturaleza; en tanto está separado del pueblo y no mantiene contactos con él, está privado de su legitimidad. Pero esta descalificación ideológica produce en los hechos simplemente un desplazamiento del poder. Puesto que el pueblo es el único que tiene el derecho de gobernar o que debe al menos, en caso de no poder hacerlo, volver a instituir permanentemente la autoridad pública, el poder está en manos de aquellos que hablan en su nombre. Esto quiere decir al mismo tiempo que el pueblo está en la palabra, puesto que la palabra, pública por naturaleza, es el instrumento que descubre aquello que quisiera permanecer oculto y que por esta razón es nefasto; y que el pueblo está permanentemente en juego en medio de las palabras, las únicas calificadas para apropiarse de él y que rivalizan por la conquista de ese espacio evanescente y primordial que es la voluntad del pueblo. La Revolución sustituye la lucha de los intereses por el poder por una competencia de discursos por apropiarse de la legitimidad. Sus líderes tienen otro «oficio» diferente del de la acción; son los intérpretes de la acción. La Revolución Francesa es este conjunto de prácticas nuevas que inviste desmesuradamente a la política de significaciones simbólicas. Por esta razón, la palabra que ocupa toda la escena de la acción es permanentemente sospechosa, pues es por naturaleza ambigua. Apunta al poder al mismo tiempo que denuncia la inevitable corrupción. Sigue siendo fiel a la racionalidad maquiavélica de la política, identificándose sólo con el mundo de los fines: contradicción fundante e inseparable de la propia democracia, pero que la Revolución lleva a su máximo grado de intensidad, como una experiencia de laboratorio. Es necesario leer la Correspondencia secreta de Mirabeau para medir hasta qué punto la política revolucionaria, cuando los actores no han interiorizado sus elementos como un credo, es por excelencia el dominio del doble lenguaje. Mirabeau que pasa al servicio del rey no se transforma, sin embargo, en un hombre que traiciona sus ideas; como dice su amigo La Marck, destinatario de las confidencias e intermediario ante el rey, «él se hace pagar para que estén de acuerdo con él». En las notas secretas que envía a Luis XVI defiende la misma política que en sus discursos públicos en la Asamblea: la de una monarquía popular y nacional, partidaria de la Revolución, mandataria de la nación contra los cuerpos privilegiados del Antiguo Régimen y tanto más poderosa en tanto debe reinar sólo sobre los individuos. Pero esta política que está claramente expuesta en sus notas secretas, hay que adivinarla entre líneas en sus discursos: ocurre que para dirigirse a la Asamblea constituyente, acechado por sus adversarios, controlado por las tribunas, para dirigirse a la «opinión», que no está en ningún sitio y que al mismo tiempo está ya en todas partes, debe utilizar el lenguaje del consenso revolucionario en el que el poder se disuelve en el pueblo. Existen especialistas, expertos, en este lenguaje; son aquellos que lo producen y que por esta razón poseen su legitimidad y su sentido, es decir, los militantes revolucionarios de las secciones y de los clubes. La actividad revolucionaria por excelencia se encuentra en la producción de la palabra extremista por la mediación de asambleas unánimes que aparecen míticamente investidas de la voluntad general. En este sentido toda la historia de la Revolución está teñida por una dicotomía fundamental. Los diputados hacen las leyes en nombre del pueblo al que se considera que representan: pero los hombres de las secciones y de los clubes simbolizan al pueblo cual centinelas vigilantes encargados de acosar y de denunciar cualquier distancia entre la acción y los valores y de volver a instituir, a cada momento, el cuerpo político. El período que va desde mayo — junio del 89 al 9 Termidor del 94 no está caracterizado, desde el punto de vista interior, por el conflicto entre la Revolución y la Contrarrevolución, sino por la lucha entre los representantes de las Asambleas sucesivas y los militantes de los clubes por ocupar la posición simbólica dominante que es la voluntad del pueblo. El conflicto entre la Revolución y la Contrarrevolución se extiende mucho más allá del 9 Termidor y bajo las mismas formas que en el período anterior. A lo que la caída de Robespierre pone fin es a la existencia de un sistema político ideológico caracterizado por la dicotomía que intento analizar.

Furet entronca el análisis de Tocqueville con el del historiador tradicionalista Augustin Cochin cuya perspectiva sociológica durkheimiana logra que se pueda llegar finalmente a la misma conclusión que Weaver y Molnar sobre el reemplazo que el igualitarismo radical termina realizando de la teología por la política y la final degeneración totalitaria del individualismo genérico:

A mi parecer la contribución capital de Augustin Cochin a la historia de la Revolución Francesa fue descubrir cómo se desarrolló este fenómeno, a través de la producción y de la manipulación de la ideología revolucionaria. Pero al limitarse a mostrar su funcionamiento casi mecánico, a partir de la confiscación del consenso por el discurso de la democracia pura que oculta un poder oligárquico, este estudio subestima la comunidad cultural que representa también una de las condiciones de existencia del sistema. Quiero decir que si la exacta concordancia entre la democracia revolucionaria tal como los militantes de los clubes la definen y la practican y el «pueblo», es a la vez una representación fundamental y mítica de la Revolución, se deduce que se estableció, a través de ella, un lazo particular entre la política y un sector de las masas populares: este «pueblo» concreto, minoritario dentro de la población, pero muy numeroso en relación a los períodos «normales» de la historia, que participa en las reuniones revolucionarias, irrumpe en las grandes «jornadas» y constituye el sostén visible del pueblo abstracto. El nacimiento de la política democrática, única novedad de aquellos años, es en efecto inseparable de un terreno cultural común gracias al cual la acción confirma conflictos de valores. El encuentro no es inédito puesto que, por ejemplo, las guerras de religión del siglo XVI habían surgido sobre el mismo fondo. Lo que es nuevo en la versión laicizada de la ideología revolucionaria que funda la política moderna es que la acción absorbe el mundo de los valores y por lo tanto el sentido de la existencia. El hombre no solamente conoce la historia que hace sino que se salva y se pierde en y por esta historia. Esta escatología laica, cuyo porvenir conocemos, es la inmensa fuerza que la Revolución Francesa pone en funcionamiento. Ya hemos señalado su papel integrador en una sociedad que busca una nueva identidad colectiva y la extraordinaria fascinación que ejerce gracias a la idea simple y poderosa de que la Revolución no tiene límites objetivos, sino solamente adversarios. [...] En su acepción parlamentaria la soberanía popular se delega, según reglas establecidas por la Constitución, a intervalos periódicos: sus mediadores son hombres independientes, lo que crea las condiciones de un debate real. Pero las sociedades de ideas ofrecen un modelo de democracia pura y no representativa: la voluntad de la colectividad es la que, en todo momento, hace la ley. Lo mismo ocurre en el momento de la expansión jacobina, a escala nacional, con esta República de los intelectuales: el gobierno del pueblo por sí mismo, única manera de instaurar esta «transparencia» entre sociedad y poder que es la ambición revolucionaria, al ser técnicamente imposible, es sustituida por sociedades permanentes de discusión, supuestos microcosmos e intérpretes obligados de la sociedad. La sociedad de ideas ofrece naturalmente el antecedente y el modelo. Lo que en la sociedad de ideas se cuestiona no es pues cualquier práctica democrática, sino la democracia «pura», casi el límite de la democracia. Se trata de la expresión infalible que la colectividad hace de sí misma, a través de la relación de cada uno de sus miembros exclusivamente con las ideas, es decir, a través de la producción social de lo verdadero (por oposición a la aprehensión que hace el pensamiento individual). Espacio de la voluntad general, la sociedad de ideas es al mismo tiempo la que enuncia la verdad. La victoria de la «filosofía» —que Cochin llama también el «libre pensamiento»— no es, a su juicio, el principal resorte de la así llamada historia de las ideas que se reduce a ser el árbol genealógico de autores y de obras; pertenece, por el contrario, a la sociología de la elaboración y de la difusión ideológica. Es la obra del trabajo colectivo de las sociedades de ideas. El individualismo que se caracteriza por la relación libre que cada uno mantiene con las ideas, igualdad abstracta que contradice las condiciones de la sociedad real, supone la adición de átomos separados y la producción de un nuevo consenso alrededor de lo Social divinizado y permanentemente reafirmado: democracia pura, sin jefes, sin delegados. El culto de lo Social es, en efecto, el producto natural de la democracia, valor-sustituto de la trascendencia divina.

Thomas Molnar retoma esta idea que Furet rescata de Cochin, respecto al estudio de la intelectualidad como una clase social y cómo su carácter burocrático-político fue sobrepasada por lo que Minogue denominaría su dimensión ideológico-partidaria:

Como dije anteriormente, los philosophes eran pensadores desorientados, ambiguos. Representaban los intereses y el progreso burgueses, y sin embargo condenaban la libertad excesiva, el lujo y lo artificioso en la sociedad. Como los intelectuales bolcheviques de mediados del siglo XX eran a la vez revolucionarios y puritanos. Su énfasis particular sobre la virtud, su combinación de humanitarismo y de severidad romana, se expresaba al máximo en lo que era el sustrato de todo su pensamiento político: la unanimidad [...] sustancia común que [Talmon] denominaba la “masa ciudadana” y que todo individuo alcanzaría si lo despojaban de sus intereses particulares. [...] Rousseau encontró en el concepto [...] un sustituto de la Voluntad Divina de la filosofía política cristiana, sustituto del cual debía deducirse todo [...] Hoy es ya un lugar común afirmar que Rousseau es el padre de los movimientos totalitarios contemporáneos [...p]ero en el siglo XVIII, los movimientos de masas y del populacho –material e instrumentos indispensables al totalitarismo– no existían [...] La Revolución Francesa fue la obra combinada de la burguesía y de los intelectuales [...] ¿Qué salieron ganando los intelectuales? Por una parte, puede afirmarse que, al alborear la Edad Moderna, se habían unido a la causa de la clase media porque era la causa del progreso, a la cual la suya podía adherirse significativa y provechosamente. No obstante y casi desde el comienzo, el intelectual se dio cuenta además de que, a menos que se hallara un nuevo principio de cohesión, el mundo preparado por la burguesía sería un mundo anárquico [..P]or espacio de tres siglos, no pocos pensadores juzgaron  anómala la existencia de clases, fundadas no tanto en diferencias jerárquicas como, de modo creciente, en las económicas. Habían procurado hallar métodos que les pusieran término, si no restaurando una filosofía política puramente cristiana, ideando sistemas y utopías nuevas e ingeniosas, mediante acuerdos contractuales o el poder absoluto de un soberano. [...] A causa de sus prejuicios y de su apasionamiento por los ejemplos tomados de la Antigüedad, pasaron por alto el aporte del pensamiento cristiano a la filosofía política: San Pablo, San Agustín, los pensadores de la Edad Media, y más que nada, Santo Tomás. [...] Mientras que Hegel reconoce el papel que desempeñan los conflictos en la historia, [...] la ambición principal de Marx finca en restablecer la unidad perdida entre el individuo y la sociedad [...] La clase relegada, el proletariado, por lo tanto, no se rebelará impulsada por razones egoístas ni para imponer su gobierno a grupos de hombres nuevamente sojuzgados, sino para crear la sociedad universal y la fraternidad de todos los hombres.

El obrerismo, sin embargo, debería ser solo un medio, no un fin, del movimiento comunista, y la tendencia espontánea de la clase obrera a la agremiación, creando y fortaleciendo cuerpos intermedios para compensar su condición mercantil, sería paradójicamente reaccionaria incluso respecto a la burguesía, con lo cual solo la dirección del movimiento marxista podría encauzar su potencial como base para la construcción revolucionaria de la sociedad planificada y genérica.

### Eugene Genovese y Paul Gottfried: la reciprocidad comunitaria frente a la distribución comunista
El rescate de los autores tradicionalistas de la comunidad religiosa, tanto del occidente medieval como del cristianismo primitivo que le dio origen, implica un estudio del peculiar fenómeno occidental del feudalismo, en el cual autores como Alasdair MacIntyre suelen coincidir parcialmente con Marx, particularmente en sus primeras obras. Engels muestra claros puntos de acuerdo con la percepción histórico-sociológica que los tradicionalistas tienen de la vida obrera en el orden comunitario occidental en su crítica a la modernidad burguesa, a pesar de que le achaque precisamente a dicha situación social la falta de privaciones que la lleven a una situación de conflicto y de cambio revolucionario:

Antes de la introducción del maquinismo, el hilado y el tejido de las materias primas se efectuaban en la propia casa del obrero. Mujeres y niñas hilaban el hilo, que el hombre tejía o que ellas vendían, cuando el padre de familia no lo trabajaba él mismo. Estas familias de tejedores vivían mayormente en el campo, cerca de las ciudades, y lo que ellas ganaban aseguraba perfectamente su existencia, ya que el mercado interior constituía todavía el factor decisivo de la demanda de telas –incluso era el único mercado–, y que la fuerza aplastante de la competencia que habría de aparecer más tarde con la conquista de mercados extranjeros y con la expansión del comercio, no pesaba aún sensiblemente sobre el salario. A esto se añadía un incremento constante de la demanda en el mercado interno, paralelamente al lento crecimiento de la población, que permitía ocupar la totalidad de los obreros; hay que mencionar además la imposibilidad de una competencia feroz entre las obreros, debido a la dispersión de la vivienda rural: En términos generales, el tejedor hasta podía tener ahorros y arrendar una parcela de tierra que cultivaba en sus horas de ocio. Él las determinaba a su antojo porque podía tejer cuando y por el tiempo que lo deseara. Desde luego, no se trataba de un verdadero campesino porque se dedicaba a la agricultura con cierta negligencia y sin sacar de ella un beneficio real; pero al menos no era un proletario, y –como dicen los ingleses– había plantado una estaca en el suelo de su patria, tenía un techo y en la escala social se hallaba en un peldaño por encima del obrero inglés de hoy día.

Así los obreros vivían una existencia enteramente soportable y llevaban una vida honesta y tranquila en toda piedad y honorabilidad; su situación material era mucho mejor que aquella de sus sucesores; ellos no tenían necesidad alguna de matarse en el trabajo, no hacían más de lo que deseaban, y sin embargo ganaban lo suficiente para cubrir sus necesidades, tenían tiempo para un trabajo sano en su jardín o su parcela, trabajo que era para ellos una distracción, y podían además participar en las diversiones y juegos de sus vecinos; y todos estos juegos: bolos, balón, etc., contribuían al mantenimiento de su salud y a su desarrollo físico.

Se trataba en su mayor parte de gente vigorosa y bien dispuesta cuya constitución física apenas se diferenciaba o no se diferenciaba del todo de aquella de los campesinos, sus vecinos. Los niños crecían respirando el aire puro del campo, y si llegaban a ayudar a sus padres en el trabajo, era solo de vez en cuando, y no era cuestión de una jornada de trabajo de 8 ó 12 horas. El carácter moral e intelectual de esta clase se adivina fácilmente. Estos trabajadores nunca visitaban las ciudades porque el hilo y el tejido eran recogidos en sus domicilios por viajantes contra pago del salario, y así vivían aislados en el campo hasta el momento en que el maquinismo los despojó de su sostén y fueron obligados  a  buscar trabajo en la ciudad. Su nivel de vida intelectual y moral era de la gente del campo, con la cual frecuentemente se hallaban ligados por los cultivos en pequeña escala. Ellos consideraban a su Squire –el terrateniente más importante de la región– como su superior natural; le pedían consejo, sometían a su arbitraje sus pequeñas querellas y le rendían todos los honores que comprendían estas relaciones patriarcales. Eran personas "respetables" y buenos padres de familia; vivían de acuerdo con la moral, porque no tenían ocasión alguna de vivir en la inmoralidad, ningún cabaret ni casa de mala fama se hallaban en su vecindad, y el mesonero en cuyo establecimiento ellos apagaban de vez en cuando su sed, era igualmente un hombre respetable, las más de las veces, un gran arrendatario que tenía en mucho la buena cerveza, el buen orden y no le gustaba trasnochar. Ellos retenían a sus hijos todo el día en la casa y les inculcaban la obediencia y el temor de Dios; estas relaciones patriarcales subsistían mientras los hijos permanecían solteros; los jóvenes crecían con sus compañeros de juego en una intimidad y una simplicidad idílicas hasta su matrimonio, e incluso si bien las relaciones sexuales antes del matrimonio eran cosa casi corriente, ellas solo se establecían cuando la obligación moral del matrimonio era reconocida de ambas partes, y las nupcias que sobrevenían pronto ponían todo en orden.  En suma, los obreros industriales ingleses de esta época vivían y pensaban lo mismo que se hace todavía en ciertos lugares de Alemania, replegados sobre sí mismos, separadamente, sin actividad intelectual y llevando una existencia tranquila. Raramente sabían leer y todavía menos escribir,  iban  regularmente  a  la  iglesia,  no  participaban  en la  política, no conspiraban, no  pensaban, les  gustaban  los ejercicios físicos, escuchaban la lectura de la Biblia con un recogimiento tradicional, y convivían muy bien, humildes y sin necesidades, con las clases sociales en posición más elevada. 

Pero, en cambio, estaban intelectualmente muertos; solo vivían para sus intereses privados, mezquinos, para su telar y su jardín e ignoraban todo lo del movimiento poderoso que, en el exterior, sacudía a la humanidad. Ellos se sentían cómodos en su apacible existencia vegetativa y, sin la revolución industrial, jamás hubieran abandonado esta existencia de un romanticismo patriarcal, pero, a pesar de todo, indigna de un ser humano. [...L]a revolución industrial no ha hecho otra cosa que sacar la consecuencia de esta situación reduciendo enteramente a los obreros al papel de simples máquinas y arrebatándoles los últimos vestigios de actividad independiente, pero, precisamente por esta razón, incitándolos a pensar y a exigir el desempeño de su papel de hombres. Si, en Francia, ello se debió a la política, en Inglaterra fue la industria –y de una manera general la evolución de la sociedad burguesa– lo que arrastró en el  torbellino  de  la  historia las últimas  clases sumidas en la apatía con respecto a los problemas humanos de interés general.

En esta apreciación positiva de la familia, de la división de tareas y roles sexuales –como fenómenos naturales que persisten en ausencia de dominación y preexisten a la misma–, Engels concuerda con las críticas que los pensadores conservadores y contrarrevolucionarios dirigen a la sociedad moderna y posmoderna, lo cual perfila un germen de contradicción con la interpretación colectivista del comunismo que requiere la abolición de las relaciones personalizadas y privadas, y choca de frente con cierta antropología cultural del progresismo contemporáneo que considera en términos relativistas las diferencias de género como subproducto de una dominación patriarcal:

Una madre que no tiene el tiempo de ocuparse de su criatura, de prodigarle durante sus primeros años los cuidados y la ternura más normales, una madre que apenas puede ver a su hijo no puede ser una madre para él, ella deviene fatalmente indiferente, lo trata sin amor, sin solicitud, como a un niño extraño. Y los niños que crecen en esas condiciones más tarde se pierden enteramente para la familia, son incapaces de sentirse en su casa en el hogar que ellos mismos fundan, porque solamente han conocido una existencia aislada; ellos contribuyen necesariamente a la destrucción, por otra parte general, de la familia entre los obreros. El trabajo de los niños implica una desorganización análoga de la familia. Cuando llegan a ganar más de lo que les cuesta a sus padres el mantenerlos, ellos comienzan aentregar a los padres cierta suma por hospedaje y gastan el resto para ellos. Y esto ocurre a menudo desde que tienen 14 ó 15 años. En una palabra, los hijos se emancipan y consideran la casa paterna como una casa de huéspedes: no es raro que la abandonen por otra, si no les place.

En muchos casos, la familia no es enteramente disgregada por el trabajo de la mujer pero allí todo anda al revés. La mujer es quien mantiene a la familia, el hombre se queda en la casa, cuida los niños, hace la limpieza y cocina. Este caso es muy frecuente; en Manchester  solamente,  se podrían nombrar algunos centenares de hombres, condenados a los quehaceres domésticos. Se puede imaginar fácilmente qué legítima indignación esa castración de hecho suscita entre los obreros, y que trastorno de toda la vida de familia resulta de ello, en tanto que las demás condiciones sociales siguen siendo las mismas.
[...] 

¿Puede imaginarse una situación más absurda, más insensata [...]? Y sin embargo, esa situación que quita al hombre su carácter viril y a la mujer su femineidad sin poder dar al hombre una verdadera femineidad y a la mujer una verdadera virilidad, esa situación que degrada de manera más escandalosa a ambos sexos y lo que hay de humano en ellos, ¡es la última consecuencia de nuestra civilización tan alabada, el último resultado de todos los esfuerzos logrados por centenas de generaciones para mejorar su vida y la de sus descendientes! Tenemos que, o bien perder toda la esperanza en la humanidad, en su voluntad y en su marcha adelante, al ver los resultados de nuestro esfuerzo y de nuestro trabajo convertirse así en escarnio; o entonces tenemos que admitir que la sociedad humana ha errado el camino hasta aquí en su búsqueda de la felicidad; tenemos que reconocer que un trastorno tan completo de la situación social de ambos sexos solo puede provenir del hecho de que sus relaciones han sido falseadas desde el comienzo. Si la dominación de la mujer sobre el hombre, que el sistema industrial ha engendrado fatalmente, es inhumana, la dominación del hombre sobre la mujer tal como existía antes es necesariamente inhumana también. Si la mujer puede ahora como antes el hombre, fundar su dominación en el hecho de que ella aporta más, e incluso todo, al fondo común de la familia, se sigue necesariamente que esa comunidad familiar no es ni verdadera, ni racional porque un miembro de la familia puede todavía jactarse de que aporta la mayor parte de ese fondo. Si la familia de la sociedad actual se disgrega, esa disgregación muestra precisamente que, en realidad, no era el amor familiar lo que constituía el vínculo de la familia, sino el interés privado conservado en esa falsa comunidad de bienes.

A pesar de las siempre presentes observaciones finales de cuño moderno e ilustrado, dirigidas a un particular comunismo impersonal orientado hacia toda la humanidad en forma política, los primeros autores marxistas no abandonan la idea tradicional de familia como portadora de los vínculos sociales necesarios para cualquier tipo de comunidad. La familia sería desvirtuada de su comunismo originario y personal, principalmente por la revolución social que impuso su versión burguesa, ya que la supuesta inhumanidad de su previo carácter privado nunca queda explicitado, y en cambio esta termina siendo glorificada como más estable y "sana" respecto a la familia moderna que sobrevive a la disolución del patriarcado. La misma lógica fue aplicada por el pensamiento marxiano para estigmatizar todas las formas históricas de propiedad a través de su forma burguesa, considerando a esta última la forma en la que la propiedad se sincera a sí misma y se libera de todas sus naturalezas políticas, funciones religiosas y trabas comunitarias, mediante la separación mercantil que exige la subsistencia egoísta fuera del control de los propietarios. Estas contenciones extraeconómicas supuestamente habrían estado en tensión con la propiedad, y de esta conclusión deriva la forma que tuvo Marx de apreciar y a la vez soslayar el comunitarismo y feudalismo de la sociedad medieval:

Ya en la propiedad territorial feudal está implícita la dominación de la tierra como un poder extraño sobre los hombres. El siervo de la gleba es un accidente de la tierra. Igualmente, a la tierra pertenece el mayorazgo, el hijo primogénito. La tierra lo hereda. En general, la dominación de la propiedad privada comienza con la propiedad territorial, esta es su base. Pero en la propiedad territorial del feudalismo el señor aparece, al menos, como rey del dominio territorial. Igualmente existe aún la apariencia de una relación entre el poseedor y la tierra mas íntima que la de la pura riqueza material. La finca se individualiza con su señor, tiene su rango, es, con él, baronía o condado, tiene sus privilegios, su jurisdicción, sus relaciones políticas, etc. Aparece como cuerpo inorgánico de su señor. De aquí el aforismo: Nulle terre sans maître [No hay tierra sin su señor] en el que se expresa la conexión del señorío y la propiedad territorial. Del mismo modo, la dominación de la propiedad territorial no aparece inmediatamente como dominación del capital puro. La relación en que sus súbditos están con ella es más la relación con la propia patria. Es un estrecho modo de nacionalidad.

Así también, la propiedad territorial feudal da nombre a su señor como un reino a su rey. Su historia familiar, la historia de su casa, etc., todo esto individualiza para él la propiedad territorial y la convierte formalmente en su casa, en una persona. De igual modo los cultivadores de la propiedad territorial no están con ella en relación de jornaleros, sino que, o bien son ellos mismos su propiedad, como los siervos de la gleba, o bien están con ella en una relación de respeto, sometimiento y deber. La posición del señor para con ellos es inmediatamente política y tiene igualmente una faceta afectiva. Costumbres, carácter, etc., varían de una finca a otra y parecen identificarse con la parcela, en tanto que más tarde es sólo la bolsa del hombre y no su carácter, su individualidad, lo que lo relaciona con la finca. Por último, el señor no busca extraer de su propiedad el mayor beneficio posible. Por el contrario consume lo que allí hay y abandona tranquilamente el cuidado de la producción a los siervos y colonos. Esta es la condición aristocrática de la propiedad territorial que arroja sobre su Señor una romántica gloria.

Es necesario que sea superada esta apariencia, que la territorial, raíz de la propiedad privada, sea arrebatada al movimiento de ésta y convertida en mercancía, que la dominación del propietario, desprovista de todo matiz político, aparezca como dominación pura de la propiedad privada, del capital, desprovista de todo tinte político; que la relación entre propietario y obrero sea reducida a la relación económica de explotador y explotado, que cese toda relación personal del propietario en su propiedad y la misma se reduzca a la riqueza simplemente material, de cosas; que en lugar del matrimonio de honor con la tierra se celebre con ella el matrimonio de conveniencia, y que la tierra, como el hombre, descienda a valor de tráfico. Es necesario que aquello que es la raíz de la propiedad territorial, el sucio egoísmo, aparezca también en su cínica figura. Es necesario que el monopolio reposado se cambie en el monopolio movido e intranquilo, en competencia; que se cambie el inactivo disfrute del sudor y de la sangre ajenos en el ajetreado comercio de ellos. Es necesario, por último, que en esta competencia la propiedad de la tierra, bajo la figura del capital, muestre su dominación tanto sobre la clase obrera como sobre los propietarios mismos, en cuanto que las leyes del movimiento del capital los arruinan o los elevan. Con esto, en lugar del aforismo medieval nulle terre sans seigneur aparece otro refrán: l'argent n'a pas de Maître [El dinero no tiene señor], en el que se expresa la dominación total de la materia muerta sobre los hombres.

Los estudios comparativos sobre la vida burguesa-moderna respecto de la aristocrático-tradicional terminan, sin embargo, sacando a la luz uno de los puntos débiles del materialismo histórico, que es la demarcación como "modo de producción feudal" de una situación compleja, fundamentalmente sociocultural, económicamente dispar, en una zona particular del Occidente cristiano: es desde allí que surge un debate paralelo con el marxismo. A pesar de esta confrontación, muchos historiadores marxistas reconocen que deben adaptar muchos de sus análisis frente a esta cuestión en particular, incluso para salvar al marxismo de una falsificación histórica en función de adaptarla a la fuerza a la teoría de los modos de producción:

Calificar de feudales, sin más, a las colonias americanas equivaldría a ignorar el debate suscitado por esta cuestión [...] Efectivamente, la idea de una imposición colonial de tipo feudal, cuyos efectos se prolongarían hasta el tiempo presente, llevó a las ortodoxias comunistas a sostener que América Latina no había alcanzado el estado de desarrollo capitalista, y que por lo tanto convenía, para remediar este retraso, promover una alianza con los partidos burgueses progresistas. [...] 

Ahora bien, sin pretender que los conceptos de feudalismo y del capitalismo tengan la virtud mágica de explicarlo todo, y dejando claro el rechazo categórico a una visión caricaturesca y unilineal de la historia, reducida a la clasificación de la siniestra Vulgata estaliniana, quiero sugerir que el abandono de este debate inconcluso nos priva de una perspectiva útil para captar en su globalidad y en su larga duración fenómenos históricos de gran importancia.

El problema no concierne solamente a América Latina, sino al período moderno en su conjunto. 

[...] La sociedad medieval es una sociedad compleja, cuya estructura resulta del entrelazamiento de relaciones múltiples. [...]

Aun cuando su intervención directa en la producción queda muy limitada, la dominación de los señores se afirma mediante su articulación con esas entidades fuertemente integradas y ampliamente autónomas que son las comunidades aldeanas. [...] Por la misma razón, hay que ir más allá de la definición según la cual el feudalismo estaría fundado en la extracción de la renta, gracias al empleo de la famosa "coerción extraeconómica" mencionada por Marx. En semejante contexto la noción de economía no tiene sentido y por lo tanto resulta tan imposible aislar una esfera específicamente económica como un ámbito extraeconómico (por lo demás, la noción de coerción extraeconómica corre el riesgo de ser asimilada al empleo de la fuerza, cosa que no es un elemento determinante, ni discriminador, para caracterizar las realidades feudales). Lo que es claro es que la extorsión del sobretrabajo entonces no se funda ni en la propiedad del trabajador (esclavitud), ni en la venta libre de la fuerza de trabajo (asalariado), ni tampoco en la imposición de un deber hacia un poder de Estado exterior a las comunidades productoras (tributo). [...] Lo que caracteriza a la dependencia feudal [un conjunto de obligaciones recíprocas a pesar de que los productores campesinos disponen de los medios de producción] es que es indisolublemente económica, jurídica, política y social, de manera que no puede decirse que es económica, ni jurídica, ni política, ni social

Esta observación entronca tanto con la teoría de Polanyi sobre el fundamento religioso cristiano que condiciona el poder eclesiástico y toda la sociedad medieval (y que es parte de su crítica al marxismo), así como con la observación del primer Marx sobre la naturaleza no económica ni práctica del orden feudal cristiano como contrapuesta al orden burgués industrial, o sea, a la sociedad civil utilitaria cuyos cimientos el cristianismo habría difundido y a la vez encadenado mediante la sublimación espiritual de las raíces prácticas de la religión judía.
El rescate católico de la comunidad medieval en el occidente feudal ha girado alrededor de la idea, no necesariamente consecuencialista ni mundana, que considera a esta como la síntesis entre lo privado y lo público: desde las comunidades con economías cerradas basadas en la reciprocidad, o aquellas formadas a partir de la distribución y redistribución comunista, pero sin embargo personalizadas. La comunidad orgánica y la sociedad feudal aparecen así, para estos autores, como un interludio histórico cuya conquista y caída ha llevado a una resurrección secular del milenarismo cristiano: el marxismo, en la forma de idealización de la vida comunal remontándola imaginariamente a los comienzos de la historia. El filósofo político Paul Gottfried desarrolla esta idea a través de sus obras eclécticamente paleoconservadoras y reaccionarias, de las que se destacan particularmente Los milenaristas conservadores: la experiencia romántica en Baviera y La extraña muerte del marxismo: la izquierda europea en el nuevo milenio. En contraste los tradicionalistas describen esta nostalgia comunista de Marx como una versión distorsionada e invertida del ideal religioso cristiano: la salvación del hombre sin Dios, en forma similar a como la imagen idealizada de Rousseau de la vida de una aldea de cabañas sería una símil degradado del amor de Pascal por la Iglesia primitiva; ídem la idea de que los males sofisticados de la vida cosmopolita, las ciencias y las artes en vez de ser consecuencias de la perversión de la condición humana son en cambio sus causas, santificando así al hombre.
Desde una interpretación realista parcialmente disidente con el romanticismo, ciertos autores trazan una línea desde la evangelización cristiana contra el paganismo urbano y el comienzo de una teocracia agraria, hasta el inicio de una suerte de decadencia a pasos, véase la autodeificación del hombre que hizo posible la revolución científica como base de la modernidad en Occidente, entre los que se cuenta como finales el orden burgués capitalista y el orden burocrático socialista y sus corolarios intelectuales: el liberalismo smithiano y el comunismo marxista. Entre estos intelectuales y sociólogos cabe destacar a Richard Weaver y Robert Nisbet que rastrean el origen de la fractura del orden cristiano, respectivamente, en el nominalismo y el fin de la vida comunitaria. Los tradicionalistas ven la apología marxista de la crisis burguesa en la armonía social antigua como un intento de amplificar y dar sentido a la destrucción moderna que el mercado realiza de los cuerpos sociales intermedios mediante su reemplazo por una comunidad artificial que absorbe y reproduce en toda la población las características de generalidad abstracta propias del Estado.
Así como la reciprocidad comunitaria no colectivista sería inconciliable con la propiedad y la distribución comunista, Karl Marx aclara reiteradamente que el orden social futuro que su movimiento representa y pretende alcanzar se encuentra en las antípodas del ideal social cristiano:

Este resultado metafísico deriva de la confusión entre comunismo y comunión. De esta manera, Kriege predica, en nombre del comunismo, el viejo sueño religioso, caro a la filosofía alemana, que está en directa contradicción con el comunismo. La fe, y, más precisamente, la fe en “el espíritu santo de la comunidad”, es lo que menos se necesita para la realización del comunismo.

El conocido historiador marxista norteamericano Eugene D. Genovese dio un giro radical hacia la derecha cuando interpretó al marxismo como corolario burocrático-asalariado de la modernidad burguesa. A partir de la década del 90, Genovese dirigió su atención a la historia del conservadurismo en el Sur estadounidense, una tradición que Genovese llegó a celebrar y adoptar. En su estudio The Southern Tradition: the Achievements and Limitations, examinó a los llamados "Agrarios del Sur": un grupo de doce escritores, poetas, ensayistas y novelistas. En la década de 1930, estos artistas colectivamente escribieron "I'll Take My Stand", una crítica del humanismo ilustrado. Genovese llegó a la conclusión de que por su reconocimiento del pecado y la limitación humana, estos críticos describieron con mayor precisión la naturaleza humana que lo que lo hicieron otros pensadores. Los "Southern Agrarians", señaló, también plantean un desafío a los modernos conservadores estadounidenses y a su errónea creencia en la compatibilidad del capitalismo de mercado con los valores sociales tradicionales y las estructuras familiares. Genovese estuvo de acuerdo con los "agrarios" en la conclusión de que el capitalismo destruye esas instituciones. Donde alguna vez denunciara al liberalismo desde una perspectiva de izquierda radical marxista, ahora lo hace como un tradicionalista conservador (su cambio de pensamiento incluyó la conversión al catolicismo)

### Régine Pernoud y Nicolás Berdiaeff: el marxismo como visión especular del milenarismo cristiano
El cristianismo milenarista fiel a su forma primitiva, que prosperó históricamente como espera apocalíptica durante toda la Edad Media, aparece frecuentemente como una extramundanización antitecnológica que fomenta necesariamente el desprecio por el mundo, el trabajo y los bienes materiales, y que deriva en una regresión a la vida agraria y la economía de subsistencia (muchas veces comunista). Esta oposición cristiana anti-histórica y anti-materialista contra todo orden social, que parece el reverso de la posición marxista, es entendida por los más importantes medievalistas como el origen mismo del marxismo:

Aunque no comparta la idea moderna de progreso, ¿la Edad Media piensa, pues, que la Historia tiene un sentido?
Podría decirse que la Edad Media era premarxista, en la medida en que el marxismo, desde la perspectiva del socialismo utópico, era un milenarismo ateo. No hay que ver en esta afirmación una simple ocurrencia graciosa. Como se ha demostrado, a lo largo de todo el período existe una tradición milenarista.

El filósofo cristiano Nicolás Berdiaeff llegaría incluso a ver una Edad Media invertida, política, en los regímenes marxistas-leninistas y fascistas:

La ideología humanista es, en nuestros días, una ideología atrasada, y sería, cuando menos, regresiva. Sin embargo, se relacionan todavía con sus movimientos, las deducciones antihumanistas que el comunismo ha sabido sacar del humanismo para apropiarlas a nuestra época. [...] La religión no puede seguir siendo un asunto privado como querían los tiempos modernos. No puede ser autónoma, como tampoco pueden serlo los demás dominios de la cultura. La religión se convierte, en grado sumo, en una cosa general, colectiva y que rige todo lo demás. El comunismo lo demuestra. Rompe con los sistemas de independencia y laicismo de los tiempos modernos; exige una sociedad de carácter sagrado [...] Rebasa con esto los límites de la historia moderna, respondiendo a un sistema completamente distinto que me veo obligado a llamar medieval. La disgregación del reino seglar, humanista y del término medio; el descubrimiento, en todos los órdenes, de principios opuestos como polos, son signos de la caducidad de la época sin religión de los tiempos modernos, del comienzo de una época religiosa, de una nueva época medieval. [...] El fascismo italiano, tanto como el comunismo, atestigua la crisis, el fracaso de los viejos gobiernos.

Incluso el concepto mismo de clase social del cual depende el marxismo provendría de un orden social mercantil, mientras que su ideario de armonía social tendría sus puntos de referencia en la vida social creada por la cristiandad occidental:

La noción de "clase" en el sentido moderno sólo se introducirá bajo la influencia de la burguesía, y ante todo en las ciudades donde será poderosa, en Flandes y en Italia [...] Por lo general, es difícil comprender que la forma en que concebimos la propiedad data a lo sumo de ciento cincuenta años atrás, sin que haya obligación de ver en ello un "resultado reciente del progreso".

Incluso para el marxismo el "modo de producción feudal" es la organización social en la que mejor se expresa la producción para el uso directo, sostenida casi enteramente sobre la tradición o la "superstición", y relaciones mutuas de sujeción y pertenencia que apenas dan lugar a un intercambio periférico de mercancías, en contraposición a los órdenes que representan una transformación permanente, en formas inconscientes y conscientes respectivamente: el liberalismo/capitalismo (como producción para el intercambio) y el socialismo/comunismo (como una vuelta superadora a la producción para el uso directo).
Schumpeter explicaría el sentido de una posición reaccionaria frente a sociedades de cambio, incluso en el caso de que se asumiera que existe un finalismo en la historia y sus formas sociales "superadas" no pudieran reaparecer y solo intentar sostenerse:

¿Qué hombre normal rehusaría defender su vida simplemente por estar plenamente convencido de que más pronto o más tarde tendrá que morir de alguna forma? Esto puede aplicarse a los dos grupos de que ha partido la imputación de derrotismo: los propugnadores de la sociedad fundada en la empresa privada y los propugnadores del socialismo democrático. Ambos pueden ganar si ven, con más claridad de lo que usualmente ven, la naturaleza de la situación social en la que es su destino actuar. 

[...] Derrotista es el que, mientras clama servir a la Cristiandad y a todos los demás valores de nuestra civilización, rehúsa, sin embargo, levantarse en su defensa, siendo indiferente que acepte su derrota como una conclusión prevista de antemano o se engañe a sí mismo con vanas esperanzas contra toda esperanza. Pues ésta es una de aquellas situaciones en que el optimismo no es sino una forma de deserción.

La mayoría de los autores antiprogresistas comparten la crítica marxista respecto al "fetichismo de las mercancías" de la economía liberal burguesa, pero responden aplicando la misma vara al marxismo ya que este entraría así en contradicción con su propia objetivación y "fetichización" de las "fuerzas productivas", cuya capacidad de relacionar los elementos de la historia humana depende de que la conciencia cultural las tenga por determinantes. A su vez, estas "fuerzas" deberían determinar el carácter objetivo de las mercancías y de las leyes de oferta y demanda durante el período capitalista, siendo que este es visto por el marxismo como objetivamente necesario en un período determinado para el desarrollo de aquellas fuerzas tecnológicas y para la universalización colectivista de los principios individualistas de la sociedad burguesa como síntesis definitiva luego de la desaparición del proletariado. Además el capitalista es el único sistema social basado en el intercambio entre unidades de producción y el único que, de acuerdo al propio marxismo, "revoluciona constantemente las fuerzas productivas", ambas características que tal vez deberían darle al "modo capitalista de producción" la característica de orden permanente como "modo revolucionario de producción" gracias a ese mismo carácter de intercambio del cual es su corolario necesario y que en el caso socialista no existe (y el cual requiere dicha existencia siendo una economía compleja). La etapa capitalista tiene, para el marxismo, el doble carácter de ser 1) necesaria para continuar la evolución de las fuerzas productivas en un período dado; incluso su orden legal, como expresión de sus cambiantes relaciones sociales de producción, es una necesidad natural a dicho período y no una construcción arbitraria de las clases dominantes en dichas relaciones o de las clases en pugna con estas:

Hemos visto cómo estas minuciosas disposiciones, que regulan a campanadas, con una uniformidad tan militar, los períodos, límites y pausas del trabajo, en modo alguno eran los productos de lucubraciones parlamentarias. Se desarrollaron paulatinamente, como leyes naturales del modo de producción moderno, a partir de las condiciones dadas. Su formulación, reconocimiento oficial y proclamación estatal fueron el resultado de una prolongada lucha de clases.

Y 2) a la vez el carácter particular de poder permitir una evolución constante de las fuerzas productivas, al menos hasta cierto punto: un límite indeterminado salvo por supuestos esperados síntomas al nivel de las relaciones de producción, entre otros el esperado colapso por superproducción (sin embargo nunca fijado ni causalmente explicado al nivel de la historia de las fuerzas productivas: o sea, una tecnología cuya imposibilidad de desarrollo por el capitalismo implique tal colapso, pero que nunca fue fijada).
Por lo anterior, si un período del desarrollo tecnológico requiere una revolución constante de sí mismo por una complejidad cualitativamente diferente (la economía abierta que implica el intercambio) solo tendrá validez progresista una revolución contra este orden revolucionario si y solo si se cumplen alguna de las siguientes dos premisas: a) instaura un orden que modernice la tecnología a pasos mayores, b) es requerido para seguir su evolución en caso de que aquel se detuviera por otro cambio cualitativo similar; sin embargo –señalan los conservadores– el período de desarrollo tecnológico no se ha estancado en un punto entre el siglo XIX y el XX que el capitalismo no pudiera continuar; además su carácter esencial no ha variado a una forma diferente al intercambio –sino por el contrario ha profundizado constantemente en él–, y todas las revoluciones socialistas que promoviera el marxismo han intentado aplicar criterios políticos y distributivos estáticos a sociedades de intercambio: sociedades cuyas economías cambiantes requieren, en adición, una cultura maleable y para su desarrollo una adaptación de las burocracias a una permanente revisión destructiva de sus unidades de producción, punto por punto inimaginable si este abandono ciego a la inercia de la necesidad tecnológica se somete a criterios de un interés político consciente.
La conclusión general de esta tesis implica, sin embargo, para los que la adoptan, la particular situación de que hacia el capitalismo liberal las justificaciones se vuelvan progresistas permanentes –a la vez que el progresismo se vuelve liberal–, y las anticapitalistas se vuelvan reaccionarias –a la vez que las justificaciones conservadoras permanentes necesitan volverse reaccionarias (al menos contra el capitalismo) si quieren defender un "orden no-revolucionario"–, incluso en algunos extremos, como curiosa síntesis, "comunistas reaccionarias", no-igualitaristas y expresamente no-marxistas (Mably, Huxley, Houellebecq), cuya facticidad histórica es más fácil de descubrir y cuyo pesimismo antropológico (de corte freudiano) es más fácil de aceptar.
Karl Marx hizo reiterados comentarios, en diferentes momentos de su obra, sobre la peculiaridad de la sociedad del occidente feudal. Aunque la mayoría de los historiadores, sociólogos y economistas ven a la Edad Media católica como una regresión económica y social al sistema neolítico, localizada en una zona de Europa por influencia del cristianismo, quienes todavía la consideran una formación social e incluso económica diferente reconocen el carácter distintivo de la misma. El propio Marx llamó la atención del fenómeno feudal como una formación social y económica diferente a las demás, no solo porque las relaciones de explotación se basaban en una coerción extraeconómica (como fue el caso del esclavismo) y no en una dependencia para con el orden económico (como en el caso capitalista), sino porque además la clase dominante, formada por el desarrollo de las fuerzas productivas y la propiedad nobiliaria de tierras y armamento, no desembocaba en un parte necesaria de las relaciones sociales de producción (que se mantenían autónomas) sino que simplemente se mantenía a sí misma en forma parasitaria de una organización económica que le era mayormente ajena (en la que incluso se dieron espontáneamente formaciones comunistas particulares). A la explicación que Engels ofrece de la sociedad feudal, más social, política y militar que económica, cabe agregarse la exclusión de Oriente de cualquier identificación con el feudalismo y la visión de este último como un fenómeno singular de Occidente que debería considerarse regresivo en los términos productivistas del marxismo, o bien una contradictoria evolución alternativa de la historia que por su propia naturaleza sería a la vez más fácil de hallar en las proximidades de estadios primitivos del desarrollo tecnológico. Todas estas "lagunas explicativas" han sido consideradas cruciales para reconsiderar críticamente el marxismo ortodoxo:

El derrumbe del modo antiguo está implícito, por consiguiente, en su carácter económico-social. No parece haber ninguna razón lógica por la cual deba conducir inevitablemente al feudalismo, como diferente de otros "nuevos modos, combinaciones del trabajo" que posibilitarían una productividad más alta. Por otra  parte, queda excluida la transición directa del modo antiguo al capitalismo.

Cuando llegamos al feudalismo, del cual se desarrolló en efecto el capitalismo, el problema se torna mucho más desconcertante, aunque sea sólo porque Marx nos dice muy poco al respecto. No se encontrará en las Formen ningún esbozo de las contradicciones internas del feudalismo, comparable al del modo antiguo. Tampoco hay una verdadera exposición de la servidumbre [...] 

El elemento interior de la sociedad feudal del cual deriva el capitalismo parece ser, en 1857-1858 como en 1845-1846 la ciudad -más específicamente, los comerciantes y artesanos urbanos. [...] Es este mismo desarrollo -la constitución del "propietario trabajador" junto a, y fuera de, la propiedad de la tierra, la evolución artesanal y urbana del trabajo, [...] el que proporciona la base de la evolución del capitalismo.

No se examina el papel del feudalismo agrario en este proceso, pero parecería ser más bien negativo. En el momento adecuado, debe posibilitarle al campesino su separación de la tierra, del criado con relación a su señor, a fin de convertirlo en un trabajador asalariado. Es irrelevante que esto tome la forma de la disolución del vasallaje (Horigkeit), de la propiedad privada o de la posesión de pequeños terratenientes o campesinos arrendatarios, o de las diversas formas de
clientela. Lo importante es que ninguna de éstas debe interponerse en el camino de la transformación de los individuos, por lo menos potencialmente, en mano de obra libre. Sin embargo, aunque esto no se analiza en las Formen (sino en El capital, III), la servidumbre y otras relaciones análogas de dependencia difieren de la esclavitud en aspectos económicamente significativos. El siervo, aunque esté bajo el control del señor, es de hecho un productor económicamente independiente; el esclavo no lo es. Quítese a la servidumbre los señores y lo que quedará es la producción mercantil simple; sepárense las plantaciones y los esclavos y (hasta que los esclavos no hagan otra cosa) no quedará economía de ningún tipo. [...] 

En condiciones de servidumbre el siervo produce no únicamente el excedente de trabajo del que se apropia su señor, en una forma u otra, sino que puede también acumular una ganancia para sí mismo. Ya que, por diversas razones, en sistemas económicamente primitivos y de bajo desarrollo como el feudalismo, se da la tendencia de que el excedente permanezca invariable, como una magnitud convencional [...] 

En realidad, tal como sucede en otros lugares, aunque aquí en una forma más bien general, no le preocupa [a Marx] la dinámica interna de los sistemas precapitalistas excepto en tanto explique los prerrequisitos del capitalismo. Aquí le interesan nada más que dos interrogantes negativos: ¿por qué el "trabajo" y el "capital" no pudieron surgir de otras formaciones socioeconómicas más que del feudalismo? y ¿por qué el feudalismo, en su forma agraria, permitió que emergieran y no impuso obstáculos fundamentales para su surgimiento? 

Esto explica las lagunas evidentes de su tratamiento. Al igual que en 1845-1846, no hay aquí un examen de los modus operandi específicos de la agricultura feudal. No hay un análisis de las relaciones específicas entre la ciudad feudal y el campo, o del motivo por el que éste produjese a aquélla. Por otro lado, se comprueba la idea de que el feudalismo europeo es único, puesto que ninguna otra variante de este sistema produjo la ciudad medieval, que es crucial para la teoría marxista de la evolución del capitalismo. Aunque el feudalismo sea un modo de producción existente fuera de Europa (quizá en Japón, que Marx nunca examina en detalle), no hay nada en Marx que nos autorice a buscar cierta "ley general" de desarrollo que pueda explicar su tendencia a evolucionar hacia el capitalismo. Lo que se discute en las Formen es el "sistema germánico", es decir, una subvariedad particular del comunismo primitivo, que por consiguiente tiende a desarrollar un tipo particular de estructura social.

La economía agraria no sometida a servidumbre no era necesariamente comunista y sin embargo no podía implicar, desde dentro del punto de vista marxista, explotación interna alguna ya que no existía separación entre el trabajador y la propiedad (sea sobre la tierra o los instrumentos), hecho que tomaba su forma más clara en la propiedad privada en la organización feudal del artesanado en la corporación medieval, que contradice el supuesto de un conflicto intrínseco entre propiedad y comunidad:

Pero, en segundo lugar, alli donde [se da] la propiedad del instrumento, o el comportamiento del trabajador con el instrumento como con algo propio, alli donde el trabajador trabaja como propietario del instrumento (lo cual a su vez presupone la subsuncion del instrumento bajo su trabajo individual, es decir que presupone estadios particulares limitados del desarrollo de la productividad del trabajo), alli donde esta puesta esta forma del trabajador como propietario o del propietario trabajador como forma autonoma junto a la propiedad de la tierra y fuera de ésta (esto es, donde se da el desarrollo artesanal y urbano del trabajo), [...] en consecuencia también el material en bruto y los medios de subsistencia son ahora mediados en tanto propiedad del artesano, mediados por su trabajo artesanal, por su propiedad del instrumento. [...] En suma, el carácter esencial de la organización corporativa gremial, del trabajo artesanal como sujeto de éste en tanto constituyente de propietarios [...] donde el tipo particular del trabajo –la maestria en tal trabajo y correspondientemente la propiedad del instrumento de trabajo equivale a la propiedad de las condiciones de produccion–, excluye por cierto esclavitud y servidumbre.

Marx resolvería en forma forzada este acontecimiento considerando el "momento singular de las relaciones de producción" que constituye al "sujeto trabajador como propietario" como parte de un devenir históricamente necesario que sería superado con la futura "relación de capital", ya que tal derivación olvida el hecho de que su mismo origen es accidental y parte de la geografía política medieval que no tiene más condiciones para su ulterior desarrollo que el que puede tener la economía romana en relación con las invasiones germánicas que hicieron posible el feudalismo.
Por otra parte Marx describe una suerte de "comunismo feudal primitivo" en El Capital como una de otras tantas formas que podían tomar las economías campesinas, sujetas o no al dominio señorial, en forma parecida al sistema patriarcal de clanes de Escocia comentado por Engels junto con el Mir ruso, donde la comunidad voluntariamente cooperaba con el señor feudal y no había relaciones de explotación por interdependencia económica o coerción extraeconómicas salvo la cultural y religiosa:

Refiriéndose a la Edad Media, Marx nota que:

En vez del hombre independiente hallamos que todo el mundo es dependiente, siervos y señores, vasallos y señores feudales, laicos y clérigos. La dependencia personal caracteriza tanto las relaciones sociales de la producción material como las esferas de la vida edificadas sobre ella. Mas precisamente porque las relaciones personales de dependencia forman la base social dada, los productos y los trabajos no necesitan adoptar una figura fantástica, diferente de la realidad. Pasaron por servicios y prestaciones naturales en el engranaje social. La forma natural del trabajo, su particularidad, y no su generalidad, como sucede sobre la base de la producción de mercancías, es aquí su forma social inmediata. La prestación de trabajo se mide por el tiempo tan bien como el trabajo productor de mercancías, pero todo siervo de la gleba sabe que lo que gasta al servicio de su señor es una cantidad determinada de su fuerza de trabajo personal. [...] Las relaciones sociales de las personas en sus trabajos aparecen en todo caso como sus propias relaciones personales y no están revestidas con las relaciones sociales de las cosas, de los productos del trabajo.

[...] En formas anteriores de la sociedad, esta mistificación económica solo se verifica principalmente con relación al dinero y al capital que devenga interés. Se halla excluida, por la naturaleza de las cosas, primero, allí donde prepondera la producción para el valor de uso, para satisfacer directamente las propias necesidades [...] En las comunidades primitivas, donde impera el comunismo natural y espontáneo, e incluso en las comunas urbanas de la Antigüedad, es esta misma comunidad con sus condiciones la que se presenta como base de la producción, y su reproducción aparece como el último fin de esta. Incluso en el sistema corporativo medieval, ni el capital ni el trabajo aparecen desligados, solo determinadas sus relaciones por el sistema de corporaciones y las circunstancias conexas con el mismo y las ideas de deber profesional, maestría, etc., correspondientes a esas relaciones.

El antropólogo y sociólogo Marvin Harris llega a comentar incluso que esto se reitera en los análisis posteriores de Marx:

Dentro de este esquema, la relación entre la antigua ciudad-estado y el feudalismo resulta difícil de descifrar. No parece que exista una relación necesaria entre los dos. De hecho, Eric Hobsbawm sostiene que parece como si el feudalismo fuese la otra posible dirección de la evolución del "comunismo primitivo" cuando las condiciones locales son de baja densidad de población y de ausencia de grandes ciudades.

Estas diferentes variantes de comunismo religioso y tradicional, así como todas las demás formas comunitarias dadas dentro de diferentes órdenes sociales han llevado a muchos marxistas a abandonar el historicismo marxista, a relacionar la posibilidad del comunismo con el ascetismo y a no esperar del proceso histórico la conversión de un socialismo estatal a un indefinido comunismo futuro productivista sin división del trabajo.
El cristianismo y catolicismo primitivo han sido así tomados como modelo de comunidad pura, expresadas inintencionalmente en el comunismo monástico, ya que no es un proyecto de reforma social sino el resultado de una postura ascética trascendental y extramundana. El cristianismo generó fenómenos comunistas precisamente porque el comunismo es, para los conservadores (estén estos a favor o en contra del comunismo), incompatible con la economía: la visión del cristianismo tradicional es contraria al humanismo secular ya que la solución a los males de la condición humana depende de un cambio en su naturaleza, transformación que solo puede realizarse exitosamente por una entidad infinitamente superior al hombre. Dichos males, inscriptos en la naturaleza humana y animal, no se reducen a consecuencias de formas sociales (opresivas o incorrectas) dentro de las que los hombres se relacionan, ni tampoco a que no se haya alcanzado un ideal estado de cosas respecto a la riqueza (sea que dicha carencia se relacione con la desigual distribución de los bienes, como creen los teóricos radicales, o con la poca productividad, como creen los teóricos liberales), sino con la separación entre el universo humano y su creador absoluto.
El filósofo de la política Bertrand de Jouvenel, a pesar de no hacer una clara distinción durkheimiana entre comunismo y socialismo, resumió la crítica reaccionaria al defecto intrínseco del productivismo en el colectivismo marxista, incluso en su etapa comunista y sin división del trabajo. Es así como el autor resume, rozando una justificación social de la ascesis religiosa, la crítica del comunismo cristiano al socialismo marxista:

De hecho aspiramos a algo más que a una sociedad de buenos vecinos que no desplazan los mojones, que devuelven a su dueño las ovejas perdidas y que no codician el asno del vecino. Y en realidad una comunidad basada no en la dependencia económica sino en el compartir fraternalmente el producto común, e inspirada por el sentimiento profundo de que sus miembros constituyen una familia, no debería ser considerada utópica.

Esa comunidad funciona. Funciona desde hace siglos, y podemos verla funcionando ante nuestros ojos en cualquier comunidad monástica. Es preciso, no obstante, observar que esas son ciudades de amor fraternal porque son ciudades construidas inicialmente por amor al Padre. Y es preciso observar además que en ellas los bienes materiales se comparten sin discusión porque se desprecian.

Los miembros de la comunidad no están ansiosos por incrementar su bienestar individual a expensas de los demás, pero tampoco tienen mayor deseo de incrementarlo en ninguna forma. Sus deseos no se dirigen a objetos materiales escasos, lo que los haría competitivos, sino que se dirigen a Dios, que es infinito. En suma, son todos miembros de una familia no porque constituyan un cuerpo social sino porque forman parte de un cuerpo místico.

Algunos autores cuestionan esta postura extramundana si no va acompañada de una solución extramundana, ya que si se acepta la suposición de que la búsqueda individual de bienes económicos dentro de una comunidad comunista no llegaría a convertirse en causa de conflicto debido a una superabundancia productiva en la etapa comunista, existen otras causas más fundamentales para el conflicto, y que serían las movilizadoras de aquella:

En cuanto se refiere al efecto de la socialización, es cierto que implica una tendencia al aumento de la producción, pero también una tendencia opuesta; y los resultados de la socialización, en cuanto se ha podido observarlos hasta el momento, no confirman la optimista predicción de Marx. El aumento extraordinario de producción en la futura sociedad comunista es mucho más improbable, ya que según Marx será abolida la división del trabajo, que es uno de los medios más efectivos de elevar la producción, tanto cualitativa como cuantitativamente. En lo que se refiere a la segunda suposición, la psicología criminal demuestra que las circunstancias económicas no son las únicas causas de perturbación del orden social; que el sexo y la ambición representan un papel por lo menos tan importante como aquellas, y quizá representen un papel más importante aun cuando sean eliminadas las causas económicas. La predicción de una sociedad de justicia perfecta, sin Estado y sin derecho, es una profecía utópica como el mesiánico Reino de Dios, el paraíso del futuro.

Otro enfoque a la cuestión es el de los comunistas cristianos, que no hacen una defensa cristiana de procesos revolucionarios comunistas no-cristianos y seculares, como es el caso de la Teología de la Liberación, sino que promueven otro comunismo basado directamente en la religión y organizado de acuerdo a esta sobre la base de un completo desinterés por los bienes materiales, basándose en la descripción bíblica de la vida dentro de la Iglesia primitiva: 

32 Y la multitud de los que habían creído era de un corazón y un alma; y ninguno decía ser suyo propio nada de lo que poseía, sino que tenían todas las cosas en común. 33 Y con gran poder los apóstoles daban testimonio de la resurrección del Señor Jesús, y abundante gracia era sobre todos ellos. 34 Así que no había entre ellos ningún necesitado; porque todos los que poseían heredades o casas, las vendían, y traían el precio de lo vendido, 35 y lo ponían a los pies de los apóstoles; y se repartía a cada uno según su necesidad.

Según sus críticos, los cristianos comunistas interpretan algunas enseñanzas de los primeros apóstoles meramente como comunismo y perciben su organización comunitaria solo como una centralización y distribución central de la producción, olvidando que esta combinaba relaciones de reciprocidad cuya contribución es decidida por cada individuo, no pudiendo ser fácilmente clasificable de acuerdo a las citas bíblicas:

7 Que cada uno dé conforme a lo que ha resuelto en su corazón, no de mala gana o por la fuerza, porque Dios ama al que da con alegría. 8 Por otra parte, Dios tiene poder para colmarlos de todos sus dones, a fin de que siempre tengan lo que les hace falta, y aún les sobre para hacer toda clase de buenas obras.

Los cristianos anticomunistas han hecho énfasis en que no solo esto no tendría parecido con el socialismo/comunismo político como el que representa el marxismo, sino que además la forma de organización socioeconómica descrita no era siquiera una forma de comunismo sino una forma de comunitarismo económico en el cual los integrantes seguían siendo propietarios privados que contribuían libremente a la distribución. Sin embargo omiten a su vez el hecho de que esta propiedad ya había sido puesta en común aun cuando la contribución personal fuera totalmente voluntaria, puesto que lo privado y lo común se encontraban entremezclados en las descripciones bíblicas como parte de una economía del don.
Varios representantes de la Escuela Histórica Alemana han servido de sostén, con o sin intención, para un este rescate judeocristiano de la comunidad (la Gemeinschaft económica) en diferentes órdenes sociales, entre ellos Max Weber y Karl Polanyi.
Max Weber describió no solo el caso de las comunidades económicas inscritas en el marco del feudalismo militar, sino también la vida social de la Iglesia primitiva a la que especificó como una particular comunidad basada en una organización de propietarios que negaban, sin embargo, la propiedad en la práctica; agregando a esto que sus miembros no poseían interés alguno, ni individual ni colectivo, en los bienes materiales en sí mismos: 

Los comienzos de toda religiosidad éticamente orientada e influida por esperanzas escatológicas se encuentran bajo el signo de la negación carismática del mundo: son directamente antieconómicos. Lo son inclusive en el sentido de que carecen del concepto de una especial "dignidad" del trabajo. Ciertamente que, al no poder vivir mediante donaciones de los mecenas o directamente de la mendicidad o, como en el Islam, en su calidad de religión bélica, a base de un comunismo guerrero, los miembros se sustentan a través de un modo de vida ejemplar por medio del trabajo de sus manos. Así ha ocurrido con San Pablo tanto como San Egidio. Lo recomiendan las advertencias de la antigua Iglesia cristiana, así como las auténticas prescripciones de San Francisco. Pero no porque el trabajo en cuanto tal sea estimado. Constituye simplemente una fábula pensar que, por ejemplo, en el Nuevo Testamento, se atribuya una nueva dignidad al trabajo. "Sigue en tu oficio" es una expresión de completa indiferencia, dictada por motivos escatológicos, exactamente lo mismo que le da "al César lo que es del César" no es -como se suele interpretar hoy a menudo- una recomendación encaminada al cumplimiento de los deberes para con el Estado, sino, al revés, la expresión de una absoluta indiferencia hacia lo que tiene lugar en esta esfera (justamente en ello radica la diferencia con respecto a la actitud adoptada por los partidos judíos). Sólo mucho después, como medio ascético, y por vez primen en las órdenes monásticas, ha sido considerado el "trabajo" como una honra. Y en lo que toca a la propiedad, la religión no conoce en su periodo carismático más que una negación de la misma (distribución a los pobres) -para los discípulos perfectos- o una indiferencia -para todos los creyentes. La expresión de esta indiferencia es aquella forma más atenuada del comunismo carismático de amor tal como evidentemente existió en la antigua congregación cristiana de Jerusalén., donde los miembros tenían su propiedad sólo "como si no la tuvieran", pues esto -el hacer partícipes ilimitadamente a los hermanos necesitados de la comunidad, con la consecuencia de que los misioneros, especialmente San Pablo, debieran reunir en todo el mundo las donaciones para esta congregación central que vivía antieconómicamente-, y no, como se ha supuesto, la organización "socialista" o la "comunidad de bienes", constituye el sentido de aquella discutidísima tradición. Con la desaparición de las esperanzas escatológicas, retrocede el comunismo carismático en todas sus formas y se recluye en el círculo del monacato como una cuestión particular de estos seguidores de Cristo que viven ejemplarmente, monacato que se desliza hacia la prebendalización. Se hace necesario desaconsejar el abandono de la profesión y precaver contra los misioneros parásitos (el célebre "quien no trabaja, no debe comer" es, en San Pablo, una frase que se refiere a ellos y sólo a ellos). El mantenimiento de los hermanos desocupados y sin propiedades se convierte desde entonces en la misión de un cargo regular, de los diáconos. Ciertas porciones de los ingresos eclesiásticos (tanto en el Islam como en el cristianismo) son asignadas a este menester que, por lo demás, es un asunto que pertenece a los monjes y como residuo del comunismo carismático caritativo subsiste la limosna agradable a Dios y, a pesar de su tan diverso origen, igualmente subrayada y recomendada por el islamismo, el budismo y el cristianismo. Pero siempre subsiste como residuo un carácter específico más o menos pronunciado frente a las organizaciones económicas del mundo. Como las iglesias mismas se sirven de ellas y deben pactar con ellas, no es posible ya seguir considerándolas como creaciones satánicas. Tanto estas organizaciones como el Estado son concesiones a los pecados del mundo que existen por la tolerancia de Dios, a las que hay que conformarse como algo inevitable o que constituyen medios señalados por la divinidad para la represión de los pecados, y en este caso lo que importa es que sus portadores se inspiren en un sentir por el cual utilicen su poder en el sentido mencionado. Pero aun esto choca con dificultades por las mencionadas razones en todas las organizaciones capitalistas, inclusive en sus formas más primitivas. Pues como residuo del antiguo carácter caritativo de la comunidad fraternal carismática, la caritas, la "fraternidad", las relaciones patriarcales y personales éticamente glorificadas del señor con el servidor personal, constituyen tanto en el islamismo y en el judaísmo como en el budismo y en el cristianismo los últimos fundamentos de toda ética eclesiástica en el sentido aquí apuntado. El nacimiento del capitalismo significa que estos ideales llegan a ser frente al cosmos de las relaciones económicas tan prácticamente absurdos como, por ejemplo, lo han sido desde tiempos inmemoriales los ideales pacifistas procedentes de las ideas del primitivo cristianismo, opuestos al poder en cuanto tal y a todo dominio político, en último término basado en la fuerza. Pues dentro del capitalismo todas las relaciones auténticamente patriarcales quedan desprovistas de su verdadero carácter y "objetivadas", en tanto que la caritas y la fraternidad pueden ser ejercidas por el individuo únicamente fuera de su "vida profesional" económica, que es tan ajena a aquellas virtudes. 
Todas las iglesias se han situado frente al desarrollo de este poder impersonal ajeno a ellas con profunda desconfianza interna, y la mayor parte de ellas lo han combatido de alguna manera. No podemos examinar aquí con detalle la historia de las dos exigencias morales características: de la prohibición de cobrar intereses y del mandato de dar el "precio justo" (justum pretium) a las mercancías y al trabajo realizado. Ambas pertenecen a la misma categoría y han brotado de la ética primitiva de la asociación de vecinos, según la cual el cambio es sólo una compensación por los productos o excedentes ocasionales del propio trabajo, el trabajo para otro sólo debe ser concebido como un auxilio de vecino y el préstamo únicamente como un socorro de necesidad. "Entre hermanos" no se regatea el precio, sino que para lo que se intercambia se exigen sólo los propios costos (incluyendo el living wage o salario de plena subsistencia). El auxilio recíproco mediante el trabajo se efectúa gratuitamente o contra un convite. Y para el préstamo de los bienes superfluos no se aguarda ningún rédito, sino, dado el caso, la reciprocidad. El poderoso exige contribuciones; el extraño quiere ganancias, pero el hermano no pide nada de esto. El deudor es un siervo (actual o potencial) o -como en Ariosto- un "mentiroso". La fraternidad religiosa exige la transmisión de esta primitiva ética al dominio de las relaciones económicas entre adeptos de una misma fe religiosa o correligionarios (pues a ellos se limita en un principio tal mandamiento, tal como se revela especialmente en el Deuteronomio y también en el cristianismo primitivo). Como el más antiguo comercio consiste exclusivamente en un tráfico entre diferentes tribus, y el comerciante es el extranjero, este último es en la ética religiosa blanco del odio contra una profesión que tal vez no se considera antiética, pero sí aética: Deo placere non potest.

Karl Polanyi promovió directamente un socialismo moralmente cristiano (o basado en principios cristianos), pero intentó tanto distanciarse de una posición que implique la necesidad de una organización religiosa del mismo, como distinguirse de la defensa de un socialismo amoralmente organizado como es el caso del promovido por el marxismo.
El autor también destacó que tanto la imagen privatista como la comunista del "buen salvaje" primitivo resultaron antropológicamente falsas. Particularmente resaltó los errores en que incurrió el marxismo por utilizar diferentes categorías relacionadas con la ubicación del trabajo para clasificar los sistemas económicos. Polanyi menciona cómo diferentes clases dominantes de la Antigüedad y la Edad Media tenían como subalternas a clases que sin embargo tenían acceso a ocupaciones lucrativas que eran prohibidas en aquellas, y que las convertían en clases más ricas (como la burguesía urbana medieval) que los estamentos socialmente dominantes a los cuales intentaron trasladarse durante el deterioro del orden feudal y la compra de títulos de nobleza. Finalmente la acusación se dirige contra el carácter "hipercrítico" de la cultura política moderna, tanto en Adam Smith como su disparador hasta Karl Marx como su continuador, por haber estigmatizado en el público de la democracia de masas a la moral política como una ilusión manipulativa instrumental a los fines de un poder opresivo, cuando en realidad –en términos nietzscheanos– sería a la inversa: incluso si se aceptara que tiene sentido engatusar a una previa población de esclavos, la "justicia" y la "libertad" deben existir previamente como ideales entre los súbditos para que tales conceptos puedan servir como cebo.

### Alasdair MacIntyre y Leszek Kołakowski: la imposibilidad de la moral en el clasismo marxista
La "ley moral" es, para los conservadores, la única forma de proveer un criterio de común aceptación social mediante el altruismo; y sin moralidad no habría forma de conciliar intereses que pudieran estar contrapuestos. Desde la perspectiva marxista los intereses individuales son, dentro de cada clase, concebidos como interdependientes, o bien con un interés común público que los coordine, y muchas veces hasta subjetivamente comunes en términos absolutos (por lo cual ciertas clases dejan de ser tales si no se conciben subjetivamente como clases, lo cual genera un círculo vicioso solipsista en la definición); mientras que fuera de las clases –y entre ellas– los intereses son antagónicos. Los intereses cohesionados estarían per se contrapuestos a través de las clases ya que se reducen a obtener la mayor cantidad del total de bienes existentes, como suele entenderse la versión marxista de la puja económica entre diferentes clases sociales: el volumen de producción sería independiente de la distribución y por ende los intereses contrapuestos de cada clase pueden concretarse en forma absoluta. Sin embargo que exista semejante contraposición de intereses no prueba, recalcan los conservadores, que dichos intereses sean mutuamente contradictorios. Al describir los intereses formando una "contradicción" se implica que una de las partes estaría en "mejor" condición si la otra no existiera (o sea: en comparación con una situación imaginaria "ideal" donde solo existe una parte), o bien que su inexistencia como parte es preferible a su existencia relacional (con lo cual, para concebir la relación orgánica como explotación, hay que imaginar a los individuos de una de las partes en un estado mejor si no fuera parte de esa relación dual). Si así fuera, si cualquier contrariedad de intereses fuera sinónimo de contradicción (sea o no asociada a una situación de explotación intrínseca), entonces todos los individuos por solo ser tales se encontrarían entre sí en una situación idéntica similar a la de la "lucha de clases". Pero si, a la inversa, el egoísmo indefinido de una clase respecto de otra puede ser la fuente de conflicto de la misma forma que el egoísmo indefinido de un individuo respecto de otro, entonces la elección interesada de una clase social (entre su propio interés y el de la clase ajena) es un problema eminentemente moral, similar al que pudiera ocurrirle a un individuo al elegir si un bien cualquiera es para sí o para otro individuo. La elección nietzscheana del interés como voluntad de poder por sobre el juicio moral (que es la forma de Foucault de entender la lucha de clases) aparece, a los ojos de los conservadores, como la degeneración de un cinismo egoísta del cual el marxismo es solo un paso de transición, puesto que incluso la elección entre ser explotado y liberarse de la explotación (sea para un individuo o para una "clase") es en sí misma una elección posible (y por ende moral) que parte de la premisa deontológica por la cual, o bien se concibe que la libertad es el deber ser no solo para una de las partes, o bien se concibe que es un deber ser de la propia parte contra la otra. Incluso afirmando que en la teoría marxista el interés de clase está predefinido sociológicamente, y que en las teorías posmodernistas está predefinido simplemente por contraposición en una relación de poder de suma cero, la elección de realizar ese supuesto propio interés egoísta es en sí mismo moral y debe fundamentarse por fuera de sí. (Solo el austromarxismo ha recogido el guante de esta crítica –así como de la popperiana que demuestra que el historicismo no sirve de interés egoísta-individual presente para que el proletario adopte un supuesto interés de clase–; algunos autores de esta corriente replantearon éticamente –mediante una versión neokantiana del marxismo– la fundamentación de la lucha de clases por el socialismo en términos morales exógenos al conflicto).
Marx intentó rebatir el núcleo de la concepción conservadora respecto a la existencia de una moral universal, sea esta natural o inmanente a la realidad, o sobrenatural y trascendente a la misma. Sin embargo reconocería que, así como los principios universales de la lógica, también permanece a lo largo de la historia una misma idea nuclear de la moralidad, por lo cual procuró desnaturalizarla relacionándola con la historia de la lucha de clases sin explicar el vínculo entre esta y aquella. En este sentido el pensamiento progresista ha tenido que salir en auxilio de una idea reaccionaria consistente en reconocer que la relativización de la moral termina por perder su propia justificación y solo se torna coherente en el irracionalismo postmoderno, por lo cual no existe un necesario proceso histórico sino una evitable situación de entropía localizada en la modernidad occidental y racionalizada en términos clasistas por parte del marxismo y del leninismo:

[...D]espués de los procesos de Moscú de marzo de 1938, [Trotski] escribe un largo artículo titulado Su moral y la nuestra contra quienes afirman que las sistemáticas mentiras y falsedades del Kremlin y el cruel exterminio de los antiguos bolcheviques son el resultado lógico de la política jesuítica seguida por los propios bolcheviques. Este artículo debe considerarse como el locus classicus de las ideas de Trotski a este respecto. ¿Qué es lo que dice? Antes que nada, vemos que los jesuitas han sido calumniados. La idea de que siempre han afirmado que el fin justifica cualquier medio es una maliciosa invención de sus adversarios: lo que los jesuitas mantenían era que unos medios dados no son malos o buenos por sí mismos, sino por los fines a los que sirvan. [...] «Los jesuitas representaban una organización militante, estrictamente centralizada, agresiva y peligrosa, no solo para sus enemigos, sino también para sus aliados.» Eran superiores a los demás sacerdotes católicos de su época porque eran «más firmes, intrépidos y perspicaces». Sólo cuando se hicieron menos jesuitas, menos «soldados de la Iglesia», es decir, cuando se convirtieron en «burócratas», la orden degeneró. 

Así, medios tales como el mentir y el matar son en sí mismos moralmente indiferentes. Ambos son necesarios en tiempos de guerra, y su aprobación o rechazo depende del lado en que nos alineemos. Trotski ilustra este fenómeno de manera sorprendente, sin darse evidentemente cuenta de ello, en el mismo ensayo que estamos analizando, al quejarse amargamente de la «hipocresía» y del «culto oficial a la mendacidad» del Kremlin, y al denunciar a uno de sus calumniadores de la GPU como un «burgués sin honor ni conciencia». ¿Entonces, cuando los bolcheviques calumniaban a los mencheviques –el lector tiende a preguntar– no implicaba esto algo que desacreditaba a su conciencia o a su honor? La respuesta se encuentra en otro pasaje:
La cuestión no estriba ni siquiera en cual de los bandos beligerantes causó o sufrió el mayor número de víctimas. La historia tiene un metro diferente para medir la crueldad de los nordistas y de los suristas en la Guerra Civil [Americana]. Así, el propietario de esclavos que mediante la astucia y la violencia amarra a un esclavo con cadenas, y el esclavo que mediante la astucia y la violencia rompe las cadenas; ¡que no nos digan los despreciables eunucos que son iguales ante un tribunal moral!

Existiría, pues, un "tribunal moral" en el marxismo que se encontraría por encima de las clases beligerantes, presidido por una "diosa Historia" que coincidiría siempre, bien sea con la liberación de clases subalternas oprimidas o presuntamente oprimidas, bien con nuevas formas de opresión necesarias para desarrollar esas supuestas potencialidades de la sociedad que se requieren para crear la futura perfecta liberación comunista que conquistará la plenitud de la existencia humana emancipada de sí misma. En cualquier caso, este juicio moral apela a la moral preexistente para justificar su propio rechazo:

Exceptuando a los marxistas, cualquiera diría que la historia, en el sentido corriente de descripción o estudio de acontecimientos pasados, puede analizar sin ningún ánimo moral las bajas del Norte y del Sur en la Guerra Civil Americana. ¿Puede acaso el historiador, incluso suponiendo que uno de los bandos en un conflicto dado represente una fuerza progresiva y el otro una retrógrada, emplear diferentes «varas de medir» para el heroísmo o la crueldad de unos y otros? 
Y al emplear la palabra crueldad, Trotski utiliza un quicio moral que es independiente de los sentimientos partidistas y que pertenece al lenguaje común. [...]
Sería posible establecer un punto de vista que, de forma mucho más acertada de lo que ha hecho Trotski, tomara en cuenta estas contradicciones y explicase en qué proporción son universales nuestras nociones del bien y del mal y en qué medida están determinadas por las clases. [...] La cáscara de la polémica partidista –esa convención que implica la anulación de las relaciones pacíficas y un obstáculo para discusiones serias– se interpone aquí entre Trotski y los problemas reales en juego. Hay mucho de simple argumento ad hominem –o más bien argumento a la clase social– del tipo que Marx y Engels utilizaron por primera vez en el Manifiesto Comunista. Contestando a la objeción de que el comunismo «repudia, en vez de reformarlas, la religión y la moral», las «verdades eternas [...] comunes a todos los sistemas sociales», los fundadores del marxismo replican que, dado que todos esos sistemas sociales han sido construidos sobre la explotación, pueden muy bien conducir a valores similares; y en contestación a acusaciones tales como que el comunismo destruye el matrimonio y la familia, devuelven la pelota a sus adversarios recordándoles la desintegración de las relaciones familiares producidas por el trabajo industrial. De esta manera, el problema de saber si se puede llegar a un acuerdo general –y en qué medida– acerca de las cualidades y tipos de comportamiento que son deseables por sí mismos para seres humanos de diferentes clases, es algo que nunca llega a discutirse. Y en este caso, Trotski es todavía menos preciso que el Manifiesto Comunista: ¿Quiénes son esas gentes que se atreven a juzgar nuestra moral? Son «pobres rateros de la historia», etc. El título mismo, Su moral y la nuestra, trata de desviar la atención situando la discusión en un plano polémico. 
No obstante, recurre de nuevo a Lenin y dice:
El «amoralismo» de Lenin, es decir, su rechazo de una moral por encima de las clases, no le impidió permanecer fiel a un mismo ideal a lo largo de toda su vida, ni dedicarse enteramente a la causa de los oprimidos, ni manifestar la mayor rectitud en la esfera de las ideas y desplegar la mayor valentía en el terreno de la acción, ni mantener una actitud nunca menoscabada por el menor asomo de superioridad ante un trabajador «corriente», una mujer indefensa, un niño. ¿No parece, pues, que «amoralismo» en este caso no es sino el pseudónimo de una moral humana superior?

El recurrente regreso del clasismo moral a la distinción entre una moral universal "alienada" pre-socialista, y una moral "humana" post-socialista, se hace, en todos los casos, sobre criterios basados en la realización de ideales abandonados o traicionados que no son si no propios de la moral tradicional en general, y en particular la occidental y cristiana. Esto no sería otra cosa que, incidentalmente, una justificación moral reaccionaria del progreso histórico. El mismo historiador progresista Edmund Wilson refiere que, a pesar de su supuesta moralidad superior, Lenin analizó o trató de plantear estas cuestiones menos aún que Trotski, ya que lo mejor que Trotski habría podido hacer es señalar al pasado, hacia Lenin: es decir, mostrar que hubo una vez "un gran bolchevique" que fue "una persona humanitaria y entregada". Y, sin embargo, la hipocresía de un amoralismo moralizante terminaría por realizarse en el propio personaje de Trotski durante el totalitarismo bolchevique, a la vez que la individuación del egoísmo revolucionario se encarnaría en sus propios realizadores convertidos en "free riders" del colectivismo convertido en interés directo solo para la vanguardia profesional:

No puede decirse que Trotski se haya mostrado como una persona especialmente humana. Se diría que cuando tuvo el poder lo que más le atrajo fue el aspecto planificador del socialismo, la oportunidad de incrementar la eficiencia y el lado despiadado del marxismo. [...]
Pues cuando Trotski logró estructurar el Ejército Rojo, a costa de numerosas ejecuciones en el frente, y derrotar definitivamente a los blancos, dedicó su esfuerzo, en contra de la opinión de Lenin, a convertir su admirable máquina militar en un ejército de trabajo obligatorio. Pero los soldados, que habían cerrado filas contra los enemigos de la revolución, empezaron a desertar cuando se les puso a trabajar en obras públicas. [...]

La amoralidad intrínseca que deriva de la relativización histórico-sociológica de los criterios deontológicos se traduce en una praxis política igualmente amoral, solo justificada en intereses clasistas que no pueden traducirse en abstracciones idealizables salvo para fines retóricos que no contaminen a la misma dirigencia:

En nuestro Partido de Alemania se está manifestando un espíritu podrido [...] El compromiso con los lassalleanos ha conducido a un compromiso con otros elementos semi-extraños; en Berlín [...] con Duhring y sus ‘admiradores’, pero también con toda una pandilla de estudiantes a medio madurar y de doctores supersabios que quieren darle al socialismo una orientación hacia un ‘ideal superior’, es decir, reemplazar su fundamento materialista (el que exige de quienquiera que trate de utilizarlo un serio estudio objetivo) por la mitología moderna con sus diosas Justicia, Libertad, Igualdad y Fraternidad. El doctor Hochberg [...] es uno de los representantes de esta tendencia y se ha ‘comprado’ un lugar en el Partido, supongo que con las intenciones más ‘nobles’, pero las ‘intenciones’ me importan un bledo.

En la visión que Marx ofreció del comunismo, la representación de los intereses de clase reside en los liderazgos revolucionarios exitosos cuyo egoísmo no estaría en conflicto con el interés de la clase que dicen representar:

Los comunistas no forman un partido aparte, opuesto a los otros partidos obreros. No tienen intereses algunos que no sean los intereses del conjunto del proletariado.
No proclaman principios especiales a los que quisieran amoldar el movimiento proletario.

Sin embargo el mismo modelo marxiano afirma que la representación no puede residir en los intereses directos de los miembros individuales de las clases, ya que su egoísmo particular sí se encontraría escindido del interés colectivo de la clase. Por lo tanto el proletariado debe ser impulsado por el discurso moral (la "moral revolucionaria") pero no estar limitado por el mismo respecto de los enemigos señalados, de forma que la elite revolucionaria pueda ser amoral sin encontrar límites a sus mandatos en la moralidad profesada para atacar a la sociedad existente. El mismo Marx dejaría en claro esta posición demagógica:

Mis proposiciones [para el Mensaje inaugural de la Asociación Internacional de Trabajadores] fueron todas aceptadas por la subcomisión. Sólo que se me obligó a incluir, en el Preámbulo, dos frases acerca del ‘deber’ y del ‘derecho’, así como sobre ‘verdad, moralidad y justicia’; pero están puestas de modo tal que no pueden hacer daño.

Suponer que toda lucha de intereses debe ser amoral implica reducir su realización objetiva a expresiones de un egoísmo infinito (sin condicionantes externos o neutrales), y por tanto cualquier forma de altruismo de clase se convierte en una ilusión solo por suponerse perjudicial a la misma. Paradójicamente, un egoísmo colectivista defendido para una clase supuestamente fuerte (pero oprimida socialmente gracias a trabas morales ilusorias impuestas por explotadores débiles), se convierte inmediatamente en un egoísmo individualista que disuelve la unidad de dicha clase y refuerza a quienes son realmente más fuertes convirtiéndolos en opresores sociales por no tener esas trabas morales (consideradas ilusiones impuestas por los débiles explotados, entendiendo por estos ahora a los pobres). Cabe mencionar que, en cuanto la moralidad se considera un freno para los oprimidos en vez de un freno para los opresores, necesariamente se asume que los opresores se volvieron tales –gracias a la moralidad– desde una situación previa de debilidad y subordinación. Si se acepta tal fusión entre pensamiento nietzscheano y libertarismo progresista, nuevamente restan dos opciones: o los fuertes socialmente oprimidos son los económicamente dominantes (y entonces la explotación es de los pobres a los ricos, en términos randianos), o los fuertes pasaron de ser social y económicamente dominantes a ser dominados y explotados por una minoría moralmente dominante (y entonces su dominación moral fue previa a su dominación social). En cualquiera de los dos casos la reinterpretación de la tesis nietzscheana de la moral en términos izquierdistas (como inversión en la relación de poder entre clases) es absolutamente contradictoria con el marxismo. Conservadores de orientaciones dispares suelen coincidir frecuentemente en su crítica al posmodernismo ya que para estos los intentos posmarxistas de compatibilizar el igualitarismo de izquierdas con el culto amoral a la fuerza positiva son sociológicamente vacuos y finalmente contraproducentes (necesariamente funcionales a una derecha nietzscheana). Sea el materialismo entendido en términos economicistas (Smith) o productivistas (Marx), o sea la mera voluntad de poder (Nietzsche), o una mezcla de todos estos elementos (Foucault), la exaltación (necesariamente naturalista) del interés amoral anula, para el conservador, cualquier referencia a una instancia superior que posibilite el reconocimiento medido del interés ajeno, y con este elimina cualquier posibilidad para la cohesión social altruista en un esquema marxista, sea comunista o socialista –y especialmente en este último caso, incluso si no es marxista, ya que los fines no pueden ser comunes:

La creencia socialista, es decir el noble objetivo ético de una sociedad liberada de sus antagonismos y transformada en una ciudad de amor fraternal, ha entrado en declinación. Las medidas que en algún momento se creyó que llevaban hacia ese fin se siguen preconizando y se han alcanzado en grado significativo. Pero cada vez más se invocan como fines, o como medios para otra cosa que la "sociedad buena" tal como se representaba antes, y cuya visión hoy flota sin estar ya anclada en lo que antes se creía eran los medios para alcanzarla. El socialismo propiamente dicho se está desintegrando, en cuanto las partes que formaban un edificio de creencias antes compacto ahora parecen estar funcionando en forma casi autónoma y para algo distinto del ideal socialista original. Eso agradaría a Sorel o a Pareto, como ilustración de sus teorías sobre los mitos.

El filósofo y sociólogo tomista católico Alasdair MacIntyre contestaría a los marxistas y neo-marxistas que deducen una moral relacionada con el proceso revolucionario justificada en la finalidad comunista trazando la genealogía de las ideas desde Kant y Hegel hasta Marx. Para estos no es necesario apelar al aristotelismo y su noción de virtud para resolver las contradicciones de la moral liberal, sino que a través de la noción de autonomía humana, rescatada de sus formulaciones individualistas originarias, se puede restaurar la apelación a una posible forma de comunidad donde la alienación haya sido vencida, abolida la falsa conciencia y al mismo tiempo realizados los valores modernos de igualdad y fraternidad. Llegando a conclusiones similares a las de Allan Bloom, la respuesta de MacIntyre se concentraría en el problema que la dialéctica marxiana tiene al rechazar una justificación moral que sin embargo requiere para alcanzar sus fines:

[...L]a pretensión del marxismo, en cuanto a la posesión de un punto de vista moralmente distintivo, está minada por la propia historia moral del marxismo. En todas las crisis en que han tenido que tomar posturas morales explícitas —por ejemplo, en el caso del revisionismo de Bernstein en la socialdemocracia alemana a principios de siglo, la crítica contra Stalin por parte de Khruschev y el levantamiento húngaro de 1956—, los marxistas siempre han recaído en versiones relativamente simplistas del kantismo o del utilitarismo. Y no es sorprendente. Desde siempre, dentro del marxismo se oculta cierto individualismo radical. En el primer capítulo de El capital, cuando Marx tipifica lo que ocurrirá «cuando las relaciones prácticas cotidianas ofrezcan al hombre nada más que relaciones perfectamente inteligibles y razonables», lo que retrata es «la comunidad de individuos libres» que de libre acuerdo adopta la propiedad común de los medios de producción y promulga múltiples normas de producción y distribución. A este individuo libre, Marx le describe como un Robinson Crusoe socializado; pero no nos dice sobre qué base entra en su libre asociación con los demás. En este punto clave hay una laguna en el marxismo que ningún marxista posterior ha rellenado adecuadamente. Nada tiene de extraño que los principios morales abstractos y de utilidad hayan sido, de hecho, los principios de asociación a los que los marxistas han apelado, y que en su práctica los marxistas hayan ejemplificado justamente el tipo de actitud moral que en los demás condenan como ideológica. 

[..E]n tanto que los marxistas marchan hacia el poder, siempre tienden a convertirse en weberianos. Por supuesto, estoy hablando de los mejores marxistas, digamos los yugoslavos o los italianos; el despotismo bárbaro del zarismo colectivo que reina en Moscú puede considerarse irrelevante para la cuestión de la substancia moral del marxismo, del mismo modo que la vida del papa Borgia lo fuera para la substancia moral del cristianismo. Pero el marxismo se recomienda a sí mismo, precisamente, como guía para la práctica, como una política de tipo especialmente luminoso. Sin embargo, y precisamente en esto, ha sido de muy poca ayuda para nuestro tiempo. En los últimos años de su vida, Trotski, al plantearse la pregunta de si la Unión Soviética era en algún sentido un país socialista, se planteó también implícitamente si las categorías del marxismo podrían iluminar el futuro. Él mismo recondujo la cuestión al resultado de un  conjunto de predicciones hipotéticas sobre posibles acontecimientos futuros en la Unión Soviética, predicciones que se comprobaron sólo después de la muerte de Trotski. La respuesta fue clara: las propias premisas de Trotski conllevaban que la Unión Soviética no era socialista y que la teoría que iba a iluminar el sendero de la liberación humana de hecho la había conducido a la oscuridad. 
El socialismo marxista es profundamente optimista en el fondo, porque cualesquiera que sean sus críticas a las instituciones capitalistas y burguesas, afirma que en el seno de la sociedad constituida por esas instituciones están acumuladas todas las precondiciones humanas y materiales para un futuro mejor. Sin embargo, si el empobrecimiento moral del capitalismo avanzado es lo que tantos marxistas dicen, ¿de dónde habrán de salir esos recursos de futuro? No es sorprendente que, en este punto, el marxismo tienda a producir sus propias versiones del Übermensch: el proletario ideal de Lukács, el revolucionario ideal del leninismo. Cuando el marxismo no se hace weberianismo, socialdemocracia o cruda tiranía, tiende a convertirse en fantasía nietzscheana. Uno de los aspectos más admirables de la fría resolución de Trotski fue su rechazo de todas esas fantasías. 

El marxista que leyera seriamente los últimos escritos de Trotski se vería enfrentado a un pesimismo completamente ajeno a la tradición marxista, y si se convirtiera en pesimista dejaría de ser marxista en un aspecto muy importante. Porque no vería un conjunto admisible de estructuras políticas y económicas que pudieran ocupar el lugar de las estructuras del capitalismo avanzado y reemplazarlas. Esta conclusión va de acuerdo con la mía. Porque a mí también me parece, no sólo que el marxismo está agotado como tradición política, pretensión confirmada por el número casi indefinido y conflictivo de fidelidades políticas que las banderas marxistas amparan (y esto en absoluto implica que el marxismo no sea todavía una de las fuentes más ricas de ideas acerca de la sociedad moderna), sino también que este agotamiento lo padecen todas las demás tradiciones políticas de nuestra cultura.

El filósofo Leszek Kołakowski defendió, en su período marxista, la idea de que el comunismo como militancia política podía incluir un sentido moral, puesto que según este el desarrollo de una moral comunista no derivaría simplemente de una transformación de las relaciones de propiedad, sino que a la inversa una preocupación por los medios humanitarios no puede esperar a la imposición del comunismo sino que el propio comunista debería ser ya el producto superador que hace posible la transformación de las relaciones de propiedad. Por tanto, si la superestructura ideológica del revolucionario comunista refleja una comprensión vulgar a Marx y Lenin respecto a la subordinación de medios a fines, entonces o bien el comunismo terminará adoptando una forma política amoral que no será la promesa marxiana, o bien el régimen revolucionario influido por esta moral consistirá en un paso histórico que no será propiamente comunista:

Bajo las condiciones de una tensa lucha política, el concepto de comunismo, que es afirmado en el sentimiento humano como motivo del propio obrar, tiende a empobrecerse en lo que respecta a su contenido. Cuando las exigencias de la lucha por el poder y el programa de la construcción económica imponen su opresora preeminencia al movimiento comunista, el comunismo se transforma en un concepto dotado exclusivamente de contenido político y económico, pasando entonces a ser concebido sólo como un sistema de relaciones de producción que facilita la satisfacción de las necesidades materiales. Precisamente entonces surge el problema de la posible contradicción entre el fin político y los medios utilizados para conquistarlo. Puede ocurrir que el fin general –la conquista del poder que organice las nuevas condiciones de producción– engendre la tentación de emplear unos medios a los cuales se oponga la sensibilidad moral primitiva, pero que, sin embargo, seduzcan por la apariencia de su eficacia inmediata. Es posible arrancar al enemigo prisionero confesiones mediante el tormento, cosa, desde luego, desagradable, pero que no carece de ventajas. Se puede condenar a trabajos forzados a personas inocentes; esto es algo muy lastimoso, pero como la necesidad de construcción es tan apremiante... Sólo cuando la dimensión del crimen tortura demasiado la conciencia moral y la espanta por sus horrorosas consecuencias, dirá el moralista: no hay nada que hacer; es mejor retrasar la construcción del comunismo que cimentar sus sillares con sangre. 

Ahora bien, precisamente esto no es verdad. El comunismo tan sólo aparece como un fin al que el crimen puede serle útil y cuya llegada puede ser detenida por la renuncia al crimen cuando el concepto de comunismo no incluye más que la producción y el poder. Los comunistas que son empujados a cometer crímenes se convierten indiscutiblemente en criminales; pueden contribuir sin duda a conquistar un poder apoyado en el miedo y en la mentira, pero no ayudar a la construcción del comunismo. El concepto de comunismo implica también, en efecto, otros bienes y valores en la vida, que merecen ser considerados como un fin en sí y no sólo como medios, además de las relaciones de producción y el aumento del bienestar. Nada hay más indispensable que el pan; y, sin embargo, es verdad, una verdad esencial, que el hombre no vive sólo de pan. Las fórmulas universales que se emplean desde hace años para definir el socialismo dicen por lo general que este orden social aspira a satisfacer las «necesidades materiales y espirituales». Pero ¿qué son las necesidades espirituales? ¿Vivencias estéticas? Pero ¡si hemos exigido al arte que sirva como medio para elevar la productividad laboral! ¿Nobles  relaciones entre los hombres en su convivencia moral? Pero ¡si hemos afirmado que todos los actos humanos que valoramos moralmente los enjuiciamos según su valor para la construcción política y económica del socialismo! ¿El conocimiento científico del mundo? Pero ¡si la ciencia es o un instrumento de la técnica de producción, o un instrumento de la técnica de organización social! No existe un arte sólo por el arte, ni una ciencia sólo por la ciencia, ni una moral sólo por la moral. No existen, pues, valores espirituales que puedan ser un fin en sí, que no sean otra cosa que medios para elegir el bienestar material.

Este modo de pensar, que se apoya en una apariencia de explicación científica de los orígenes de las diferentes formas de vida social, como el arte, la moral o la ciencia, tiene en poco una de las leyes más fundamentales de la historia humana, a saber: la ley de la fuerza inercial de las instituciones sociales, o dicho con más vigor: la ley de la autonomización de las nuevas formas de vida, la ley de la creciente diferenciación de las formas del ser social. [...] Tal vez esto no sea nuevo, pero resulta esencial para el tema que aquí tratamos. El concepto de comunismo abarca también al hombre comunista, al que se querría dotar de diferentes virtudes y capacidades morales e intelectuales. [...] Así entendido, el comunismo es un fin que justifica los medios. Resulta fácil ver que no podrá ser realizado con ayuda de medios políticos que eduquen a los miembros de la sociedad socialista en la mentira y en el miedo. Pues la mentira y el miedo son malos en sí y exigen contramedidas por el simple hecho de que contradicen a los fines de la construcción socialista, no porque sean favorables a ella y resulten condenables tan sólo en virtud de otros principios morales. La conquista del poder con ayuda de medios criminales contradice a los fines de la construcción socialista y la dificulta.

Más tarde, con su conversión al catolicismo, Kołakowski abandonaría esta posición algo ingenua respecto a los objetivos del comunismo revolucionario y a la obra de sus ideólogos, pero sus primeros análisis ya reflejaban lo que sería uno de los primeros objetos de su preocupación: la instrumentalización que la ortodoxia marxista-leninista había hecho de la moral y de la propia doctrina.

### Kenneth Minogue y Julien Freund: la dialéctica opresor-oprimido en el análisis del conflicto
La acción política liberal fundamentada a la manera de Karl Popper y Friedrich Hayek sobre la idea neosocrática de diálogo plural de ideas políticas, une el evolucionismo de Adam Smith y la tolerancia propugnada por John Stuart Mill, y establece a la estructura económica burguesa como único marco hasta el presente que posibilitaría dicho diálogo racional, tesis compartida y explicitada formalmente por el autor liberal-conservador Kenneth Minogue quien, en la obra La teoría pura de la ideología, se dedicó a observar la noción marxista de ideología: en principio un conjunto de ideas funcionales de un individuo, que dan justificación y validez universal a sus intereses; intereses entendidos principalmente como la preservación de sus medios económicos de subsistencia una vez adoptados (excluyendo de esta categoría su uso o los fines de consumo, que volverían a los intereses socialmente teleológicos e infraestructuralmente culturales). Los intereses en estas reducidas "condiciones materiales de existencia" estarían pretederminados tecnológicamente por la particular relación social del individuo con su ubicación en la división del trabajo, cuya forma no sería modificable ni elegible, esto es: sus fines serían necesarios en vez de libres. A su vez serían colectivos y no solo comunes, lo que los haría coincidentes con los de sus miembros integrantes incluso en negocios separados por el mercado, sea como "los empresarios" o "los asalariados":

Quizás el papel más importante de la teoría de juegos sea insistir en que toda reforma requiere la coordinación de los comportamientos en un «equilibrio» si tiene que sobrevivir a largo plazo. Si no existe un equilibrio satisfactorio por el que cambiar, como en el Solitario de Schelling [v.g. el Dilema del Prisionero], inventar un nuevo tipo de racionalidad que de algún modo oculte las incoherencias del comportamiento individual que implica un juego fuera del equilibrio sólo puede empeorar las cosas. No hay más que observar la larga nómina de utopías fallidas para comprobar por qué.

Karl Marx es uno de los mayores culpables. Cuando consideraba el capital y el trabajo como jugadores monolíticos de un poderoso juego, no fue capaz de darse cuenta de que la cohesión de la coalición depende de hasta qué punto tiene éxito a la hora de satisfacer las aspiraciones de los individuos que los conforman. Lo mismo puede decirse de una sociedad entera que es tratada como si fuera un solo individuo con mayúsculas. [...]

Los errores que estoy señalando aquí son típicos de los intelectuales de izquierda, pero los intelectuales de derecha no deben congratularse; con frecuencia incurren en el error complementario de pasar por alto la posibilidad de que existan equilibrios más eficientes que el equilibrio actual.

Estos intereses, así definidos, tienen la característica de no ser comunes a la sociedad salvo con miembros de la misma clase, y contrarios con las otras clases en forma intrínseca, ya que su naturaleza es la de participar en una relación orgánica dual de opresores-oprimidos. La "relación de dominación", interpretada ipso facto como opresión, no se puede medir en los sujetos dominadores y dominados (u opresores y oprimidos), porque esta misma hace posible que existan. Sin esta relación serían algo totalmente distinto, con lo cual, si se presupone que este tipo de relaciones son las constituyentes de toda la sociedad, la dominación lo determina todo y por ende no solo es imposible de mensurar sino que además no se puede corroborar. Minogue plantea luego e inmediatamente una versión inversa a este presupuesto de una "opresión como medida de todas las cosas", poniendo de cabeza sus premisas básicas y revirtiendo la que considera fue la falsificación que la ideología hizo de la política y de su propio término. Para el autor las ideologías propiamente dichas son sistemas cerrados de ideas que presentan una solución social a todos los problemas humanos vinculando los mismos con las diferencias sociales y procurando eliminarlas. Estas ideologías se componen de ciertos elementos que se requieren mutuamente: ser en principio pseudo-revelaciones que, para reducir toda la realidad a la existencia de grupos y géneros con predeterminados intereses opuestos que encarnarían en sí mismas un sistema de opresión (que incluye la opresión de unas ideas funcionales por otras), requieren de corolario, por un lado, interpretar ciegamente el concepto de liberación como eliminación de dichas clases, y por el otro, el trato pragmático-revolucionario de todo pensamiento funcional a estas como sistemas de ideas (como ideologías) basadas en falsas racionalizaciones (siendo la verdad incognoscible salvo en la realización de la lucha revolucionaria). Ambas características de la noción de ideología de Minogue como "dogma crítico" se destacarían particularmente en el marxismo, como primer gran ideología sistémica y forma no-idealista de jacobinismo, en su concepción política de la lucha de clases que puede terminar en contradicción con su base social si se la concibe como una puja violenta y consciente en vez de condicionada por límites sociales que las condicionan y las hacen posibles:

Al negar la existencia de derechos inalienables, la historia marxista se convierte en el estudio de la lucha por obtener el poder estatal a fin de aplastar a las clases antagónicas. Como dicen los marxistas, «toda la historia es la historia de la lucha de clases». Existe, sin embargo, una historia de poder social que se desarrolla independientemente de la historia del poder político. En las épocas de genuino desarrollo humano, los hombres simplemente han seguido sembrando, cosechando, construyendo, inventando, escribiendo, pintando y pensando sin preocuparse mayormente por la política. Ningún político molestó a Willard Gibbs en New Haven cuando jugaba con las fórmulas de la termodinámica. Ningún político molestaba a Thomas Edison, a Henry Ford o a los hermanos Wright cuando jugaban con maquinarias en sus talleres. Cuando el poder social es libre, los hombres se hacen productivos, siempre que los monopolistas no hayan logrado previamente apoderarse de la riqueza por medios políticos. Recordamos con asombro la época de oro de las ciudades-estado griegas, de la primera república romana, las ciudades libres de la Edad Media, y el surgimiento de las repúblicas veneciana, holandesa y norteamericana, simplemente porque en todos estos casos el poder político fue subordinado al poder social del individuo. 
De hecho, el poder político debería definirse como la interferencia en el poder social. Algún grado de interferencia es necesario, porque la superficie del planeta es limitada y el tráfico se congestiona en las rutas principales. Pero puesto que no se puede fomentar la producción interfiriendo en ella, el poder político no es creativo. […] Si bien es necesario algún tipo de «infraestructura» política, así como se necesitan señales en un ferrocarril, podría llegarse fácilmente a un punto en que constituya un impuesto confiscatorio sobre el poder social, una carga neta para los que trabajan. 
Cuando la interferencia en el poder social es mínima, cuando depende de las costumbres y las leyes y sigue un curso predecible, cuando los recursos que absorbe para el mantenimiento del aparato estatal no representan un porcentaje demasiado elevado de la renta nacional, los hombres podrán trabajar sin temor. Pero cuando se hace impredecible y arbitrario, cuando funciona por medio de agencias administrativas o de funcionarios de palacio con atribuciones no muy claramente definidas ni circunscritas, los hombres dejan de trabajar a plena capacidad. […] Cuando la actividad del estado se convierte en un elemento dinámico impredecible cuya dirección y velocidad varía de un mes a otro en respuesta a las campañas de los grupos de presión, entonces el poder social tiende a asumir cada vez menos responsabilidad.

Todas las ideologías tendrían como particular característica su tendencia a degenerar en "sociologismos" y "psicologismos" autocontradictorios, para llegar finalmente a teorías conspirativas en las cuales las formas de organización social no serían necesidades históricas que generarían a los grupos sociales dominantes y sus "ideologías", sino a la inversa serían elites las que crearían la sociedad con una ideología que haría posible su poder. Esta tendencia a la banalización izquierdista del marxismo sería destacada por varios críticos liberales, y su observación ha sido compartida por los autores marxistas clásicos: una crítica al capitalismo basada en una teoría conspirativa con el fin de achacarle a este la condición de "explotación perfecta" o "ideal" jamás podría ser marxista ya que significaría poder obviar cualquier explicación e implicaría que la organización social es una construcción consciente, que no tendría por qué tener una forma definida ni mucho menos derivar en una crisis, ya que sería creada ex nihilo por parte de agentes autónomos de su contexto social: el capitalismo sería la invención de un grupo –que no podría ser capitalista previamente– para ejercer un dominio que ya debería poseer previamente para construirlo, y cuyas condiciones sociales de existencia serían inexistentes o bien no determinantes. Muy por el contrario, el marxismo incluso explica la existencia de la ideología capitalista como un condicionamiento social, noción de causalidad cuyo abandono los liberales, en paralelo con los autores conservadores, achacan a los fines propagandísticos de ciertos divulgadores pseudo-marxistas, con conocimiento de la mentalidad contemporánea, que intentarían convertir a "Marx en Goebbels":

[...E]s realmente sorprendente que muchos marxistas hayan adoptado de plano la teoría de la conspiración que, tras todo acontecimiento, especialmente si es negativo, ve «objetivamente» aquel funesto conspirador que es el capitalista. Es sorprendente porque «el propio Marx fue uno de los primeros en destacar la gran importancia, para las ciencias sociales, de estas consecuencias no intencionadas. En sus escritos más maduros afirma que todos estamos atrapados en las redes del sistema social. El capitalista no es un conspirador demoníaco, sino una persona forzada por las circunstancias a obrar como obra. De ahí que no sea responsable de la situación en mayor medida en que pueda serlo el proletario.»

El científico político Giovanni Sartori analiza en detalle esta última idea, que el epistemólogo Karl Popper ya había denunciado como parte de un marxismo vulgarizado y malinterpretado, en la cual la retórica ideológica del totalismo, otrora en germen, ha abandonado su origen instrumental para convertirse en doctrina. Pero, para los liberales, así como para los conservadores, esta degeneración de la ideología marxista es una tendencia innata a su propia concepción de la ideología como racionalización clasista y al supuesto de que todo pensamiento se encuentra impregnado de la misma:

Observa Popper que nuestra época parece caracterizarse por la "tendencia morbosa" a "develar los motivos escondidos de nuestras acciones". Y comenta: "La popularidad de este modo de ver reside, a mi juicio, en la facilidad con que puede aplicarse y en la satisfacción que les produce a quienes ven 'a traves de las cosas' y a través de los desatinos de los no iluminados. Esta satisfacción sería inocua si no fuese porque ese modo de ver amenaza con destruir el fundamento intelectual de toda discusión, sustituyéndolo por lo que en otra parte denominé un dogmatismo reforzado." Dice también "Los marxistas [...] están habituados a explicar las críticas de un adversario en razón de sus prejuicios de clase, y los sociólogos del conocimiento con base en su ideología total. Estos métodos son fáciles y muy agradables para quienes los usan. Pero destruyen claramente las raíces de la discusión racional, y deben conducir en último análisis a un irracionalismo y a un misticismo."
Hayek desarrolla el punto de este modo: "Si la verdad ya no se descubre por medio de la observación, del razonamiento y de la discusión, sino develando causas ocultas que, aunque sean desconocidas por el propio pensador, determinan sus conclusiones, y si la verdad o falsedad de una proposición ya no es establecida por la argumentación lógica y por la verificación empírica, sino por el examen de la posición social de quien la emite [...] el resultado es que la razón viene como una inspiración." Y Hayek explica incisivamente cómo una vez que se toma el camino de las explicaciones de antecámara, ya no se consigue salir adelante. Escribe al respecto: "Si supiésemos de qué modo nuestro saber actual está condicionado o determinado, ya no se trataría de nuestro saber actual. Afirmar que podemos explicar nuestro saber, equivale a afirmar que sabemos más de lo que sabemos, que es formular una aserción desprovista de sentido."

También la supuesta comunidad de intereses entre grupos (clases sociales, géneros, razas), que el ideólogo requiere para justificar el conflicto, no solo es arbitraria, sino que la misma visión ideológica de la sociedad es, en realidad, la sociedad ideológica que esta genera, ya que aunque presuma combatir un sistema de opresión donde sus elementos son orgánicamente funcionales, dicha opresión dependería solo de su ocultamiento (cuando en realidad tal ocultamiento requeriría de una opresión preexistente) y no sería realmente funcional en tanto no fuera planificada (planificación que la ideología sí necesita generar). Es por esto que la comunidad de intereses interindividuales que presume el revolucionario ideológico es una ficción útil (el leninismo habría sincerado este hecho al afirmar que "los burgueses compiten para vender la soga con la que los van a ahorcar"), pero termina siendo una realidad forzada cuando la ideología llega al poder. Minogue, siguiendo en esto a la historia sociológica de Augustin Cochin y a su concepción de un nuevo poder de organizaciones ideológicas, vuelve contra las propias doctrinas sistémico-clasistas (que tratan de "ideológico" a todo pensamiento), la acusación de reificación ideológica en nuevos términos, particularmente al marxismo la generación y dependencia para con sus propios intereses revolucionarios en una lucha de clases:

Pues, siendo irreal la moralidad, los intereses son, en el marxismo, aquellas pasiones particulares que Hegel consideraba como los instrumentos de la astucia de la razón. En las sociedades divididas en clases, la gente es vista como atrapada por una pasión dominante por el dinero, el poder o la posición social. Estas pasiones son generadas por la estructura dominante dentro de la cual vivimos, y a su vez determinan los acontecimientos específicos que una ideología explica. Pero desde que el pan y la manteca de cada día generan una interpretación ideológica que tiene que ver con el mundo de la política, el ideólogo en su mayor parte simplemente señala esta generación por medio de la terminología estructural usada. Su preocupación inmediata está, irresistiblemente, en los intereses supuestamente descubiertos detrás de la cara moralizadora de la superestructura. En el curso de este desarrollo, es transformado el concepto mismo de interés. [...E]s común en política hablar con toda confianza sobre los intereses de grupos, clases y estados como si tales cosas pudieran ser conocidas con certeza, y esta práctica responde de la verosimilitud del realismo revelatorio del discurso ideológico sobre los intereses. En la explicación ideológica de la política, todas las partes están persiguiendo intereses; y en todos los conflictos importantes, el conflicto es de suma cero. Esto significa que la vida política emerge como una secuencia continuada de victorias y derrotas antes que como un proceso de acomodación creativa [...]. Los aspectos morales y justificativos del discurso político son tomados como simplemente cosméticos. [...] En términos prácticos, es una fuerza de la concepción ideológica de un interés que no dependa de ninguna manera de los deseos reales de la gente con la que parece vinculado, y puede, por supuesto, contradecir directamente tales deseos. La visión ideológica de los intereses es plausible pues, aunque el razonamiento por el cual un interés es normalmente encontrado es categóricamente inconcluyente, también estamos seguros en nueve de cada diez casos de lo que la gente juzgará su interés. [...] Con todo, [las formas de realismo hobbesiano] nos llevan también a conclusiones erróneas porque la gente a veces no elige de hecho crecimientos de poder y ganancia, y aún más frecuentemente porque estas simples verdades realistas no nos dicen dentro de qué reglas o limitaciones la gente perseguirá estos intereses aparentemente fundamentales. Sin embargo, el realismo demoledor de la visión ideológica es plausible porque tiene un parecido engañoso con una forma predominante de sabiduría convencional. Los intereses en el mundo político pueden generalmente reclamar igual respeto. Están vinculados con individuos, o con grupos, tales como campesinos, maestros, o con provincias y países. Pueden, sin embargo, ser distinguidos en un nivel superior como "legítimos" o "siniestros". Una vez que esto comienza a suceder, los problemas de la política ya están comenzando a rebasar del escenario de los intereses, pues un criterio moral superior está comenzando a aparecer y siendo superior, excluye la complejidad de un cálculo interesado. Detrás del realismo superficial del análisis ideológico de los intereses, en el cual cada uno es descubierto persiguiendo un interés, puede encontrarse la misma tendencia. El elemento moral viene en la significación de los términos usados para especificar a los portadores de un interés. Los intereses de los capitalistas, por ejemplo, son sin duda demandas injustas sobre el mundo, y deben ser resistidos; los intereses de los oprimidos, en la medida en que tal expresión tiene sentido, son idénticos a la justicia misma. Hay así un idealismo oculto bajo la superficie del realismo del tratamiento ideológico de los intereses. [...] Siendo la ideología la teoría de la opresión, el ideólogo habla para el oprimido, y actúa con una capacidad representativa. [...] El ideólogo es auto-elegido para su posición aunque en general puede pretender el apoyo de un movimiento de los que piensan como él. [De forma similar a la estatolatría del despotismo ilustrado] si la sociedad es profundamente defectuosa, entonces el poder enorme es técnicamente necesario para realizar los cambios contra la inercia espontánea de la práctica corriente. Si por otro lado el ideólogo es tomado como buscando en primer lugar un poder enorme, entonces retóricamente debe encontrar enormes e insospechados males, pues de otro modo un poder tal no puede ser justificado.

[...] En virtud de su retórica de auto-presentación, las revelaciones son siempre elitistas. El mundo está dividido en los que saben, y los que no, y esto permite a las ideologías explotar retóricamente nuestro vocabulario constantemente cambiante de aprobación y desaprobación cognoscitiva. [...] Las metáforas más comunes son las de la vigila y el sueño, y de lo que podemos percibir cuando se han levantado barreras para ver claro. Esta visión de la verdad es, sin embargo, solamente otorgada a una élite que tiene virtudes morales –coraje, tenacidad y disciplina– tales que hacen posible su comprensión. [...] Su relación con el resto de la población es pedagógica, y la igualdad fundamental es enteramente dependiente del aprendizaje a fondo de los alumnos de lo que el movimiento tiene para enseñar.

El ensayista e historiador Arthur Koestler, autor de la célebre novela anti-totalitaria El cero y el infinito, resume su propia vivencia del "pensamiento ideológico" durante su etapa como militante comunista, y define a manera biográfica, pero en forma muy similar a Minogue, las implicancias de una estricta fidelidad a la interpretación marxista oficial del movimiento, esto es, una verdadera adopción de una cosmovisión dialéctica del mundo en el cual el único marco de referencia es la dualidad de agentes humanos (individuos, grupos y clases) cuya entera existencia se define por la relación que tienen entre sí, siendo esta interdependencia no solo absoluta sino además infinitamente antagónica:

Dos años después de cruzar por primera vez la frontera del Soviet escribí un libro, mi primer libro, comisionado por el monopolio editorial del Estado Soviético. Su primera parte es una narración de la expedición del Zeppelin, vista por una mentalidad ya perfectamente imbuida de la dialéctica marxista, y por ojos ya condicionados a la filtración de percepciones. En estas memorias hago una serie de declaraciones vergonzosas; ninguna, sin embargo, por íntima que sea su naturaleza, es más dolorosa y humillante que la experiencia de verme ahora frente a las sonrientes páginas de este libro, escrito hace dieciocho años, en ese estado de ebriedad fría típico del neófito comunista. Por ejemplo:  «[...] Lo que hasta ahora había sido un mero paisaje, perdió su carácter neutral; los bosques ya no eran verdes bosques de cuento de hadas, sino una cantidad dada de madera para la exportación. Los campos ya no eran meros cuadrados verdes y amarillos, sino campos de batalla entre el tractor y el arado de mano; la gente que aparecía allá abajo ya no era una multitud de meros muñecos que saludaban, sino amigos o enemigos. [...]»

Algunas páginas más adelante, este leit-motif, la percepción de un paisaje a través del filtro dialéctico, alcanza mayor desarrollo. Porque es un dogma básico del marxismo que no existe una actitud políticamente neutral ante la naturaleza, o el arte, o la astronomía, o la odontología o la costumbre de fumar en pipa. Así como para los freudianos todo objeto posee su valor simbólico oculto, así el discípulo del sistema cerrado marxista pronto aprende a sobreimprimir un «sentido de conciencia de clase» a todo objeto o experiencia que encuentra. Esta forma de percepción pronto se convierte en un reflejo condicionado. Percibir un ganso meramente como un ganso implica ser culpable de objetivismo burgués; un ganso es un ave destinada a engordar los vientres de los miembros de las clases dominantes, y fuera del alcance de las clases laboriosas. El fragmento que sigue es un ejemplo de esa técnica adquirida, que luego colorearía durante años todo lo que mi pluma escribía, como un virus persistente de la sangre.

A pesar de la descripción de la relación dialéctica de opresión como explotación económica de cierto tipo, no le es permitido al militante hacer evaluaciones frente a la premisa del antagonismo absoluto entre clases, así como tampoco en los intentos de definirlo puede este intentar poner la hipótesis de opresión a prueba ya que esto requeriría aceptar la necesidad de una instancia gnoseológica neutral –más allá de la "percepción como opresor" y de la "percepción como oprimido", y por ende negación de una opresión absoluta que incluya la consciencia–. Según el filósofo político conservador Julien Freund, es una exigencia del pensamiento ideológico que la sola posibilidad de esta instancia debe ser prohibida al activista, el cual solo tiene la opción de tomar parte en uno u otro bando frente a la así dogmática premisa del conflicto y la disolución de las partes en una síntesis superadora:

Desde el momento en que el conflicto se caracteriza por una lucha entre dos voluntades o dos potencias, que se funda en antagonismos y contradicciones considerados incompatibles, de suerte que uno intenta ponerle fin negando al otro, la tentación de identificarlo con un proceso dialéctico es grande. Este paso ha sido dado por diferentes autores marxistas que, sin embargo, se refieren de preferencia a Engels, autor más dogmático, antes que a Marx, autor más crítico. Mencionaré sólo a los más ilustres. En Un paso adelante, dos atrás, Lenin asimila el conflicto entre mencheviques y bolcheviques, así como sus respectivos conceptos de la revolución, a una evolución que "sigue de hecho la vía dialéctica: la de las contradicciones"; y añade: "el balance del desarrollo dialéctico de la lucha se reduce a dos revoluciones". Como exégeta en algunos aspectos del pensamiento de Lenin, también Stalin insiste en la dialéctica de las contradicciones y puntualiza que el desarrollo social, puesto que se realiza "a través del conflicto de las fuerzas contrarias sobre la base de estas contradicciones, conflicto destinado a superarlas, es evidente que la lucha de clases del proletariado constituye un fenómeno perfectamente natural, inevitable". Mao Tsé Tung también, en su estudio A propósito de la contradicción, asimila el antagonismo entre las cosas a un conflicto dialéctico entre contrarios que, como toda dialéctica, está a la búsqueda de un estadio superior de identidad, en el cual esas contradicciones serán resueltas: "En la guerra, la ofensiva y la defensiva, el avance y el retroceso, la victoria y la derrota son otras tantas parejas de fenómenos contradictorios en las que el uno no puede existir sin el otro. Los dos aspectos se hallan a la vez en pugna y en interdependencia; ello constituye la suma del acto bélico, impulsa el desarrollo de la guerra y permite resolver los problemas de la guerra". Como vemos, todos estos textos y además otros hacen del conflicto una especie de lucha dialéctica.

La toma de posición no puede tener más justificación que los criterios de éxito provistos por el historicismo tecnológico que es el único elemento que el marxismo provee a manera de un marco –y a diferencia de lo que acontece en la sociología del conocimiento– siempre por encima de aquel. Esta infraestructura, cuya relación con la producción social es invisible, debe sin embargo ser aceptada como irrefutable: rechazarla, siendo la única forma marxista de explicar en forma materialista el cambio histórico, implicaría para el militante regresar a una interpretación hegeliana pura del progreso dialéctico, basada en un idealismo absoluto supuestamente autorreferente, cuya negación es el origen de la toma de distancia de Marx frente a Hegel y el punto de partida de toda su estructura de pensamiento.

### Max Weber y Joseph Schumpeter: los problemas de la causalidad genética unilateral en el materialismo histórico
El cofundador del pensamiento marxista, Friedrich Engels, en una carta olvidada por muchos marxistas, había llamado la atención de que el materialismo histórico afirma, al contrario de lo que muchos suponen, que los intereses económicos (a su vez determinados por las fuerzas productivas, i.e. la tecnología) no son la única determinación de los procesos históricos, sino solo su filtro de última instancia:

Según la concepción materialista de la historia, el factor que en última instancia determina la historia es la producción y la reproducción de la vida real. Ni Marx ni yo hemos afirmado nunca más que esto. Si alguien lo tergiversa diciendo que el factor económico es el único determinante, convertirá aquella tesis en una frase vacua, abstracta, absurda. La situación económica es la base, pero los diversos factores de la superestructura que sobre ella se levanta –las formas políticas de la lucha de clases y sus resultados, las Constituciones que, después de ganada una batalla, redacta la clase triunfante, etc., las formas jurídicas, e incluso los reflejos de todas estas luchas reales en el cerebro de los participantes, las teorías políticas, jurídicas, filosóficas, las ideas religiosas y el desarrollo ulterior de estas hasta convertirlas en un sistema de dogmas– ejercen también su influencia sobre el curso de las luchas históricas y determinan, predominantemente en muchos casos, su forma. Es un juego mutuo de acciones y reacciones entre todos estos factores, en el que, a través de toda la muchedumbre infinita de casualidades (es decir, de cosas y acaecimientos cuya trabazón interna es tan remota o tan difícil de probar, que podemos considerarla como inexistente, no hacer caso de ella), acaba siempre imponiéndose como necesidad el movimiento económico. De otro modo, aplicar la teoría a una época histórica cualquiera sería más fácil que resolver una simple ecuación de primer grado.

[...] En segundo lugar, la historia se hace de tal modo, que el resultado final siempre deriva de los conflictos entre muchas voluntades individuales, cada una de las cuales, a su vez, es lo que es por efecto de una multitud de condiciones especiales de vida; son, pues, innumerables fuerzas que se entrecruzan las unas con las otras, un grupo infinito de paralelogramos de fuerzas, de las que surge una resultante –el acontecimiento histórico–, que a su vez, puede considerarse producto de una fuerza única, que, como un todo, actúa sin conciencia y sin voluntad. [...] No debe inferirse que estas voluntades sean igual a cero. Por el contrario, todas contribuyen a la resultante y se hallan, por tanto, incluidas en ella.

El sociólogo clásico Max Weber ampliaría esta perspectiva hasta volverla pluricausal, reiterando así la afirmación de Engels acerca de la evolución propia y autónoma de cada uno de los factores, pero insistiendo en que su desarrollo no es determinista y su origen no es económico: para el autor si se acepta, con Engels, que la historia es la suma de todos estos factores entonces necesariamente la influencia recíproca de fuerzas en un todo debe implicar que, si la religión y la cultura no se adaptan necesariamente a la economía, la economía debe adaptarse a estas. Esto significa que la religión, como la expresión cultural más acabada que define el rol del hombre en el universo, debe dejar de ser concebida como el resultado de la producción de la superestructura de la sociedad. Si la cultura no se interpreta ni como una fabricación ni como una selección de ideas ideológicas que haría una sociedad en función de sus propios modos de producción económicos, la mitad sociológica de la crítica marxista a la religión cae por el suelo. Deja de ser la religión dominante meramente el producto de una concepción de ideas políticas que tiendan a reafirmar la estructura económica existente, para pasar a descubrirse como un fenómeno social independiente con una dinámica propia doctrinal e institucional, con el cual aquella necesariamente interactúa y del cual depende para concretar su forma:

El hecho que exige explicación histórica es este: en el centro más altamente capitalista de su época, la Florencia de los siglos XIV y XV, mercado de dinero y capital de todos los grandes poderes políticos, esta actitud era considerada éticamente injustificable o, cuanto más, tolerable; mientras que en el siglo XVIII, en las lejanas poblaciones pequeñoburguesas de Pensilvania, donde los negocios amenazaban reducirse al trueque por mera falta de dinero, donde apenas había signos de una gran empresa, donde solo se esbozaban los comienzos de un régimen bancario, se veía en ella la esencia de la conducta moral, impuesta incluso en nombre del deber. Hablar aquí de un reflejo de las condiciones materiales en la superestructura ideal sería flagrante tontería. ¿Qué constelación de ideas explicaría el tipo de actividad dirigida en apariencia hacia el puro lucro, como una vocación por la cual el individuo se sintiera éticamente obligado? Pues esta fue la idea que dio justificación y fundamento ético a la modalidad del nuevo empresario.

Por otra parte esta múltiple interrelación de "fuerzas" (olas sociales que pueden entenderse recurriendo a "tipos ideales" y no suponiendo el carácter esencial de las mismas) solo podría desarrollarse en el tiempo si la evolución de cada una de ellas no está predeterminada por su pasado en una suma de viajes unidireccionales, ya que de otra forma todas deberían evolucionar en forma coincidente o anularse mutuamente hasta obstaculizar todo desarrollo. Esto implica que el trayecto de cada uno de estos factores no es necesario sino contingente, y que, sin irse más allá de sus internas condiciones lógicas de posibilidad, al ser afectadas mutuamente por otras, pasado un cierto punto llegan a cambiar de rumbo dentro de una pléyade de posibles direcciones. La existencia de un camino dado resultante particular en la historia, se explicaría por un pasado previo también particular (no intrínsecamente necesario a su ontología material) cuyos elementos formaron una resultante específica, lo cual posibilita en la sociología weberiana un nuevo instrumento de análisis contrafáctico para la comprensión de la historia: imaginar una alteración en el orden de dichos elementos en el pasado y desde este cual habría sido el necesario trayecto futuro, sin por eso implicar ni determinismo ni indeterminismo físico alguno, ya que la variación de las premisas históricas es imaginable por una variación mínima en la historia entera del mundo material por una modificación desde su origen. Semejante conclusión no solo incluye a la religión, la cultura o la política, sino también a la sociedad y a las formas de organización económica (generalizadas por Marx a toda la sociedad como "modos de producción"), desligándolas así de una determinación necesaria con la base tecnológica ("fuerzas productivas") sobre la que se construyen, lo cual explica un fenómeno que Marx habría dejado sin fundamentar: que Oriente tuviera, con similares fuerzas productivas, un por completo diferente modo de producción que Occidente: el llamado "modo de producción asiático". Tal esquema pluricausal sin determinantes lineales es una idea weberiana de gran influencia sobre el liberalismo y que posibilita entender, mejor que el marxismo (por este necesitar adherir al enfoque unilineal de la evolución social, junto con Comte, Spencer, Morgan y Durkheim, aunque con reservas), no solo las similitudes y diferencias entre formas de organización económica entre diferentes zonas geográficas dentro de un mismo momento histórico, sino además incluso poder pensar en cursos diferentes para diferentes formas de desarrollo tecnológico como resultante de la influencia cultural sobre el correspondiente desfasaje en el progreso de ciertas técnicas por sobre otras.
La sociología weberiana es, de esta forma, no tanto una antítesis como una síntesis crítica entre la sociología marxista y una ampliación enriquecedora de las ideas de la sociología tocquevilliana con gran influencia de las reflexiones nietzscheanas sobre el poder y la moral:

Racionalidad y dominación burocrática, impersonal, son dos temas conexos. El capitalismo realiza ambos supuestos y los lleva a su grado máximo. Es así el punto de llegada de la historia, y el socialismo propuesto por los marxistas –interlocutores de Weber especialmente a través de la poderosa socialdemocracia alemana– no significaría ningún cambio substancial: en todo caso, una variante más dictatorial de esa misma trama histórica que arranca desde lo sagrado para llegar al período actual de "desencantamiento del mundo", en un proceso indetenible que Max Weber reconocía en tanto científico, pero que íntimamente rechazaba.

Esta visión conservadora de la necesaria autonomía lógica de los fenómenos culturales tiene un antecedente incluso en el sistema post-hegeliano de Marx, quien durante su época de periodista terminaría defendiéndose a sí mismo de la acusación de un interés material en sus medios de subsistencia, y elaborando sintéticamente un argumento que sería el opuesto exacto al que habría desarrollado casi inmediatamente. En su defensa esbozó que, incluso en una economía de intercambio de mercancías, las ideas, los fines y los objetivos personales y/o culturales ("superestructurales") pueden ser autónomos respecto a la necesidad de obtener aquellas en abstracto a través del dinero dentro de un entramado socioeconómico ("infraestructural"). Marx demostró así que, si acaso fuera de otra forma, el periodista se sometería siempre a las ideas imperantes de su público, y lo serviría mediante la libertad industrial como un productor de bienes sirve a los consumidores. Del hecho de que el oficio del periodista o del editor sea en cierta medida una industria y dependa entonces de un medio material de subsistencia no obsta para que cualquiera de estos pueda ser libre de elegir con independencia y utilizar dicha industria y medios de subsistencia de la manera que lo desee; esto es, como medios para un fin. Invirtiendo así el economicismo social que esbozaría luego, Marx ya había contraargumentado contra sí mismo: cualquier oficio puede ejercerse con independencia de su interés monetario individual inmediato, a través de la propiedad sobre los bienes ya disponibles y destinados para tal fin. De esta forma solo recién entonces las fuentes de ingreso pueden actuar como filtro pero no como condicionante necesario de las ideas políticas, culturales, sociales y hasta económicas expresadas:

Para defender e incluso comprender la libertad en una esfera debo concebirla en su carácter esencial y no en su aspecto externo. [...] Claro está que el escritor tiene que ganar algo para subsistir y escribir, pero ello no quiere decir, en modo alguno, que deba subsistir y escribir con la finalidad de ganar algo.

El economista Joseph Schumpeter tomaría también, a pesar de su pensamiento conservador, una posición favorable al capitalismo en contraposición al experimento soviético y al reduccionismo social del marxismo, extendiendo su crítica a los diferentes disciplinas contempladas por Marx en su crítica: la predicción histórica, la sociología, la economía y la pedagogía política. Respecto a la pluricausalidad y el papel de las contingencias históricas que dan prevalencia a unos fenómenos sociales sobre otros, escribió: 

Las estructuras, los tipos y las actitudes sociales son monedas que no se funden fácilmente. Una vez que se han formado persisten, posiblemente durante siglos, y, como las diferentes estructuras y tipos despliegan grados diferentes de esta aptitud para sobrevivir, casi siempre encontramos que el comportamiento efectivo de grupo y nacional se aparta más o menos de lo que habría que esperar si tratármos de inferirle de las formas dominantes del proceso de producción. Aunque esto tiene validez casi general, se ve más claramente cuando una estructura de larga duración se trasplanta de un país a otro. La situación social creada en Sicilia por la conquista normanda ilustrará lo que yo quiero decir. Estos hechos no los pasó por alto Marx, pero apenas percibió todas sus implicaciones.

Hay un caso afín cuyo significado es más patente. Considérese el nacimiento del tipo feudal de señoría territorial en el reino de los francos durante los siglos VI y VII. Fue ciertamente un acontecimiento de la mayor importancia que configuró la estructura de la sociedad durante muchas generaciones e influyó también sobre las condiciones de producción, incluyendo las necesidades y la técnica. Pero su explicación más sencilla hay que verla en la función de caudillaje militar desempeñada anteriormente por las familias y los individuos que (conservando dicha función) se convirtieron en señores feudales después de la conquista definitiva del nuevo territorio. Esto no concuerda en absoluto con el esquema de Marx y fácilmente podría construirse en una dirección diferente. Hechos de esta naturaleza pueden, indudablemente, ser integrados en el esquema por medio de hipótesis auxiliares; pero la necesidad de introducir tales hipótesis es normalmente el comienzo del fin de una teoría. 

Muchas otras dificultades, que surgen en el curso del ensayo de interpretación histórica aplicando el esquema de Marx podrían resolverse admitiendo cierta medida de interacción entre la esfera de la producción y las demás esferas de la vida social. Pero ese hechizo que le rodea, es decir, el de poseer la verdad fundamental, depende precisamente de la rigidez y simplicidad de la relación unilateral que afirma. Si ésta se pone en cuestión, la interpretación económica de la historia tendrá que ocupar su lugar entre otras proposiciones similares –como una de tantas verdades parciales– o bien dejar paso a otra que revele una verdad más fundamental. Sin embargo, ni su rango como realidad ni su utilidad como hipótesis de trabajo se han resentido por ello. Para el creyente, por supuesto, es sencillamente la clave de todos los secretos de la historia humana. Y si algunas veces nos sentimos inclinados a sonreir ante aplicaciones más bien ingenuas de ella debemos recordar la especie de argumentaciones a que ha reemplazado.

Para Weber, si el factor económico –entendido como los medios de producción que partiendo de una necesidad histórico-tecnológica crean a posteriori sus propias clases sociales– fuera "el principio y el fin" de todos los demás factores culturales, religiosos, geográficos, sociales y políticos, entonces todos estos no podrían surgir, al menos al comienzo, sin relación directa con aquel, y no podrían volverse en contra del desarrollo de los intereses económicos existentes sin desaparecer. Sin embargo observa, en forma paralela a Kelsen, que en cuanto se admite que en dicha codependencia aquellos factores afectan a los sociales (e incluso a los tecnológicos) la idea marxista de la determinación tecnológica de última instancia entra en contradicción lógica con sí misma y con sus breves intenciones de contrastación empírica. Sin embargo el rechazo de un determinismo causal genético tecnológico-materialista no requiere la adopción de un opuesto psicológico-espiritualista, como sucede en el caso del culturalismo de Werner Sombart, ni de una síntesis entre ambos, como podría ser el caso del holismo ontológico de Emile Durkheim. El rechazo de tales determinismos no implica deslindar sociología de economía, pero implica revisar el dualismo cartesiano implícito en la dialéctica con el mundo del espíritu en el materialismo no fisicalista de Marx. Weber rechaza la relación genético-causal entre "materia" y "espíritu" en el sentido marxiano, o sea, la dominación de unas relaciones sociales funcionales a la producción sobre los contenidos psicológicos compartidos por los individuos. En el enfoque weberiano las aproximaciones del materialismo y el espiritualismo no solo no se excluyen sino que se reconceptualizan. Weber ubica explícitamente los orígenes estructurales del capitalismo en la Baja Edad Media, es decir mucho antes de la aparición de la Reforma protestante:

Las investigaciones de Max Weber no representan una imagen inversa y refleja del “materialismo histórico”, en el sentido de que su intención sea proponer una “interpretación idealista de la historia” en la que las ideas constituyan una especie de factor condicionante y genético de las transformaciones de la “infraestructura económica”. En más de un sentido Weber se consideraba a sí mismo mucho más inclinado del lado de la “interpretación materialista de la historia”, aunque ciertamente no de corte marxista [...] Weber mismo se ocupó de dar su propia versión “materialista” del desarrollo del capitalismo moderno a partir de la baja Edad Media en Economía y sociedad, especialmente, pero no exclusivamente, en el capítulo sobre “La ciudad”.

Weber concibe, en contraposición a Marx, el concepto de "tendencias evolutivas" (o "tendencias de desarrollo") como categorías analíticas y no como procesos con inmanencia ontológica, y la "racionalidad" del sentido histórico no se "descubre" a la manera de la dialéctica hegeliana o marxista, sino que más bien se "construye" por parte del historiador como un mecanismo de valor cognoscitivo sin presunción alguna de un elemento causal en un devenir histórico:

La significación heurística eminente y hasta única, de estos tipos ideales, cuando se los emplea para la comparación de la realidad respecto de ellos, y su peligrosidad en cuanto se los representa como ‘fuerzas operantes’, ‘tendencias’, etc., que valen empíricamente, o que son reales (esto es, en verdad metafísicas), he ahí cosas que conoce bien quien haya laborado con los conceptos marxistas.

De la metodología weberiana surge la posibilidad de no constreñir la historia económica para que encaje en los reduccionismos categoriales que requieren las concepciones marxianas de los sistemas sociales ("modos de producción" a su vez entendidos como procesos ontogenéticos y como fenómenos explicables por su funcionalidad socioeconómica), por lo cual del modelo weberiano resulta una visión muy diferente del cambio social: el florecimiento económico burgués romano (que el historiador Mijaíl Rostóvtsev mostraría, junto con el helenismo, como parte per se de un capitalismo del mismo carácter que el actual, obstaculizado burocráticamente pero naciente) se atenúa gremialmente por acción del cristianismo católico bajo una reducida economía manorial agraria de subsistencia que toma forma durante la temprana y alta Edad Media, y que resulta en el feudalismo de la Baja Edad Media sin mediación de ninguna imaginada y contradictoria "revolución feudal" contra el orden social de la Antigüedad. Algo similar puede demostrarse con la antigua Atenas. Así como el feudalismo no puede definirse como un modo de producción ya que se adosa al mismo, tampoco la esclavitud, por característica que fuera, define la producción de las sociedades antiguas sino que estas simplemente la incluyen y no cambian esencialmente en ausencia de la misma. Las economías de la Antigüedad oscilan entre una producción comunitaria para uso y una producción mercantil basada en el trabajo de una forma primitiva de burguesía (pequeña, mediana y grande) formada por trabajadores-productores independientes e incluso por empresarios que disponen de trabajo asalariado. En cualquier caso, la esclavitud se adosaba al sistema económico y no lo definía, de forma que no solo sería históricamente errado hablar de un "modo de producción esclavista", sino que esta además no estaba siquiera relacionada con la producción salvo en los casos particulares en las que los esclavos eran transformados en mano de obra, por lo cual es imposible intentar hacer una generalización, en diferentes tiempos y lugares de la Antigüedad, tal que se pueda hablar de una sociedad basada en la misma. Pocas veces el "estrato" de los esclavos alcanzaba a la mayoría de los habitantes, y en las civilizaciones más importantes se trataba de una porción muy reducida de los mismos, no superando en el Imperio Romano al 15% de la población total:

Acaso una tercera parte de los habitantes de Atenas eran esclavos. [...] A veces se lamentaba su suerte y a veces se defendía la institución (aunque no sus abusos). Pero el número relativamente grande de esclavos —y, sobre todo, la exageración de ese número— ha dado lugar a un mito que conduce a graves equivocaciones. Se trata de la idea de que los ciudadanos de la ciudad-estado formaban una clase ociosa y de que su filosofía política era, en consecuencia, la filosofía de una clase exenta de todo trabajo lucrativo.
Esto es casi por completo una ilusión. La clase ociosa de Atenas difícilmente pudo ser mayor de lo que es la de una ciudad norteamericana de igual tamaño, ya que los griegos no eran ricos y vivían con un margen económico muy estrecho. Si tenían más ocio que los modernos, ello se debía a que se lo tomaban —su maquinaria económica no estaba ajustada de modo tan preciso como la nuestra—, cosa que les condenaba a un nivel de consumo inferior. La simplicidad y sencillez de la vida griega serían una carga pesada para el norteamericano moderno. Indudablemente, la gran mayoría de los ciudadanos atenienses tuvo que estar compuesta por comerciantes, artesanos o agricultores que vivían del producto de sus ocupaciones. No tenían otro modo de vida. En consecuencia, como ocurre en la mayor parte de los hombres de las comunidades modernas, sus actividades políticas tenían que desarrollarse en el tiempo que pudieran distraer de sus ocupaciones habituales. Es cierto que Aristóteles lamentaba este hecho y consideraba deseable que todo el trabajo manual lo realizasen los esclavos para que los ciudadanos pudieran tener el ocio que les permitiera dedicarse a la política. Pero piénsese lo que se quiera acerca de la conveniencia de este ideal, no hay duda de que Aristóteles no estaba describiendo la realidad existente, sino proponiendo un cambio para la mejora de la política. La teoría política griega idealizó a veces una clase ociosa, y es posible que en los estados aristocráticos la clase gobernante estuviera compuesta por terratenientes nobles, pero es totalmente falso imaginar que en una ciudad como Atenas el ciudadano-tipo fuera un hombre cuyas manos no se manchaban con el trabajo.

Para Rostóvtsev, el capitalismo antiguo tenía el mismo carácter que el actual: había sido creado y estaba condicionado por un mercado de bienes de consumo y factores de producción, al punto que el desarrollo del Imperio Romano mostraba la misma dirección hacia un moderno capitalismo industrial, siendo interrumpido desde dentro por la inflación y el intervencionismo, y desde fuera por las restricciones que lo llevaron a su caída, mientras que para Weber, en cambio, el capitalismo de Grecia y Roma se basaba en negocios relacionados con servicios a la ciudad-Estado a cambio de ingresos basados en los impuestos agrícolas, los contratos para obras públicas y los arrendamientos de terrenos, siendo el posterior declive del Imperio Romano causado por la necesidad de una expansión defensiva hacia áreas continentales a costa de sus bases litorales. Pero sea que este capitalismo sea definido por un intercambio de mercado o que fuera parte de una economía comunitariamente regulada con pequeños mercados subsumidos en un sistema mayor, no fue la institución de la esclavitud la que determinó el orden económico de la antigüedad occidental, sino que la caracterizó en proporciones variables dentro de una ciudad-Estado cuya institución económica nuclear estaba representada por trabajadores con capital propio y hasta asalariados de empresas ajenas. Siendo así se explica en mejor forma que la influencia social y política de la burguesía retornara bajo la forma de un expansivo protocapitalismo preindustrial en la Baja Edad Media, de una forma similar a la que lo hiciera en los imperios occidentales de la Antigüedad pero que solo en la Edad Moderna occidental pudiera desarrollarse plenamente por influencia de la ética protestante:

En sus tesis, Weber rechazaba el punto de vista adoptado por algunos estudiosos de la época, según el cual la Historia económica de Roma constituía un conjunto único de acontecimientos, absolutamente imposible de analizar a partir de los conceptos extraídos de otras situaciones; y descubrió en la estructura social y económica de Roma algunas de las características que se manifestarían posteriormente en la formación del capitalismo en la Europa de comienzos de la Edad Moderna. Además [...] le parecía que las tensiones que se desarrollaron en el mundo antiguo entre la economía agraria de las grandes haciendas campesinas y el incipiente sector comercial e industrial ilustraban algunos de los problemas con los que se enfrentaba la Alemania contemporánea.